# 1848–49-es forradalom és szabadságharc
Az 1848–49-es forradalom és szabadságharc Magyarország újkori történetének egyik meghatározó eseménye, a modern nemzeti identitás egyik alapkövévé vált, mivel egyszerre törekedett az egyéni szabadságjogok kivívására és a nemzeti önrendelkezés megteremtésére. Társadalmi reformjaival a polgári átalakulás megindítója, önvédelmi harcával a nemzeti hőstörténet részévé vált. Szerves része volt az 1848-as európai forradalmi hullámnak, azok közül viszont lényegében egyedül jutott el sikeres katonai ellenállásig. Eredményességét mi sem bizonyítja jobban, mint hogy a Habsburg-ház csak az Orosz Birodalom nagyarányú katonai beavatkozásával tudott győzedelmeskedni. Az 1848–49-es szabadságharc a magyar nemzet történetének Magyarországon talán legismertebb háborús konfliktusa.

## Előzmények
Magyarország a török kiűzése és a Rákóczi-szabadságharc elbukása után erősen korlátozott, mégis meglévő önállóságot élvezve volt része a Habsburg Birodalomnak. Az 1723-ban elfogadott Pragmatica sanctio törvényesen is rendezte a Habsburg uralkodó és a magyarországi rendek viszonyát. Az egyetlen komolyabb további előrelépést ezen a területen 1848-ig az 1791. évi X. törvénycikk jelentette, amely biztosította az ország jogi függetlenségét a birodalom többi tagállamával szemben.
A magyar mélyen aludt. Eközben nyelvét felejté, nemzeti színét veszté. Sok azt hitte, nem eszmél már fel többé, s el van olvasztva. De a magyar felébredt; mily halovány színben, mily torzalakban, ki-ki előtt ismeretes. 

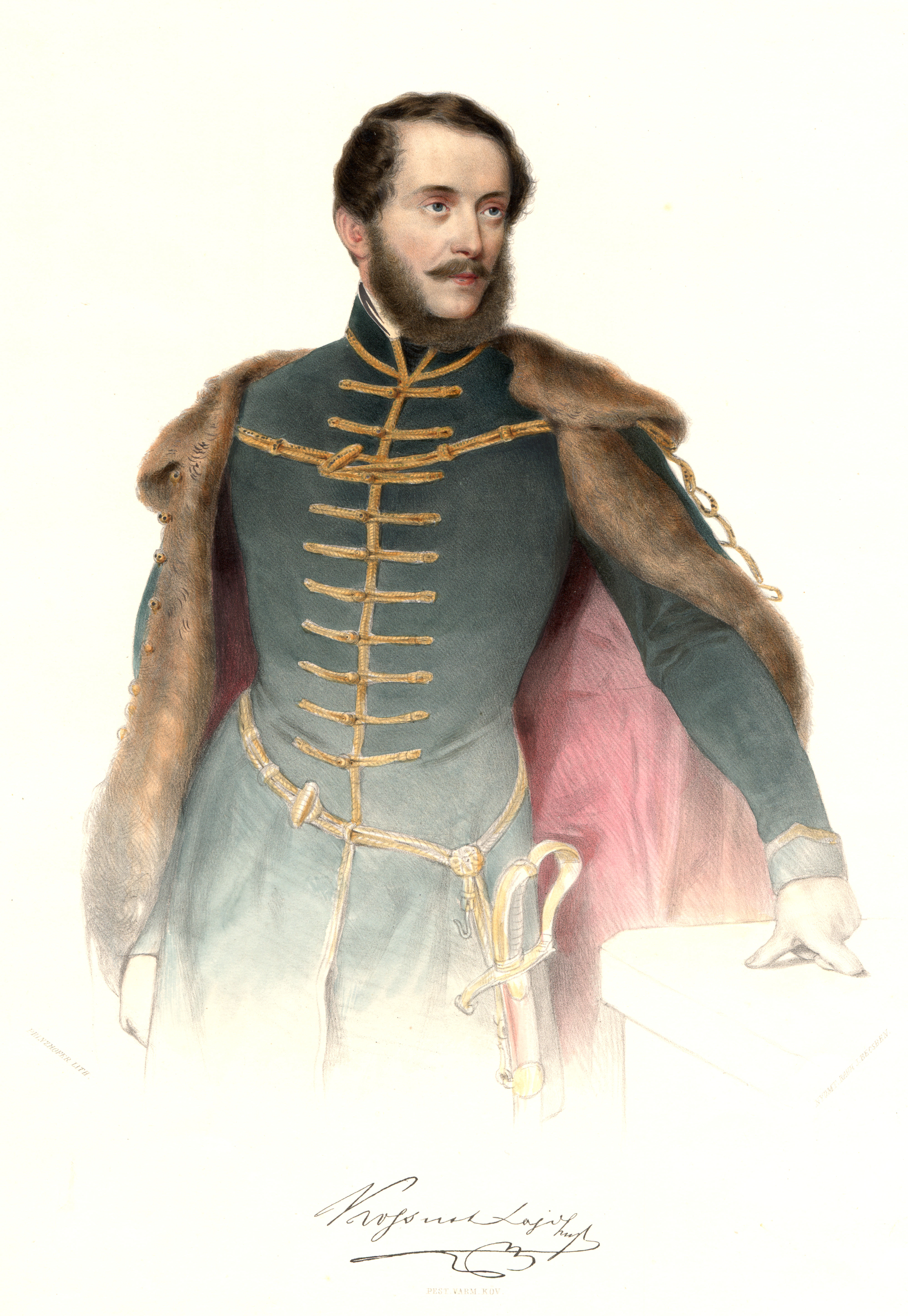
Kossuth Lajos a reformszellemű nemzeti liberális nemesség programjának fő megalkotója

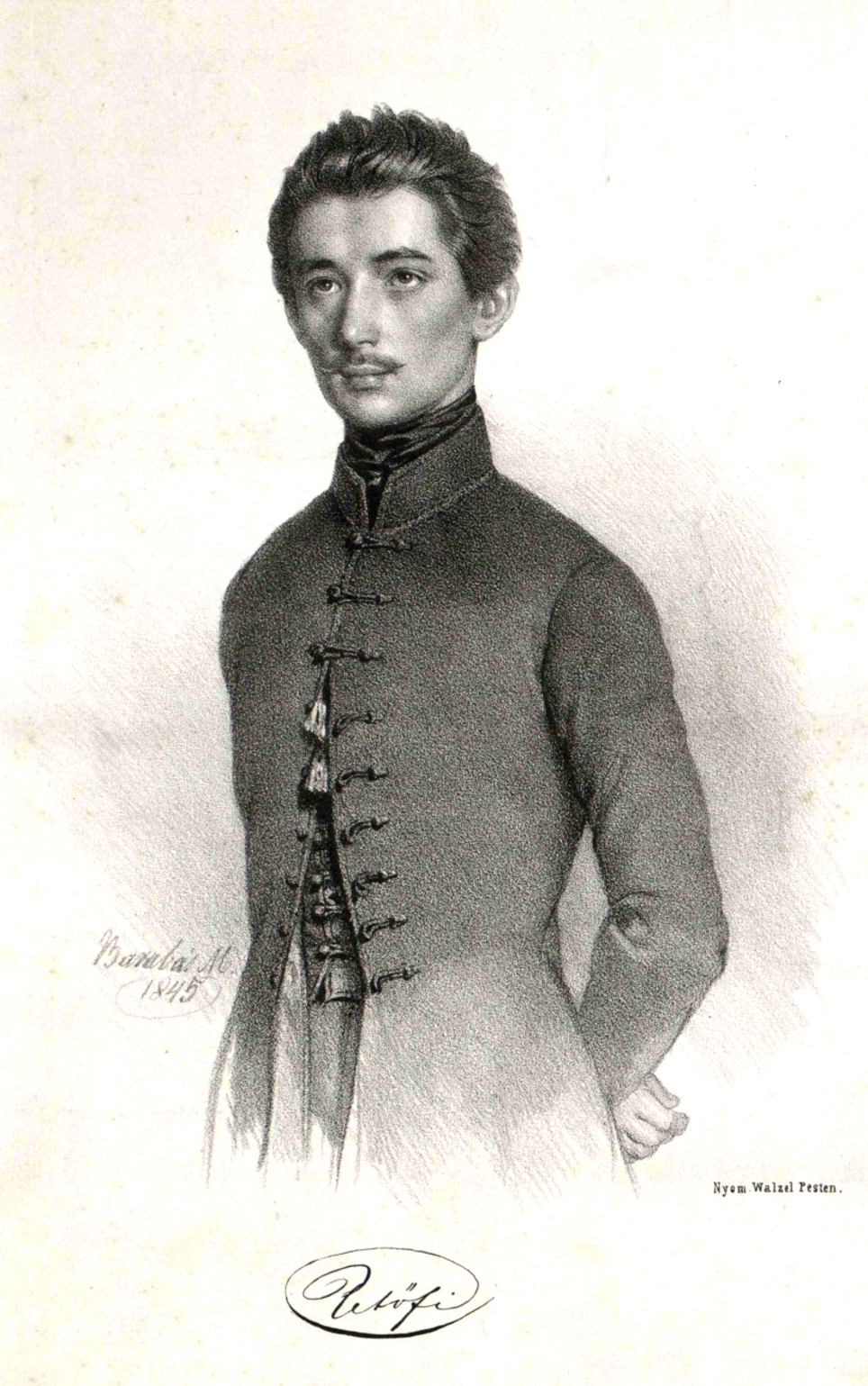
„Én csak arra vagyok hivatva, hogy az első lökést tegyem... ”
Az ifjú Petőfi 1845-ben, Barabás Miklós műve

Az 1848-as tavaszi átalakulás programja majdnem két évtizedes előkészítő munka eredménye. Bár a reformkori országgyűléseken nagyon kevés valódi változtatást sikerült elérni, de lehetőséget teremtettek arra, hogy a reformszellemű liberális nemesség kidolgozza a saját programját. Megjelenhettek az országos nyilvánosság színpadán a leendő forradalom vezetői: Batthyány Lajos, Kossuth Lajos, Deák Ferenc, Széchenyi István, Szemere Bertalan, Eötvös József és mások.

Az 1847 novemberében Pozsonyban összeült – később utolsónak bizonyult – rendi országgyűlésen a reformpárti erők által létrehozott Ellenzéki Kör és a „fontolva haladókat” tömörítő Konzervatív Párt lépett föl határozott programmal. Utóbbiak jelentős mértékben bírták a bécsi udvari körök támogatását is. A téli hónapok során patthelyzet alakult ki, ebbe a helyzetbe hozott döntő fordulatot a február 22-ei párizsi forradalom híre. Kossuth Lajos március 3-án elmondott beszéde fogalmazta meg programszerűen az ellenzék követeléseit: független magyar bank felállítását, a honvédelmi rendszer átalakítását, jobbágyfelszabadítást, közteherviselést, népképviseleti parlamentet és magyar független felelős nemzeti kormányt.

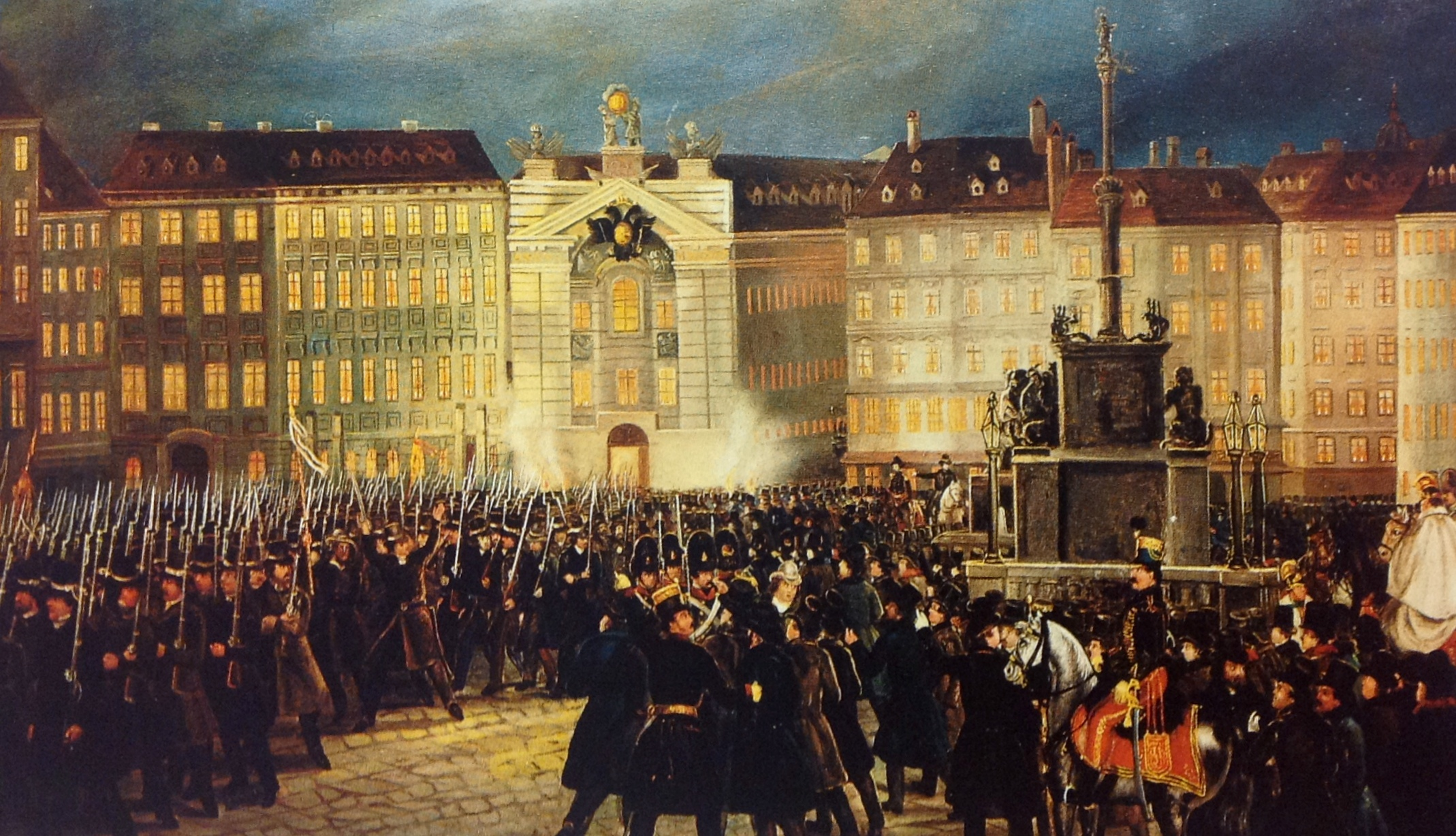
1848. március 13-án Bécsben kitört a forradalom és a tanuló ifjúság a petícióját az országgyűlési rendekkel elfogadtatta, Metternich lemondott

 A Habsburg Birodalom másik felének pedig alkotmányt követelt, amelynek fontos szerepe lett a március 13-án bekövetkező bécsi forradalom kitörésében. Ezeket a kívánságokat országgyűlési felirat formájában a király elé terjesztették.
A végső lökést a reformok ügyében végül 1848. március 15-e jelentette, amikor a pesti radikális forradalmi ifjúság vér nélkül érvényt szerzett a 12 pontnak.
Március 11-én a bécsi tanuló ifjúság petíciót nyújtott be a császárhoz; Pesten az Ellenzéki Kör hasonlóképpen elfogadott március 12-én tartott gyűlésében egy Irinyi József által fogalmazott 12 pontból álló kérvényt:
Mit kiván a magyar nemzet. Legyen béke, szabadság és egyetértés.' 

1. Kivánjuk a' sajtó szabadságát, censura eltörlését. 

2. Felelős ministeriumot Buda-Pesten. 

3. Évenkinti országgyülést Pesten. 

4. Törvény előtti egyenlőséget polgári és vallási tekintetben. 

5. Nemzeti őrsereg. 

6. Közös teherviselés. 

7. Urbéri viszonyok megszüntetése. 

8. Esküdtszék. képviselet egyenlőség alapján. 

9. Nemzeti Bank. 

10. A' katonaság esküdjék meg az alkotmányra, magyar katonáinkat ne vigyék külföldre, a' külföldieket vigyék el tőlünk. 

11. A' politikai statusfoglyok szabadon bocsáttassanak. 

12. Unio. 

Egyenlőség, szabadság, testvériség!
Annak elhatározását, hogy ezt a 12 pontos kérvényt az országgyűlésnek, vagy az országos ellenzéki választmánynak nyújtsák be, a március 14-én délután tartandó gyűlésre halasztották. Eközben érkezett Pestre a hír, hogy Bécsben 13-án kitört a forradalom és a bécsi tanuló ifjúság petícióját az országgyűlési rendekkel elfogadtatta; e hír hatása alatt, midőn a gyűlés (a szónokok Klauzál Gábor, Nyáry Pál, Irinyi József voltak) az utóbbi indítványt fogadta el, a határozattal elégedetlen ifjúság Petőfi, Jókai, Vasvári vezetésével a Pilvax-kávéházba ment és ott a Közvélemény asztalánál elhatározta, hogy másnap, azaz 15-én reggel az egész városban kihirdeti a 12 pontot. Jelen voltak: Petőfi, Jókai, Bozai Pál, Bulyovszky Gyula, Vasvári Pál, Sükei Károly, Telepi György, Hamary Dániel és még néhányan. Gyülekezési helyül a Pilvax-kávéházat jelölték ki, a gyülekezés idejéül a reggeli 8 órát. Petőfi megígérte, hogy még az éjjel költeményt is ír az alkalomra és azt maga fogja elszavalni.

## Forradalom

### 1848. március 15.
Felvirradt.
Március 15-ike volt 1848.

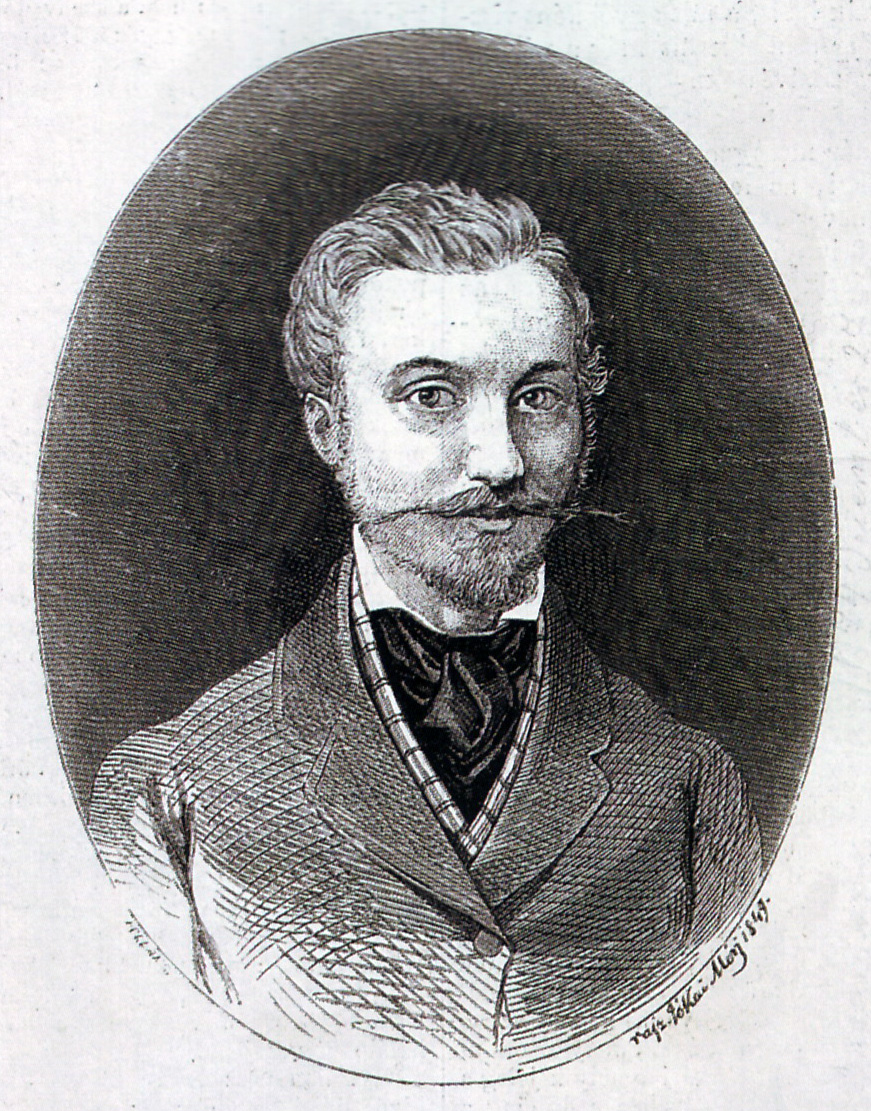
Jókai Mór ifjúkori önarcképe 1849-ből

Tizedik évfordulója annak a nagy katasztrófának, mellyel a korszellem óriás keze a régi Budapestet a föld színéről eltörölte a jeges árvízzel, hogy helyet csináljon az újan emelkedő dicső főváros számára.
Másodszor követelte a korszellem azt a csodát, mely eltörölje a régi, korhadt Magyarországot s alapot teremtsen az új, az Európában számot vető, szabad Magyarországnak.

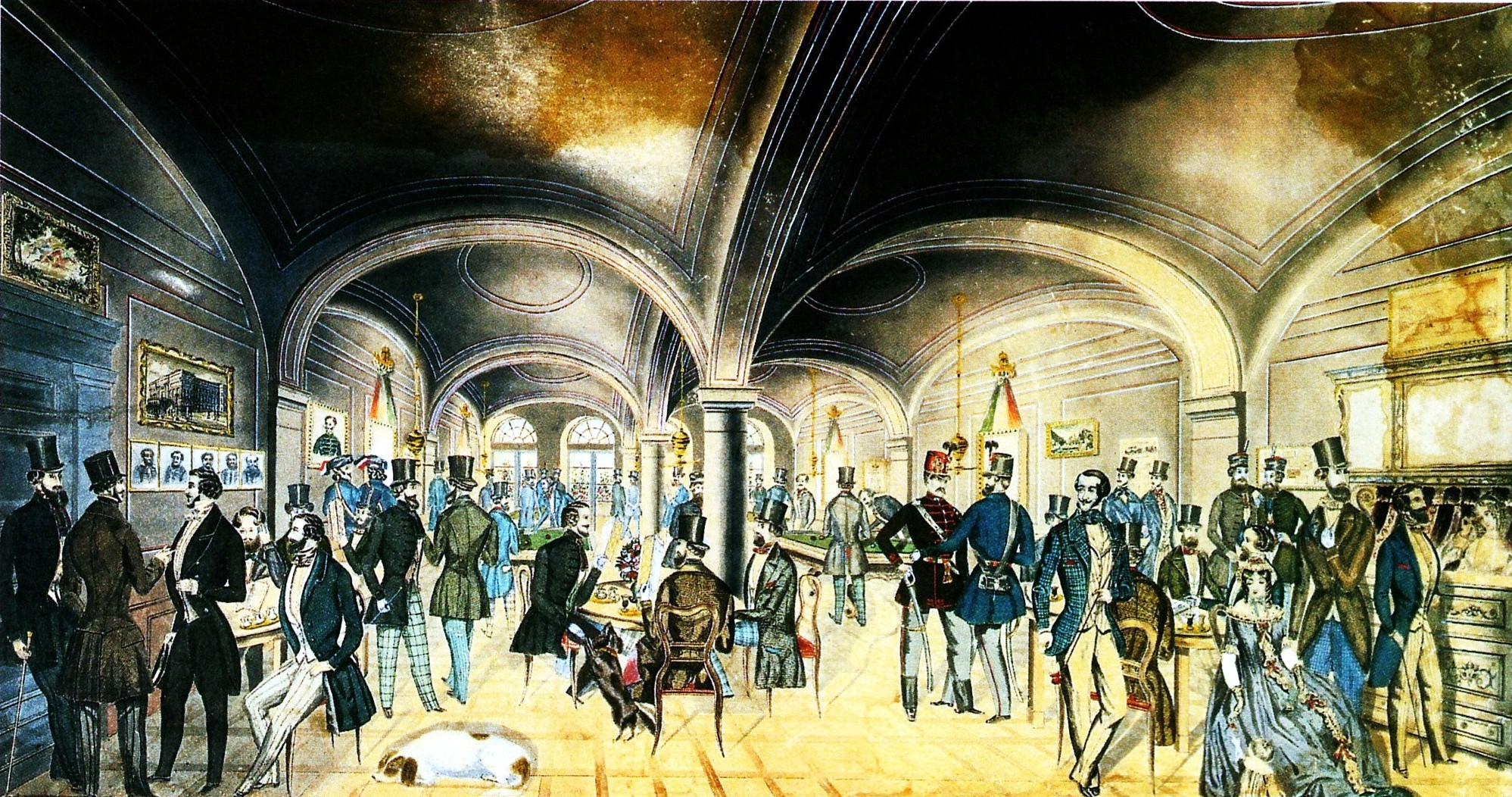
A Pilvax kávéház az 1840-es években

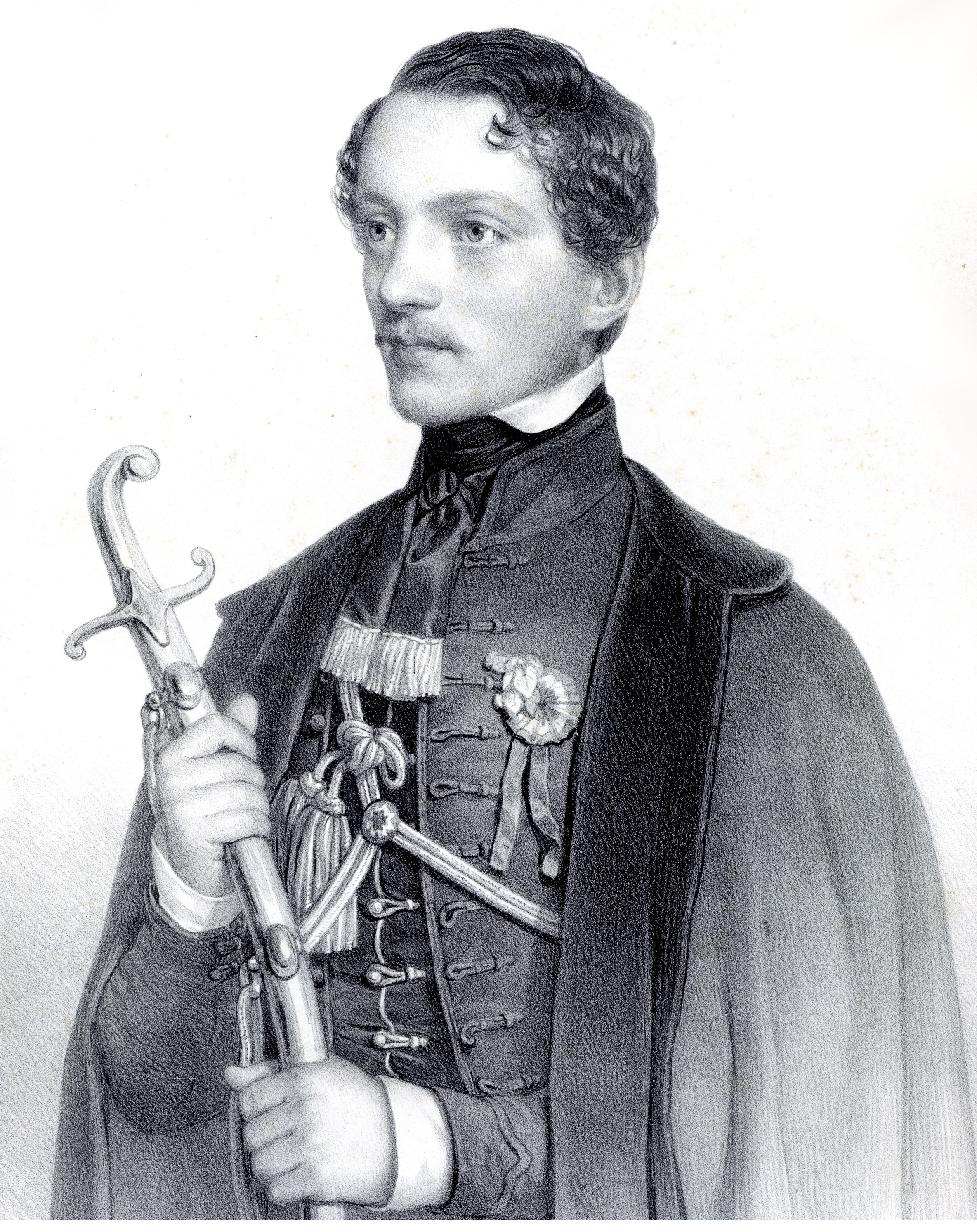
Vasvári Pál, a márciusi ifjak egyike karddal és kokárdával díszített öltözetben

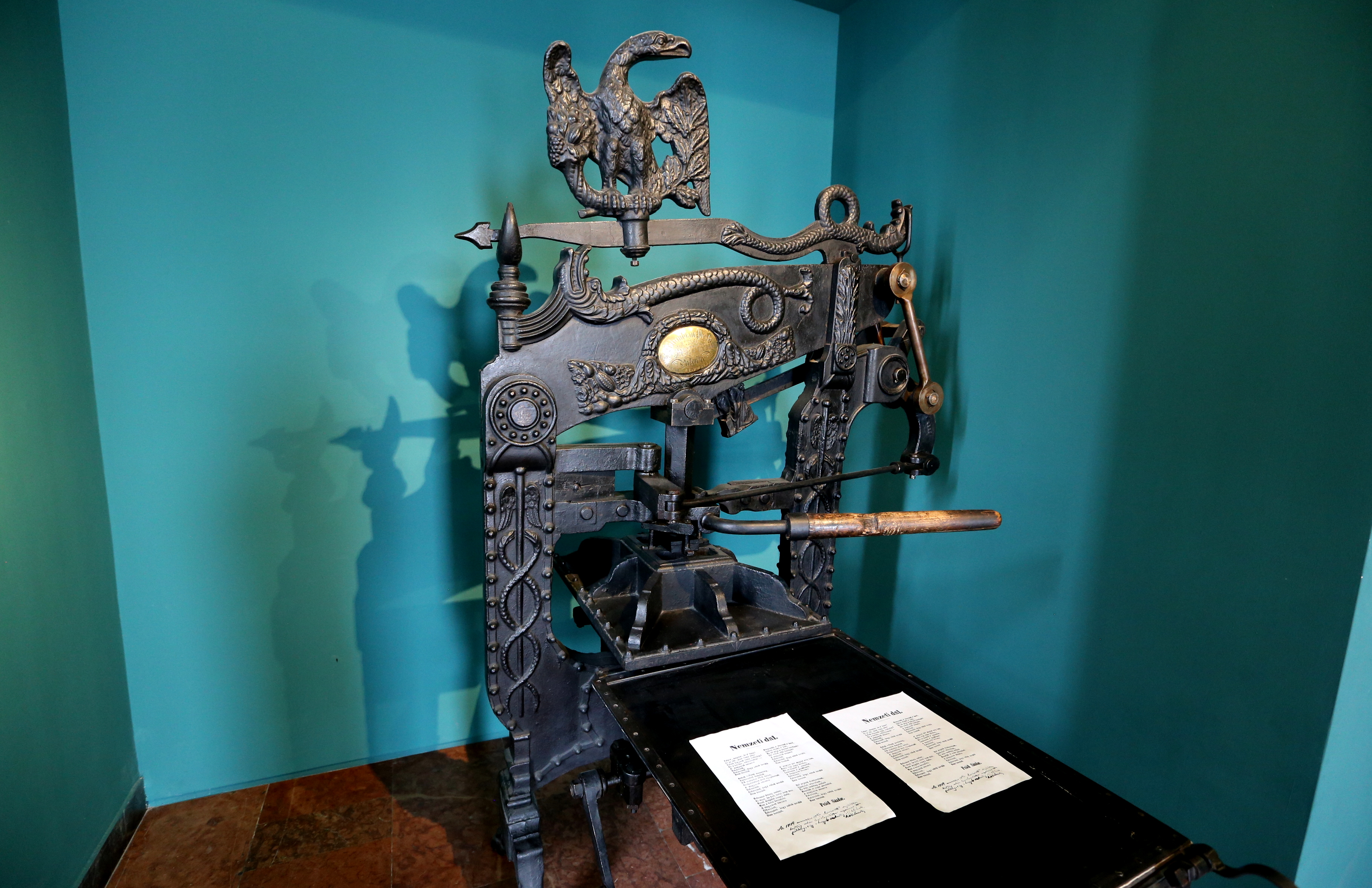
A Landerer és Heckenast-féle sajtógép 1848-ból

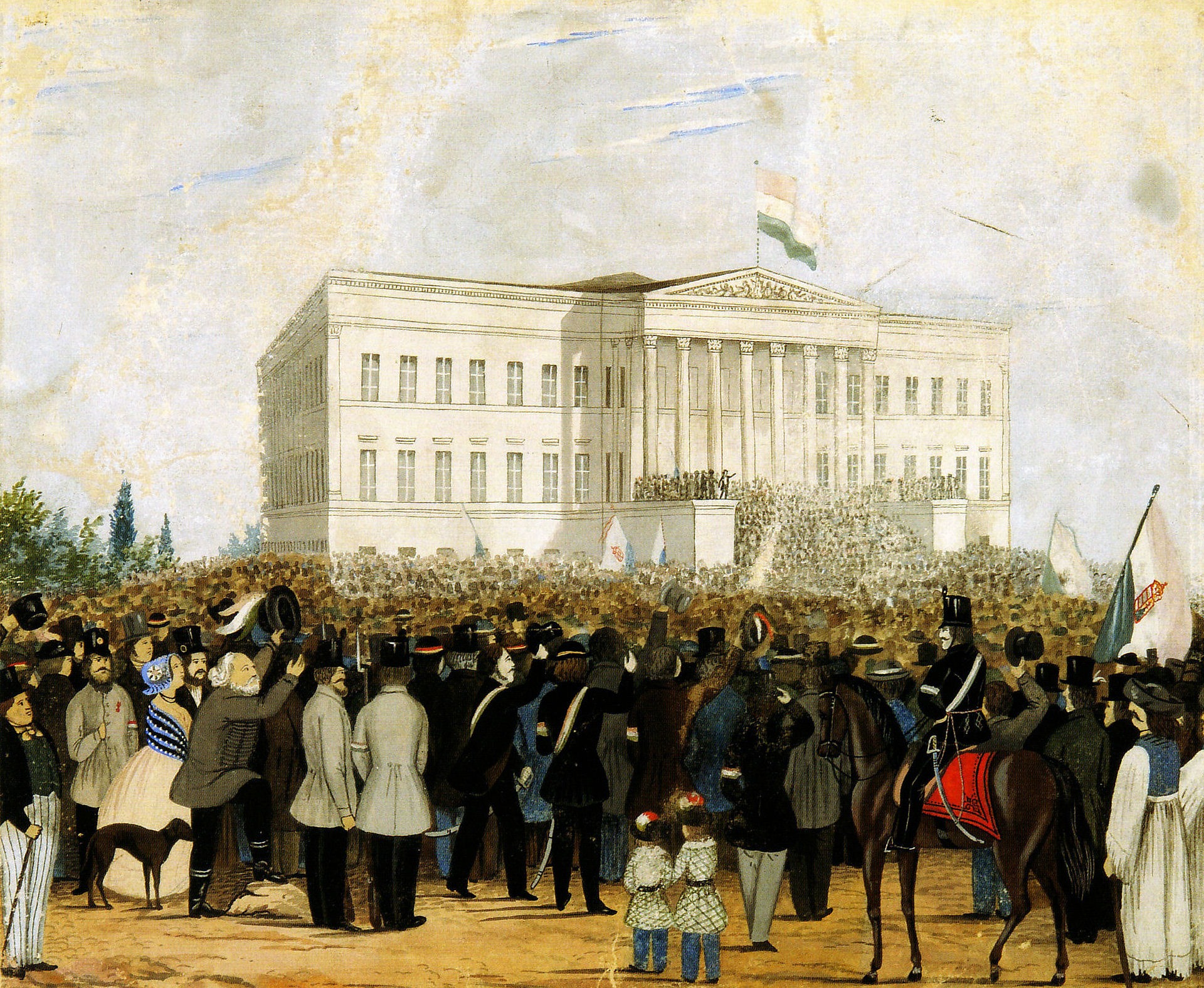
Forradalmi tömeg a Nemzeti Múzeumnál

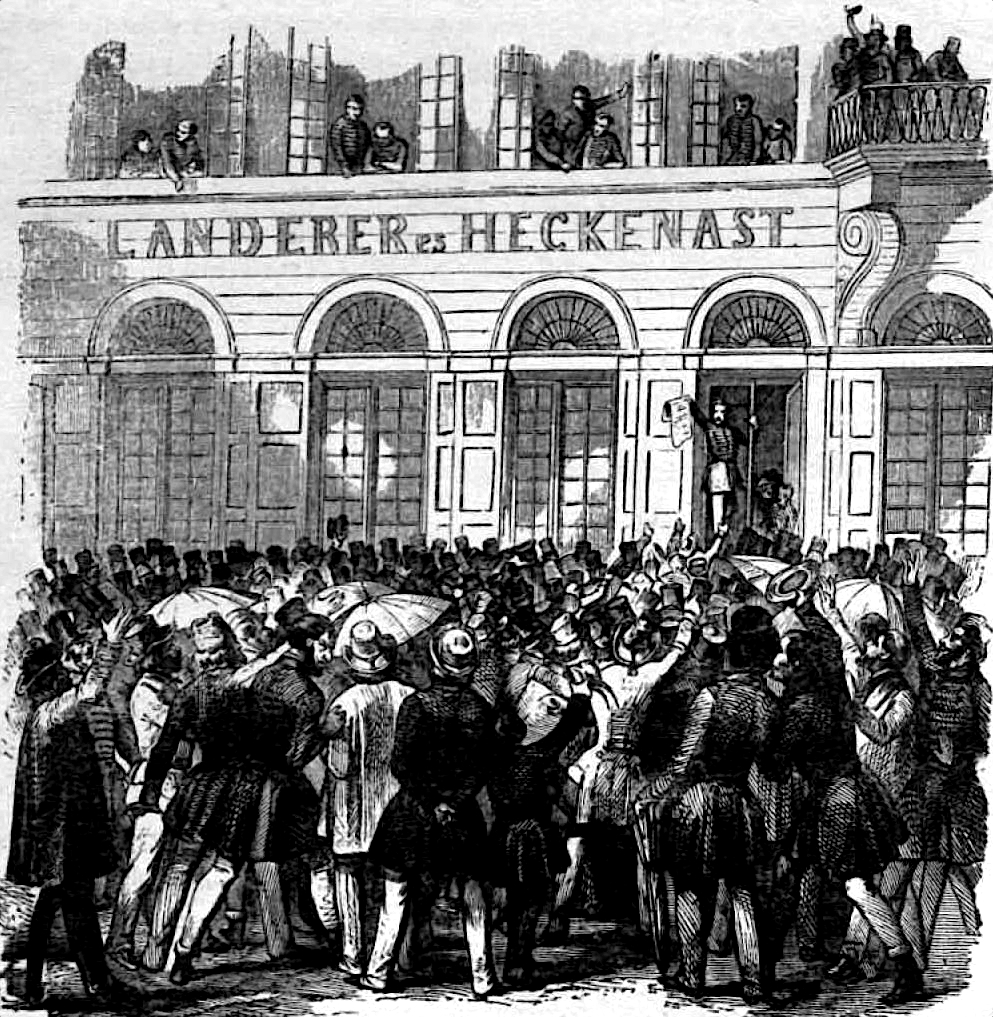
A kinyomtatott 12 pontot Szepessy Ferenc polgármester és a tanács tagjai aláírták, majd Rottenbiller az ablakon át felmutatta a népnek, ezzel megszületett a szabadsajtó első hivatalos terméke Pesten, 1848. március 15-én. A Vasárnapi Ujság illusztrációja az 1868. március 15-én megjelent számában

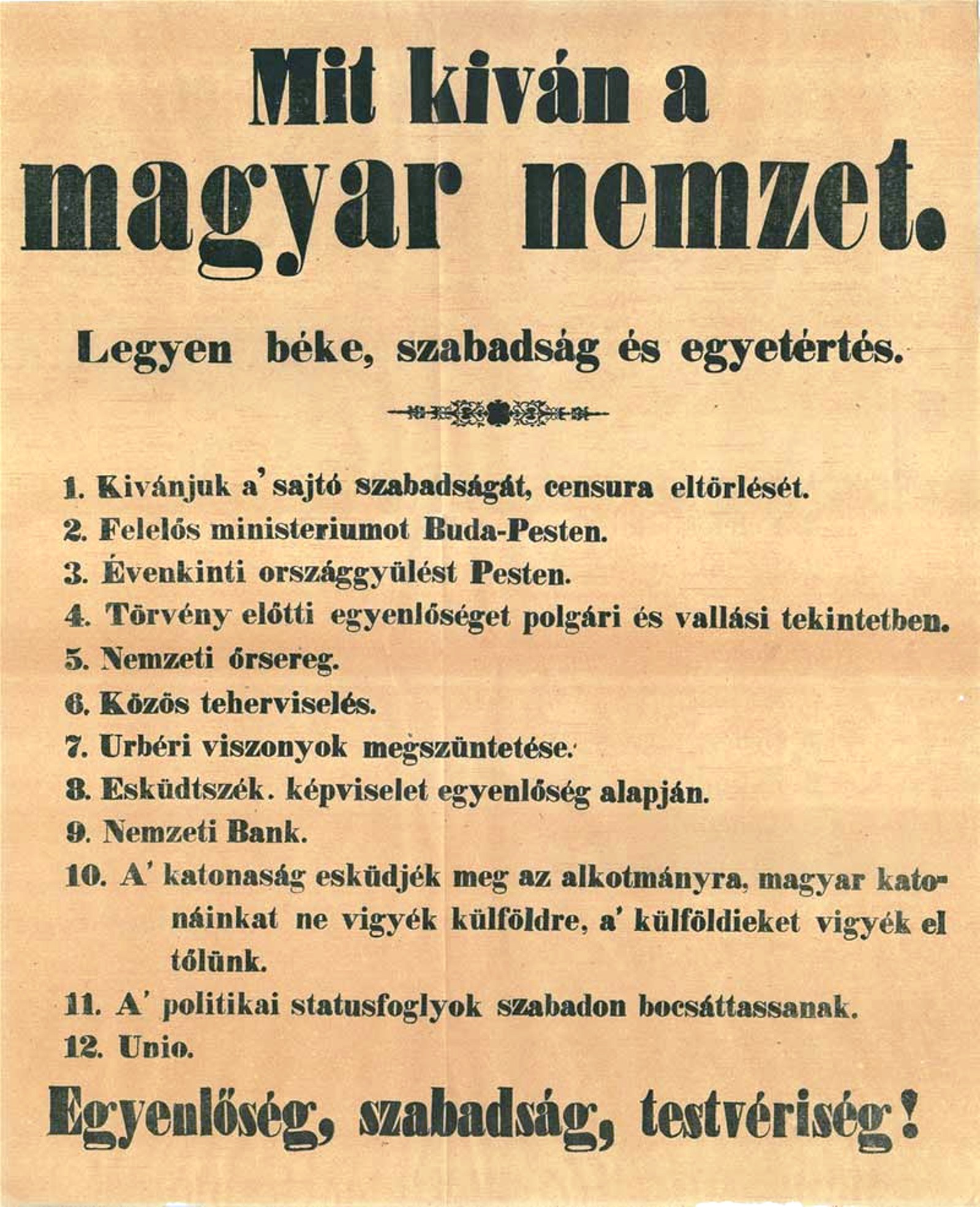
A 12 pont nyomtatott példánya

Aznap korán reggel Petőfi Sándor a Pilvax kávéházba sietett, ahol az ifjak összegyűltek. Vasvári Pált és Bulyovszky Gyulát találta ott, Jókai Mór lakására hívta őket, ahol a 12 ponthoz proklamációt szerkesztettek. Petőfi 8 óra körül társaival a Pilvax-kávéházba ment, a kitűzött időre csak hatan jelentek meg (Petőfi, Jókai, Bulyovszky, Sebő, Gaál Ernő és Hamary Dániel). Itt Jókai felolvasta a 12 pontot és a proklamációt. Petőfi elszavalta a Nemzeti dalt. Innen indultak el az előzetes megállapodás szerint először a jogi egyetemhez az Egyetem utcába. Annak udvarán már egy csapat tanuló várt rájuk s ott rögtön széket hoztak Petőfi és Jókai számára, itt Petőfi újból elszavalta 2 nappal ezelőtt írt költeményét, a Nemzeti dalt, Jókai pedig fölolvasta a 12 pontot. Innen az Újvilág utcai orvosi egyetemre mentek, itt is félbeszakították az egyetemi előadásokat és az előbbihez hasonlóképpen jártak el az udvaron, később pedig a mérnöki és bölcseleti kar hallgatói előtt; ugyanez történt az egyetemi téren is. Ekkor már nemcsak az ifjúság vette őket nagy tömegben körül, hanem az utcáról is nagy közönség csatlakozott hozzájuk, mely nőttön nőtt.
Elhatároztatott, hogy a nép a proklamáció első pontját, a sajtószabadságot, saját önhatalmánál fogva teljesülésbe veendi, amit meg is tett, 10 óra után a siker és lelkesedés hatása alatt a tömeg Landerer és Heckenast könyvnyomdájához vonult a Hatvani utcába (később Petőfi javaslatára a Hatvani utcát Szabad Sajtó utcának keresztelték át). Ekkor már ötezres tömeg követte őket. A rend és béke fönntartása tekintetéből választmányi tagokul Petőfi Sándor, Vasvári Pál, Vidats János és Jókai Mór küldettek be. Landerer Lajos nyomdatulajdonost a kikiáltott tizenkét pontot tartalmazó program és Petőfi költeményének cenzúra nélküli kinyomatására szólították fel, ellenállásának esetén az el nem kerülhető kényszerítést helyezvén kilátásba.
Foglaljanak le egy sajtót.
"A nyomdatulajdonos engedett, és a kívánt iratok rögtön németre is lefordítva néhány pillanat múlva ezrével kerültek elő a gyorssajtó alól, melynek példányai egész délig osztattak ki a szakadó eső dacára szüntelen gyülekező közönségnek." Ezek voltak a szabad sajtó első lépései. Míg a nyomtatás tartott, Petőfi, Jókai, Vasvári, Egressy és Irányi beszédet intéztek a néphez. Ekkor Petőfi negyedszer szavalta el a Nemzeti dal című költeményét.
Csak délfelé oszlott szét a forrongó tömeg, megállapodva abban, hogy délután az államfogságban levő Táncsics Mihály kiszabadítására mennek Budára.

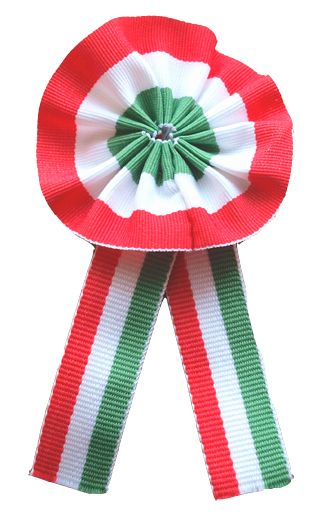
Petőfi nagy napjának a jelképe, a háromszínű magyar kokárda

Délután 3 órakor a Múzeum téren népgyűlést tartottak és a Nemzeti dal és proklamáció példányait ezreivel osztogatták; innen a városházára mentek, a 12 pont elfogadását sürgetvén. Az összegyűlt nép elhatározta, hogy a városházára indul, és ott a polgári kart és városi tanácsot az egyesülésre és kívánatai aláírására felszólítja. A tanácsterem megnyílt, a tanácsnak benyújtották a program pontjait, melyeket a tanácsjegyző tájékoztatása szerint elfogadtak. Ezután Holovics tanácsnok kívánt gondolkozási időt, hogy e pontok tanácskozás alá vétethessenek. Megcáfolta őt Rottenbiller Lipót alpolgármester, arra hivatkozván, hogy már egész délelőtt tanácskoztak efölött. Ezután szónokolt Nyáry Pál Pest megyei alispán és a pontokat pártolta, utána Klauzál Gábor, aki az 1. és 11. pontok rögtöni életbeléptetését is sürgette. A pontokat Szepessy Ferenc polgármester és a tanács tagjai aláírták, és Rottenbiller az ablakon át felmutatta a népnek.
E költemény buzdította márczius 15kén a pesti ifjúságot. Elszavaltam először az ifjak kávéházában, aztán az orvosi egyetemben, aztán a seminarium terén (most már 15dik márczius tere), végre a nyomda előtt, mellyet erőszakosan elfoglaltunk, a hatvani utczában (most már szabad sajtó utcza). A szabaddá lett sajtó alól ez a költemény került ki legelőször.
Rögtön választottak egy rendre ügyelő választmányt, melynek Petőfi is tagja volt. A nép, ideiglenes választmányát a tanács és polgárság választmányával egyesítendőt kinevezve, kívánta, hogy Táncsics Mihály, aki sajtói állítólagos vétség miatt fogva van Budán – miután kimondatott, hogy cenzúrai törvények nálunk nincsenek, nem is voltak soha – szabadon bocsáttassék, és a censurale collegium rögtön mentessék fel hivatalától. E kívánata teljesítésére ½ 5 óra tájt átment Budára, s a hatósági épület udvarán zászlóalja köré gyűlve, állhatatosan állt jogai kívánatai mellett, míg választmánya által kijelentették: hogy a helytartótanács e három pontba egyezett bele: 1. Táncsics kiadatása, 2. a cenzúra eltörlése, 3. sajtóbíróságnak a nép közüli választatása; s egyúttal kimondta, hogy a katonaságot csak azon esetben fogja kirendelni: ha azzal maga a nép saját céljai rendes kivitelére kívánna rendelkezni. Zichy Ferenc, a helytartótanács elnöke, azonnal szabadon bocsátotta Táncsicsot, a nép önkezeivel vonta át kocsiját Budáról a Nemzeti Színház teréig, s bevonult a színházba.
E nap délutánján kívánta a nép a színházi aligazgató Bajza Józseftől, hogy a színházban e nap ünnepélyére teljes kivilágítás mellett a betiltott Bánk bán adassék elő. Bajza mondta, hogy szívesen tűzi műsorra. A színészek nemzeti színű kokárdákkal léptek ki a színpadra, Egressy Gábor a Nemzeti dalt szavalta, az énekkar énekelte hozzá a Himnuszt és Szózatot. A közönség nagy része óhajtotta, hogy Táncsics megjelenjen a színpadon, azonban értesülve annak gyengélkedő állapotáról, kívánatával felhagyott. Végül a Rákóczi-induló mellett oszlott el a nép. Az állandó választmány azonban reggelig együtt ült.
Másnap, március 16-án már Pest vármegye alispánja, Nyáry Pál, Rottenbiller Lipót Pest városának alpolgármestere és mások álltak a mozgalom élére és így vált az országos jelentőségűvé. A forrongó nép legelső teendője volt a nemzetőrség azonnali életbeléptetését követelni, s evégre aláírásgyűjtésbe kezdtek, néhány óra alatt több ezer aláírás gyűlt össze. A nép követelte a fegyvereket. A katonai hatóság jelentette, hogy csak 500 fegyvert adhat, mert a többi Komáromba vitetett. Lenn pedig a nép, mely már ekkor mintegy 20–25 ezerre ment, követelte a fegyvereket s fenyegetőzött, hogy feltöri az arzenált, ha fegyvert nem kap. Ekkor alválasztmányt neveztek ki a fegyverek kiosztása tárgyában, s egyórai tanácskozás után Rottenbiller alpolgármester a teremben, Jókai pedig a városház terén összegyűlt népet nyugtatta meg azon tervezet közzétételével, hogy az illető tömegek városnegyedenként külön oszolván, száz-száz férfit válasszanak ki maguk közül, akik óránként felváltva mint nemzetőrök az éjjel kivilágított város nyugalma fölött őrködjenek. A többi fegyverek kiadását a következő napokon fogják sürgetni.
Este a két testvérváros ki volt világítva, az utcákon lelkesült néptömeg forrongott, harsogtatva: "éljen a szabadság!" Az ablakokból nemzeti szín lobogók függtek alá, a szabadság nevével beírva. Egész éjjel rend és nyugalom őrködött a város fölött, a portyázó nemzetőrök több helyeken bujkáló csavargókat fogtak össze, s hivatásuknak minden tekintetben híven megfeleltek.
Ezalatt Kossuth Bécsben tárgyalt a Habsburg vezetőkkel. V. Ferdinánd király először nem akarta szentesíteni a pozsonyi országgyűlésen előző nap megszavazott feliratot, azonban 16-án hajnalban – hallva a Pest-Budán történtekről – kénytelen volt engedni.

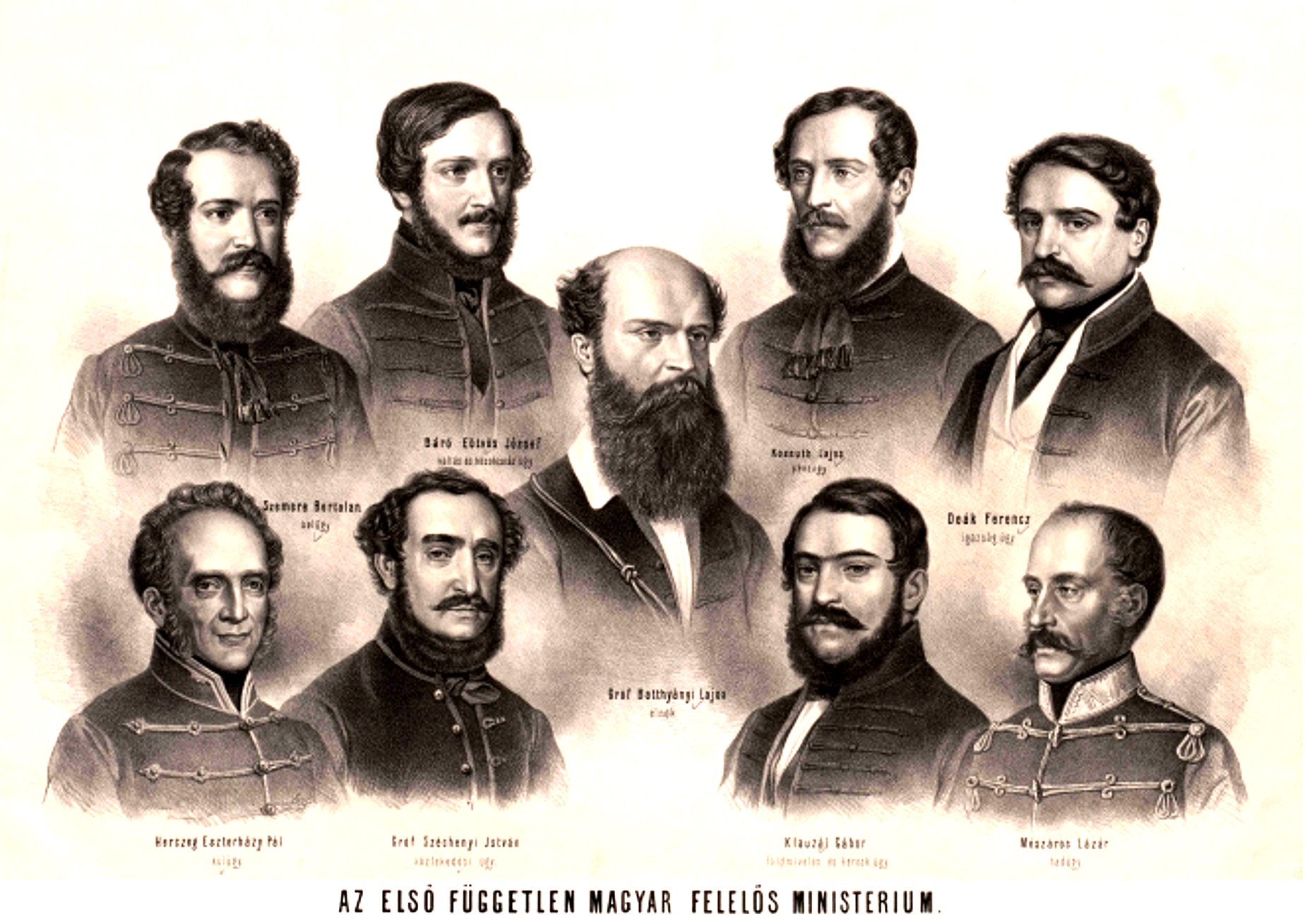
A Batthyány-kormány tagjai

Március 15-én a bécsi forradalom hírére magyar küldöttség indult a pozsonyi országgyűlésről a császári városba, s időközben Pesten is kitört a forradalom. Március 16-án Bécsbe is eljutott a pesti forradalom híre. Az udvar meghátrált, s kénytelen volt engedni a pozsonyi küldöttség követeléseinek. Hozzájárult március 17-én gróf Batthyány Lajos miniszterelnöki kinevezéséhez. Beleegyezett az önálló magyar kormány megalakulásába. Megígérte, hogy a király szentesíti a reformtörvényeket. A gróf Batthyány Lajos vezetésével megalakuló új kormány már nem a királynak, hanem az ország választott képviselőinek, a magyar országgyűlésnek tartozott felelősséggel. Ezért tehát független, és felelős kormány volt.

### A Batthyány-kormány és az áprilisi törvények
Barátom, csudákat élünk [...] Az első felvonás gyönyörűen sikerült! Én teli vagyok a legszebb reményekkel [...] Az én politikám biztos volt, de lassú. Kossuth egy kártyára tett mindent, és legalább idáig annyit nyert a hazának, mint amennyit az én politikám 20 év alatt sem bírhatott volna előállítani!
Március 23-án az országgyűlés felsőtábláján Batthyány Lajos, a március 17-én kinevezett miniszterelnök, kihirdette minisztériumának névsorát. Ezek  alapján:
|  |  |  |
|  |  |  |
|  |  |  |
|  |  |  |
|  |  |  |
|  |  |  |
|  |  |  |
|  |  |  |
|  |  |  |

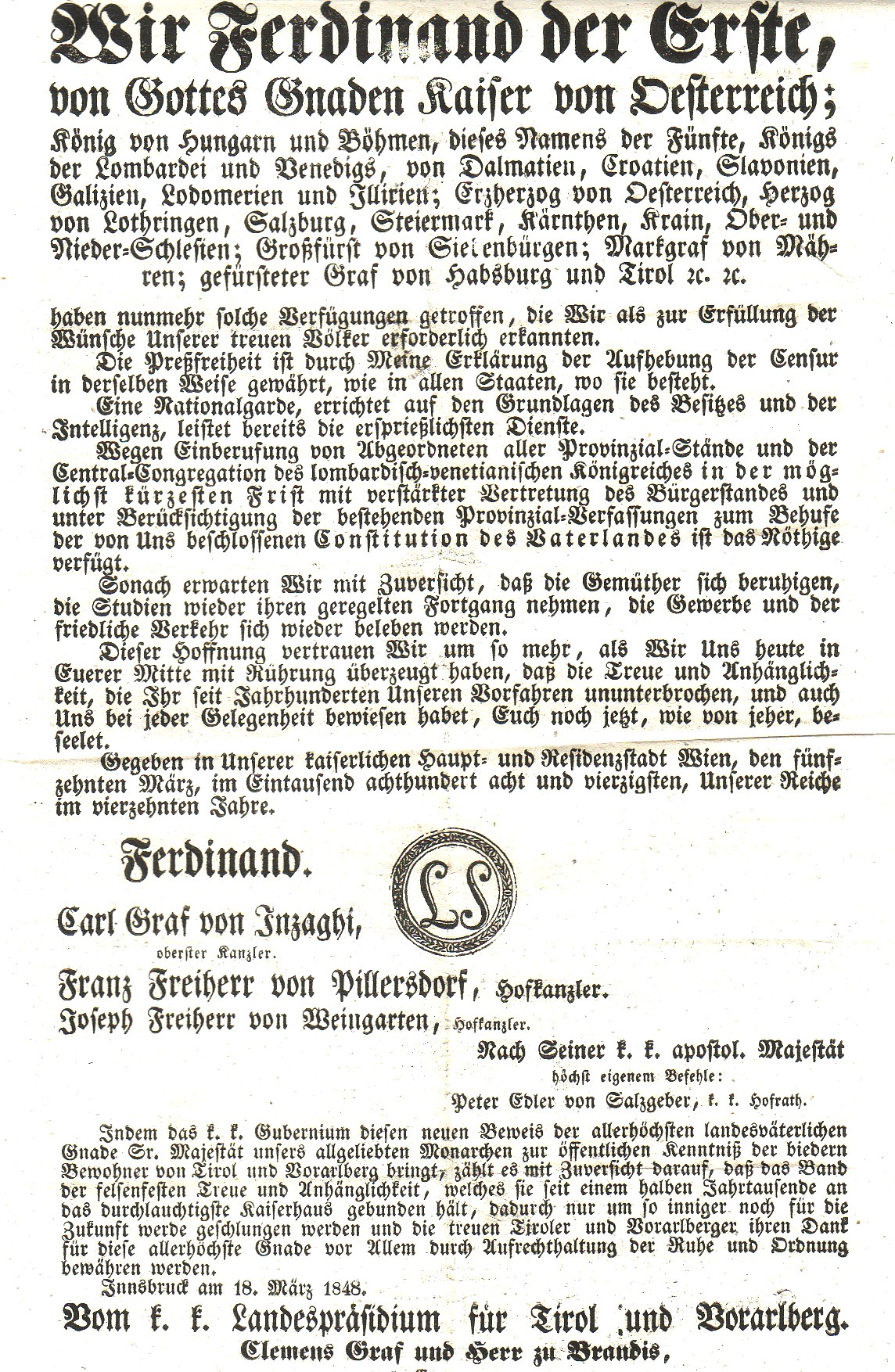
V. Ferdinánd király rendelete a sajtócenzúra eltörléséről, 1848. március 18.

Az utolsó rendi országgyűlés által elfogadott áprilisi törvényeket az uralkodó, V. Ferdinánd király április 11-én szentesítette. Ez fordulópontot jelentett a magyar történelemben, az ország gazdasági-politikai-kormányzási rendszere óriási változáson ment keresztül. Az áprilisi törvények alapján Magyarország csaknem független ország lett. Kimondták Magyarország és Erdély egyesülését. A törvények biztosították a polgári fejlődést, a felzárkózási lehetőséget nyugathoz. Megkezdődött a jobbágyrendszeren és a nemesi kiváltságokon alapuló feudális rendszer felszámolása. A jobbágyfelszabadítást is kitűzték, ennek módját azonban egyelőre nem rendezték.

### Az új országgyűlés
Az első népképviseleti országgyűlési választásokat, az áprilisban elfogadott V. törvénycikk alapján, június második felében tartották. A hivatalos megnyitóra július 5-én, Pesten került sor. Az országgyűlés a szabadságharc végéig együtt maradt, bár részben kicserélődött képviselői állománnyal. Az üléseket december 31-éig Pesten tartották. Ezt követően a hadiállapot változása miatt az üléseket Debrecenbe helyezték át.

#### Az Országgyűlés Áthelyezése Pozsonyból Pestre
Az országgyűlés megnyitója (August von Pettenkofen színezett litográfiája Borsos József festménye alapján). Az 1848. IV. törvénycikk Pozsonyból Pestre helyezte át az országgyűlést. A városválasztás azért volt jelentős, mert Pest akkoriban a magyar politikai és kulturális élet központjává kezdett válni, és a népképviseleti országgyűlés itt való megtartása a modernizáció és a reformok iránti elköteleződést szimbolizálta. Ezzel a lépéssel a politikai döntéshozatal közelebb került a nemzet gazdasági és társadalmi életének epicentrumához.

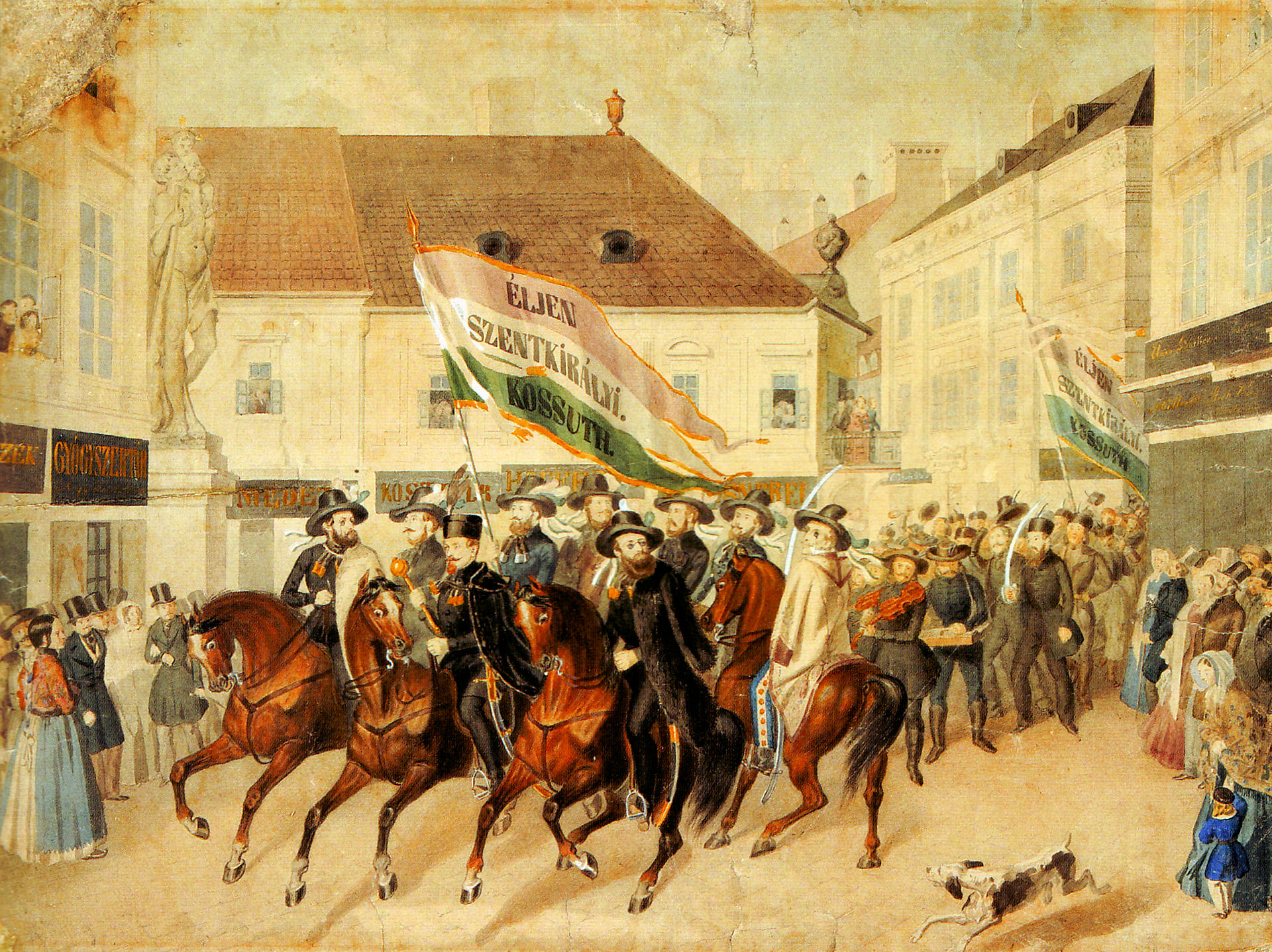
Szentkirályi Móric és Kossuth Lajos parlamenti képviselőjelöltek választási menete a választási kampány idején

#### Az Első Népképviseleti Országgyűlés
Az első népképviseleti országgyűlés július 5-én Pesten kezdte meg a munkáját, és ez egy fontos lépés volt a magyar reformkor történetében. A korábban többnyire arisztokrata képviseletű országgyűlés helyett immár a nép választott képviselői gyűltek össze, hogy az ország sorsát közvetlenül befolyásoló döntéseket hozzanak. Ez a parlamenti ülés Pesten, amelyet a reformkor egyik legnagyobb eseményeként tartanak számon, egyértelműen jelezte, hogy a modern politikai élet megkezdődött Magyarországon.

#### A Választási Kampány és a Népképviselet Megújulása
Szentkirályi Móric és Kossuth Lajos parlamenti képviselőjelöltek választási menete a választási kampány idején. A kampány rendkívül fontos szerepet játszott a közélet megújulásában, hiszen a jelöltek nyilvános fellépései, beszédei és találkozói során a választópolgárok közvetlenül találkozhattak velük, és első kézből szerezhettek benyomásokat politikai nézeteikről és terveikről. Ez a közvetlen kapcsolatteremtés a választók és a képviselők között új fejezetet nyitott a magyar politikai kultúrában, amely addig inkább közvetett, arisztokratikus vonásokat mutatott.

#### Az Első Népképviseleti Országgyűlési Választások
Az első népképviseleti országgyűlési választásokat az áprilisban elfogadott V. törvénycikk alapján június második felében tartották. A hivatalos megnyitóra július 5-én, Pesten került sor, amely jelentős esemény volt a reformkori Magyarország életében, mivel először ültek össze népképviselők a törvényhozásban. Az országgyűlés a szabadságharc végéig együtt maradt. A képviselők részben kicserélődtek, hiszen a háborús helyzet és a politikai események jelentős változásokat okoztak a képviselők személyében és összetételében is.
Az üléseket december 31-éig Pesten tartották, és eközben számos fontos törvényt fogadtak el, amelyek révén a magyar politikai élet jelentős átalakuláson ment keresztül.

#### Az Országgyűlés Debrecenbe Költözése
Ezt követően, a hadiállapot változása miatt, az üléseket Debrecenbe helyezték át, amely a szabadságharc egyik legfontosabb központjává vált. Debrecen azért vált ideális helyszínné, mert távolabb esett a közvetlen harci eseményektől, így biztonságosabb környezetet biztosított a törvényhozás számára. Emellett Debrecenben erős volt a nemzeti ellenállás és támogató közösség, ami lehetővé tette, hogy a szabadságharc idején a város politikai és katonai központként is funkcionáljon. Itt folytatták a törvényhozást a harci események ellenére, ami azt mutatja, hogy a politikai élet és az ellenállás szelleme továbbra is erőteljesen jelen volt Magyarországon.

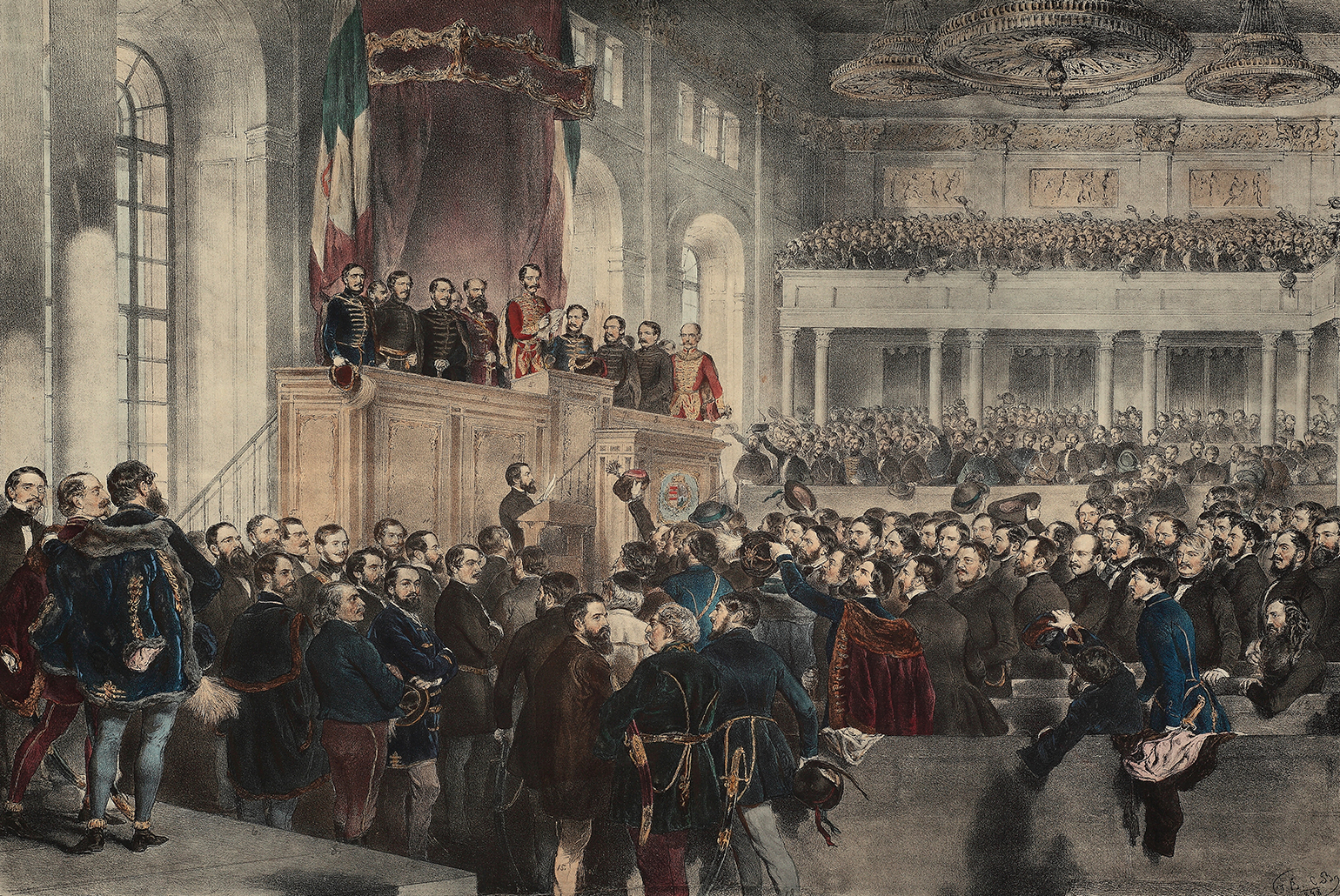
Az országgyűlés megnyitója (August von Pettenkofen színezett litográfiája Borsos József festménye alapján). Az 1848. IV. törvénycikk Pozsonyból Pestre helyezte át az országgyűlést. Az első népképviseleti országgyűlés július 5-én Pesten kezdte meg a munkáját

### Nemzetiségi kérdés
Az áprilisi törvények hiányosságai közé tartozott a jobbágyfelszabadítás halogatása és a nemzetiségi kérdés rendezetlensége.
A magyar siker hatására a Magyarországon élő nemzetiségekben is feltámadt a nemzeti érzés. 1848-ban már nem elégedtek meg anyanyelvük kisebb-nagyobb használatával. Magukat, mint külön nemzetet akarták elismertetni az ország határain belül. A magyar vezetők azonban erről hallani sem akartak. Szerintük anyanyelvüktől függetlenül országunk minden lakója az egységes magyar nemzet tagja.

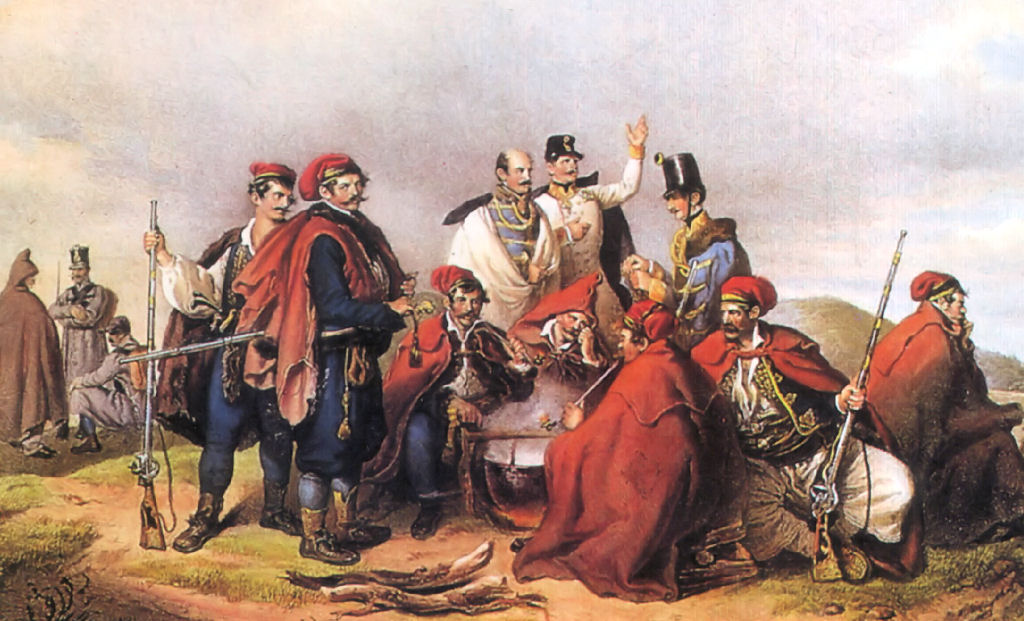
Jellasics szerb katonái között

A horvát országgyűlés ugyancsak szembehelyezkedett a magyar kormánnyal és nyíltan a bécsi udvar támogatását élvezte. (Megjegyzendő, hogy a horvátok évszázadok óta jelentős, a Monarchián belüli kiváltságokat élveztek.)
A szerbek ugyanazt akarták mint a szlovákok. Ők Karlócán tartottak gyűlést. A magyar forradalommal való szembefordulásuk egyik fő okát épp a horvát előjogok képezték, a szerb vezetők szerették volna ezeket a maguk számára is megkapni, de nem így történt.
Az erdélyi románok a román nemzet egyenjogúságát, a jobbágyok felszabadítását akarták. Ők Balázsfalván tartották gyűlésüket. A románok szembefordulásának fő oka az elmaradt jobbágyfelszabadításban kereshető. Ezt a magyar szándék szerint is napirendre kellett volna tűzni, de adminisztratív okok miatt (az erdélyi országgyűlés összehívásának nehézkes, késedelmes volta) erre még később került sor, mint Magyarországon.
A szlovákok nyelvi egyenjogúságot, nemzeti jelvények használatát, úrbéri törvény földnélküliekre való kiterjesztését akarták. Liptószentmiklóson tartottak gyűlést.
Egyedül a ruszinok és a szlovének voltak azok, akik nem fordultak szembe a magyarokkal.
A szerb vezetők és a horvát országgyűlés egyaránt a bécsi udvarhoz fordult segítségért. A szerbeket már korábban, a 16. században maga mellé állította Ausztria, amikor azok a mohácsi tragédia után, 1526 végén Cserni Jován vezetésével felkelést indítottak a törököktől is szorongatott Szapolyai János ellen, akivel szemben a Habsburgok a magyar királyi trónt akarták megszerezni.
Bécs természetesen mindent meg is tett az ellentétek kiélezése érdekében. A Habsburgok előbb titokban, majd nyíltan is támogatták a magyar forradalom ellen irányuló szerb felkelést és a horvátok támadását. A horvátok és a szerbek, akiknek területén határőrző egységek álltak már a 18. század óta, rendelkeztek bizonyos mértékű katonai tapasztalatokkal. A „szerb kártyát” az osztrákok a Rákóczi-szabadságharc során egyszer már kihasználták, de akkor még nem csináltak akkora vérfürdőket, mint 1848-49-ben.

## Az önvédelmi háború

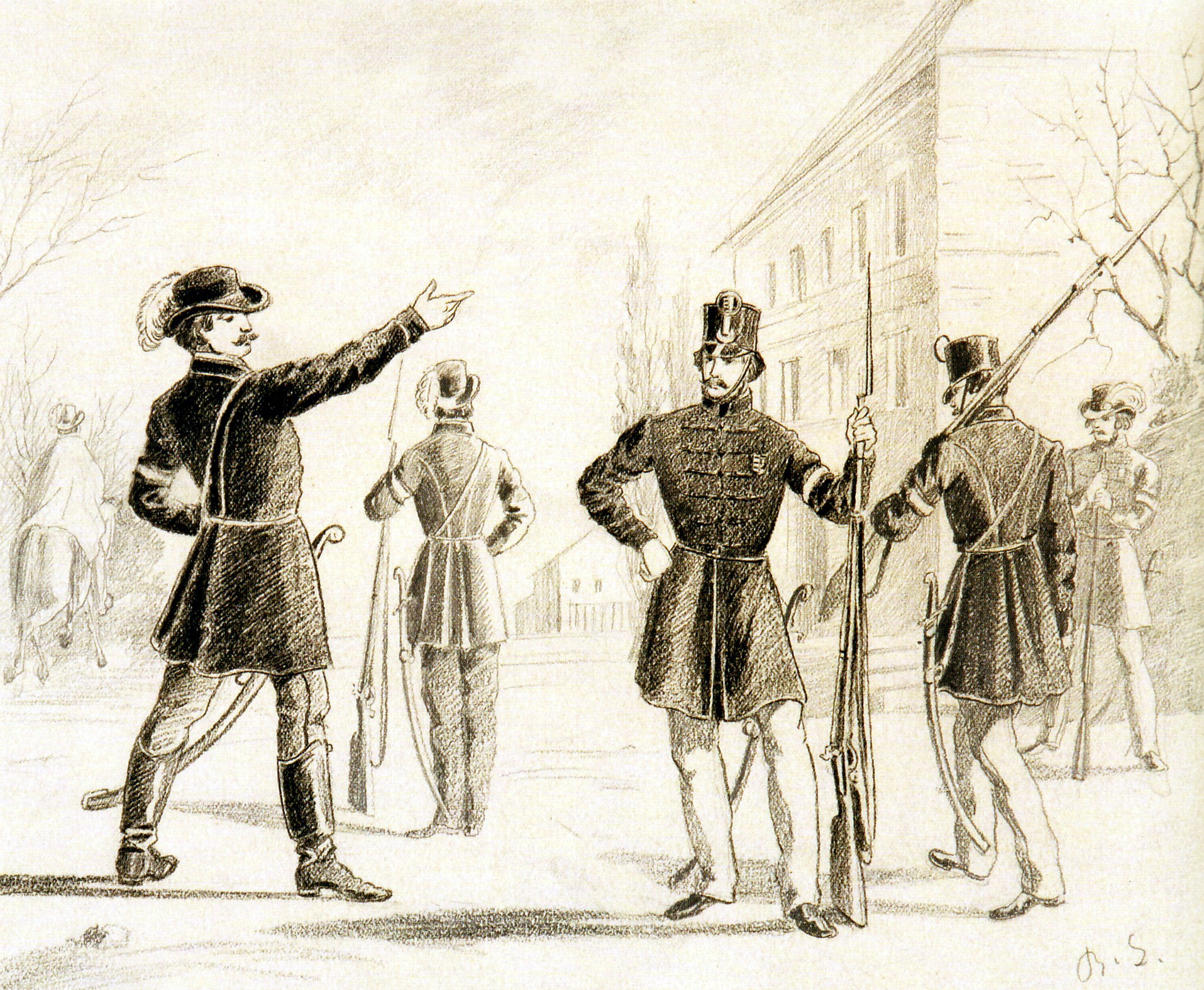
Nemzetőrök

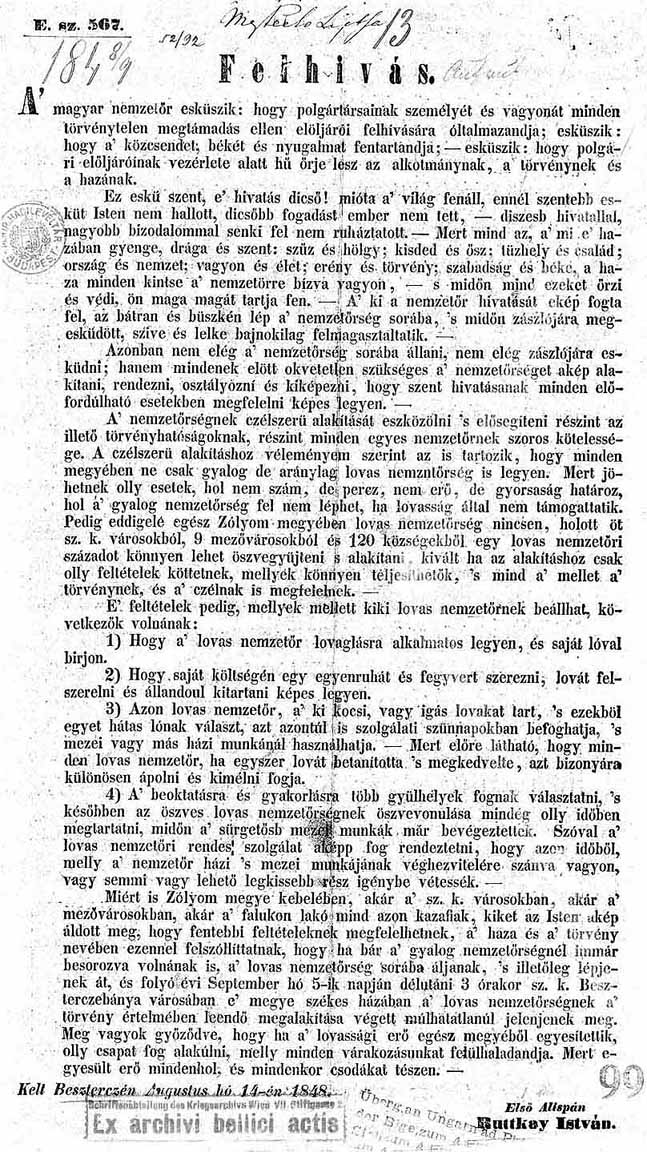
1848. augusztus 14-i toborzó felhívás a Nemzetőrségbe való belépéshez

### A horvát támadás
Megjött az idő, 

Mit láta profétai lelkem előre, 

S még több, ami jő, 

Mit még ad az isten, a nemzetek őre...
1848 nyarán az udvar elérkezettnek látta az időt, hogy Magyarországon is visszaállítsa teljhatalmát (az olasz fronton elért győzelmeknek köszönhetően, a „hátországgal” is volt módjuk foglalkozni).
A nyár vége felé felgyorsultak az események. Augusztus 31-én az uralkodó kiadott egy iratot, melyben kijelentette: ha a képviselőház nem vonja vissza az áprilisi törvényeket, katonai támadásra számíthat. Jellasics horvát bán, császári altábornagy ekkor már nyíltan a határátlépésre készült. A magyar kormány válaszul rohamtempóban szervezte a magyar honvédsereget. Batthyány legfontosabb feladatnak a horvát bán megállítását tartotta.
Szeptember 11-én Jellasics 35 000 főnyi seregével átlépte a Drávát, és fegyveres támadást indított a magyar kormány ellen. A magyar sereg folyamatosan visszavonult a túlerő elől, a közvetítőnek ajánlkozó István nádorral pedig Jellasics nem volt hajlandó találkozni. A visszavonuló drávai sereg éléről Csány László leváltotta az ingatag hűségű Teleki Ádám grófot. A magyar sereg létszáma fokozatosan nőtt, de még így is jócskán elmaradt a horvátokétól. Bécsben már szövegezték a kiáltványt Magyarország alávetéséről.

### Pákozdi csata

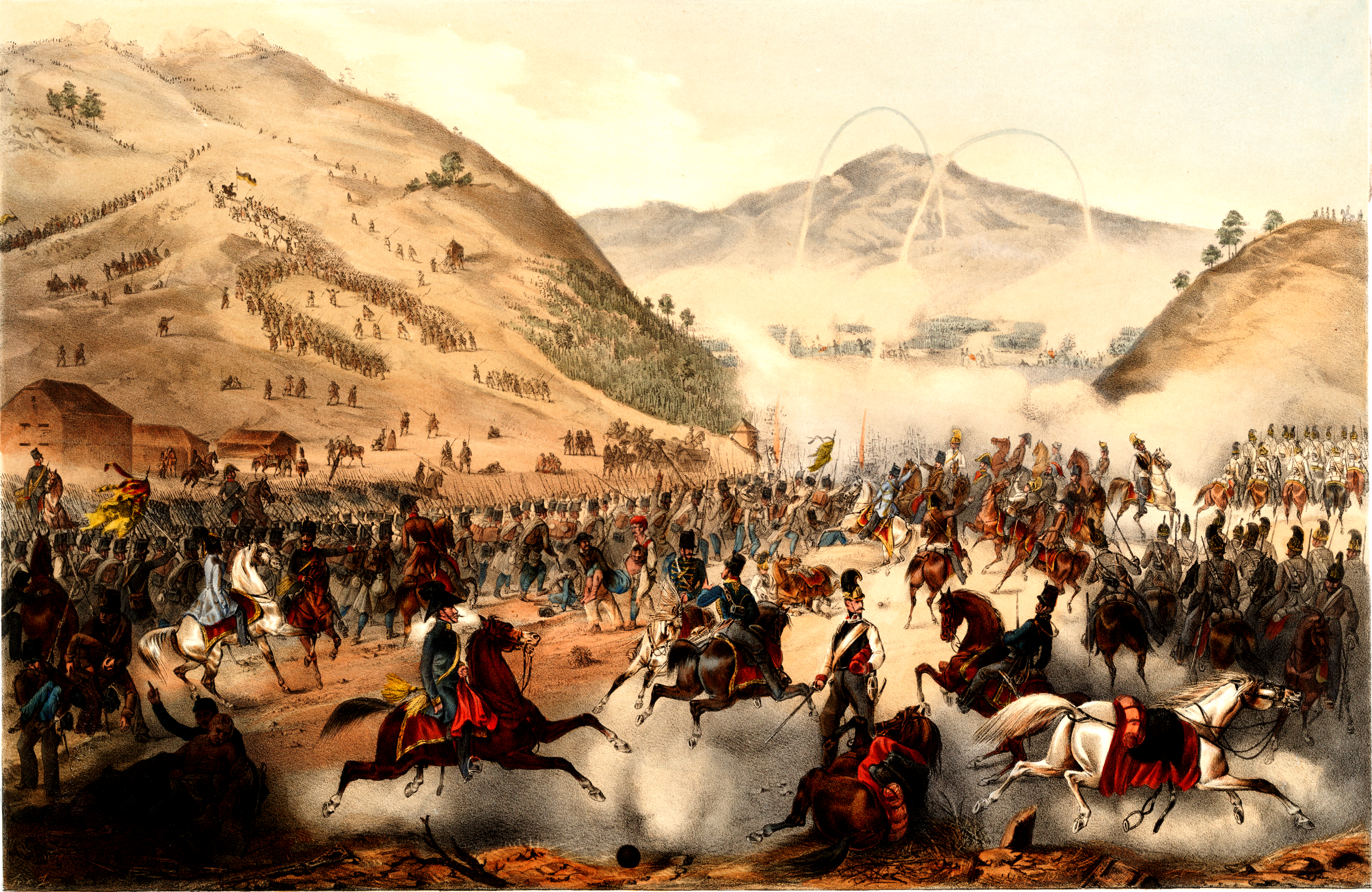
A pákozdi csata, korabeli litográfia

A magyar kormány a Dunántúlon népfelkelést hirdetett és mozgósította a nemzetőrséget. Kossuth ezzel egyidőben toborzóútra indult az Alföldre (szeptember 24.).
A magyar honvédsereg táborába érkezett országgyűlési küldöttek arra kényszerítették Móga János altábornagyot, a vonakodó főparancsnokot, hogy fölvegye a harcot az ellenséggel. Szeptember 29-én Pákozd és Sukoró között a jórészt újoncokból álló magyar sereg visszaverte a közel kétszeres túlerőben lévő horvátok támadását. Jellasics fegyverszünetet kért, amit visszavonulásra használt fel: Győrön át Bécs felé haladva elhagyta az országot. Ezzel kiszolgáltatott helyzetbe hozta a Karl Roth vezette hadműveleti jobbszárnyát: a székesfehérvári polgárok lefegyverezték a hátrahagyott horvát helyőrséget, majd Görgei Artúr, Perczel Mór és Csapó Vilmos Ozoránál bekerítette, majd fegyverletételre kényszerítette őket. A támadás során a horvát inváziós haderő állományának 20%-át elveszítette.

### A kormány lemondása és az OHB megalakulása
1848 szeptemberében lemondott a kormány, több minisztere a tárgyalási politika kudarca miatt Batthyány lemondása után az ország egy időre végrehajtó hatalom nélkül maradt. Így egy darabig, bár hivatalosan a kormány lemondott, ideiglenesen még vállalták adminisztratív feladatok elvégzését, az új kormány felállásáig. A végrehajtó hatalmat a szeptember 16-án alapított ideiglenes, majd az országgyűlés határozata alapján véglegesített Országos Honvédelmi Bizottmány (OHB) gyakorolta, amelynek feladata Batthyány védelmi intézkedéseinek vizsgálata és támogatása volt. A testület elnöke Kossuth Lajos volt. Szeptember végére a törvényhatóságokba kormánybiztosok kerültek, és a gazdaság átállt a haditermelésre. A szerbek felkelését nem sikerült elfojtani, a Bánság legfontosabb erődjei Arad és Temesvár kicsúszott a magyar igazgatás alól.
Október 3-án az uralkodó Lamberg halálhírére (akit Pestre érkezésekor a hajóhídon a felháborodott tömeg meglincselt) feloszlatta a magyar országgyűlést, Jellasicsot pedig Magyarország teljhatalmú királyi biztosává és a magyar fegyveres erők főparancsnokává nevezte ki, mivel későn értesült kínos pákozdi vereségéről.
Ez adta meg a jelet a magyar kormányzatnak eddig sem nagyon engedelmeskedő császári és királyi tiszteknek.

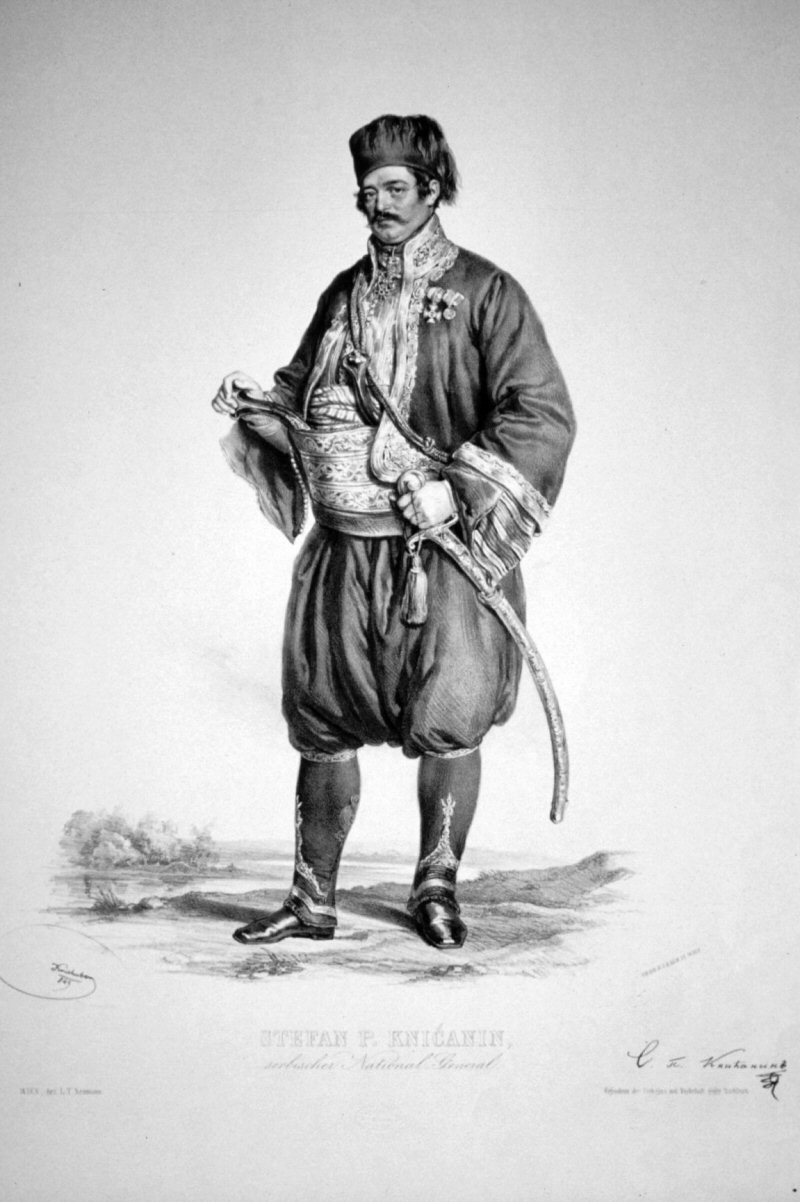
Stevan Knicanin vezérőrnagy, a felkelő szerbek főparancsnoka

- A Délvidéken a szerbek felkelését nem sikerült elfojtani, a Bánság legfontosabb erődjei, Arad és Temesvár pedig császári kézen maradt, a várőrségek csapatai sikeresen működtek együtt a szerbekkel. A felkelők számát gyarapították a Szerbiából tömegesen jövő önkéntesek, akiket Stevan Knićanin ezredes toborzott. Velük szemben magyar kézen maradt Pétervárad, majd Eszék erődjét is biztosították, és a honvédsereg jelentős erőket összpontosított a térségben.
- Erdélyben kitört a román népfelkelés, amely gyakran véres mészárlásokba torkollt, csakúgy, mint a magyarok vezette bosszúhadjáratok. A reguláris erők részéről Puchner Antal Szaniszló erdélyi főhadparancsnok vezette erők és a beszterce-naszódi határőrök parancsnoka, Karl Urban erői, valamint a kicsiny Déva és Gyulafehérvár várai császári oldalon maradtak. Velük szemben elsősorban székely határőr gyalogezredek, a 11. (Székely) huszárezred 8 századából 6, illetve 2 honvédzászlóalj állhatott fel, ami a magyar félnek jelentős mennyiségbeli és minőségbeli hátrányt jelentett.
- Észak-Magyarországon Komárom és Lipótvár erődjét sikerült biztosítani, a szlovák nemzeti mozgalmak nem jelentettek komoly fenyegetést.

### A bécsi forradalom
Október 6-án ismét forradalom tört ki Bécsben. A lakosság radikális része arra a hírre, hogy az udvari körök Jellasics támogatására a Richter gránátos-zászlóaljat kívánják Magyarország irányába útnak indítani, összecsapásokba keveredett a Hugo von Bredy tábornok, bécsi dandárparancsnok kötelékeivel. Latour gróf hadügyminisztert kalapácsütésekkel és szuronydöfésekkel meggyilkolták, majd egy lámpavasra akasztották. Ezáltal rövid időre mind a császári erők központja, mind Jellasics politikai és katonai támogatottsága megszűnt. A magyar hadsereg azonban még további időt töltött a Lajta mentén, többször is megkísérelve a határ átlépését, ám ettől politikai és katonai megfontolások is visszatartották. Sokak értékelésében nem használta ki a kedvező lehetőséget, és nem vonult Bécs felmentésére. Ehelyett sikeresen megtisztította a Dunántúlt, és elfoglalta a fontosabb várak és az ország legfontosabb erődjeit, Komáromot, Lipótvárat, Eszéket.
Az uralkodó Bécsből Olmützbe menekült, október 16-án Alfred Windisch-Grätz herceget nevezte ki valamennyi Itálián kívüli császári-királyi hadsereg főparancsnokává. Windisch-Grätz október 20-án érkezett Bécs falai alá, több rohamot is elrendelt a város ellen, amely 31-én került újra a császáriak kezére.

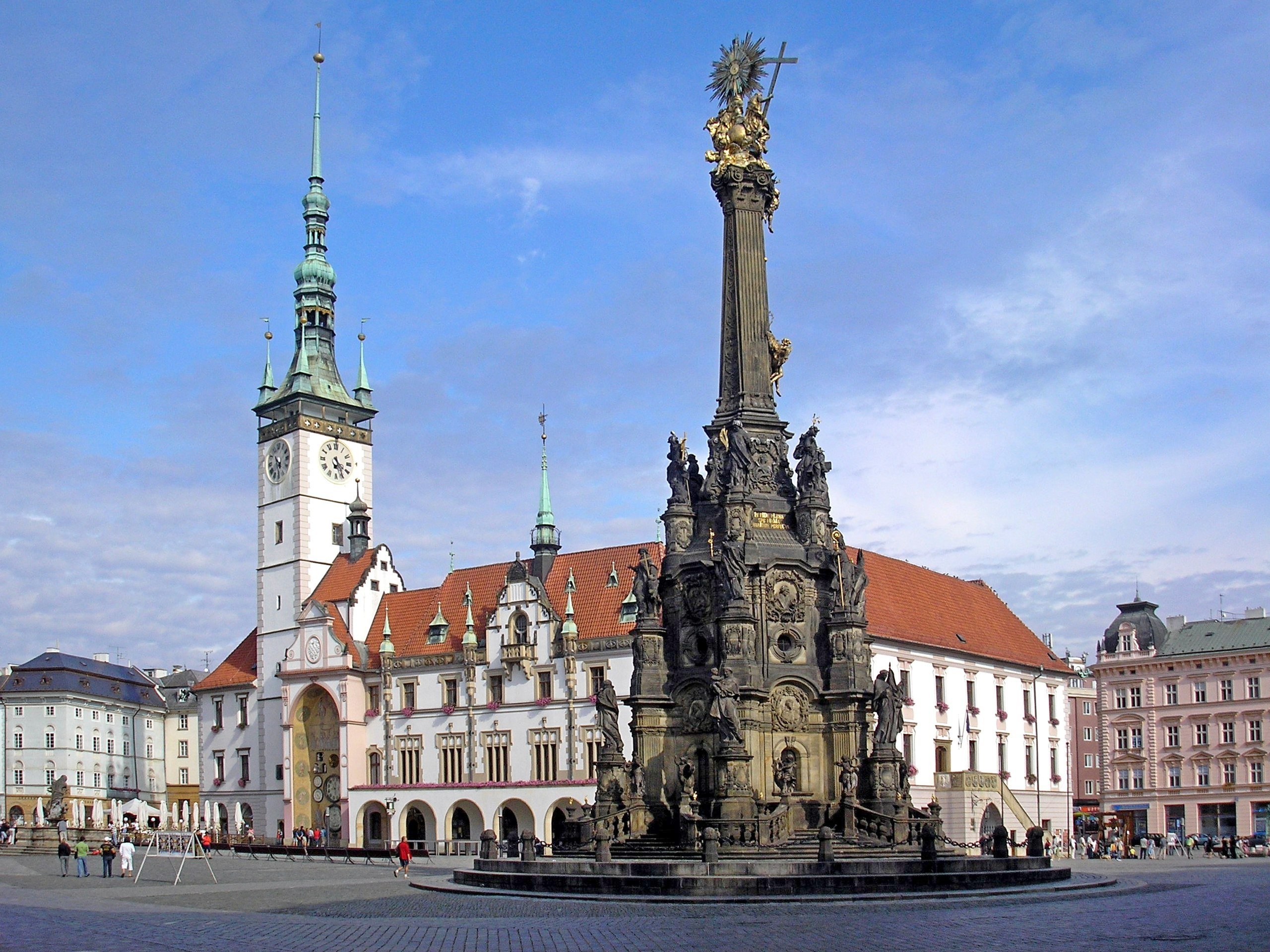
Olmütz városközpontja – az uralkodó ide menekült Bécsből

### A schwechati csata
Jellasics Mosonnál megállt, hogy bevárja erősítéseit. A gyenge harcértékű horvát népfelkelőket hazaküldte, lovasságát és tüzérségét jelentős számban növelte. A Jellasics által vezetett császári sereg ekkor közel 30 000 főből és 99 lövegből állt. A szembenálló magyar sereg 27 000 fővel és 82 löveggel rendelkezett, de magas volt a frissen sorozott katonák száma – Pákozd óta tehát Jellasics javára megfordultak az erőviszonyok.
Október 30-án a Bécs melletti Schwechat falu közelében a Móga János vezette magyar sereg vereséget szenvedett a Windisch-Grätz és Jellasics által vezetett egyesült császári haderőtől, melynek azonban csak a horvát bán vezetése alatt álló alakulatai kerültek harcérintkezésbe a magyarokkal.
Móga a csatában megsebesült, majd lemondott a parancsnoki posztról. Kossuth Görgei Artúrra bízta a sereg parancsnokságát, és tábornokká nevezte ki.

### A székelyek felkelése
Erdélyben Berzenczey László kormánybiztos október 16-ára összehívta az agyagfalvi székely nemzetgyűlést. A kormánybiztos hívására 60 000 fegyveres székely gyűlt össze. A népgyűlés hitet tett a forradalom és a jobbágyfelszabadítás, valamint a románokkal és a szászokkal való együttműködés mellett. A székely csapatok azonban több kisebb győzelem után Gedeon császári tábornoktól vereséget szenvedtek, és seregük szétoszlott. Novemberre Erdély, és egyben Székelyföld nagy részét megszállták a császári hadak.
Csupán Háromszék állt ellen november végén is, lekötve ezzel a császári hadak jelentős részét. A székelyek ellenállását Háromszéken Gál Sándor ezredes, Berde Mózes kormánybiztos és Gábor Áron vezette. Háromszék ellenállása lehetővé tette, hogy a végveszélybe került 1848–49-es forradalom és szabadságharc tovább folytatódjon.

### A téli hadjárat

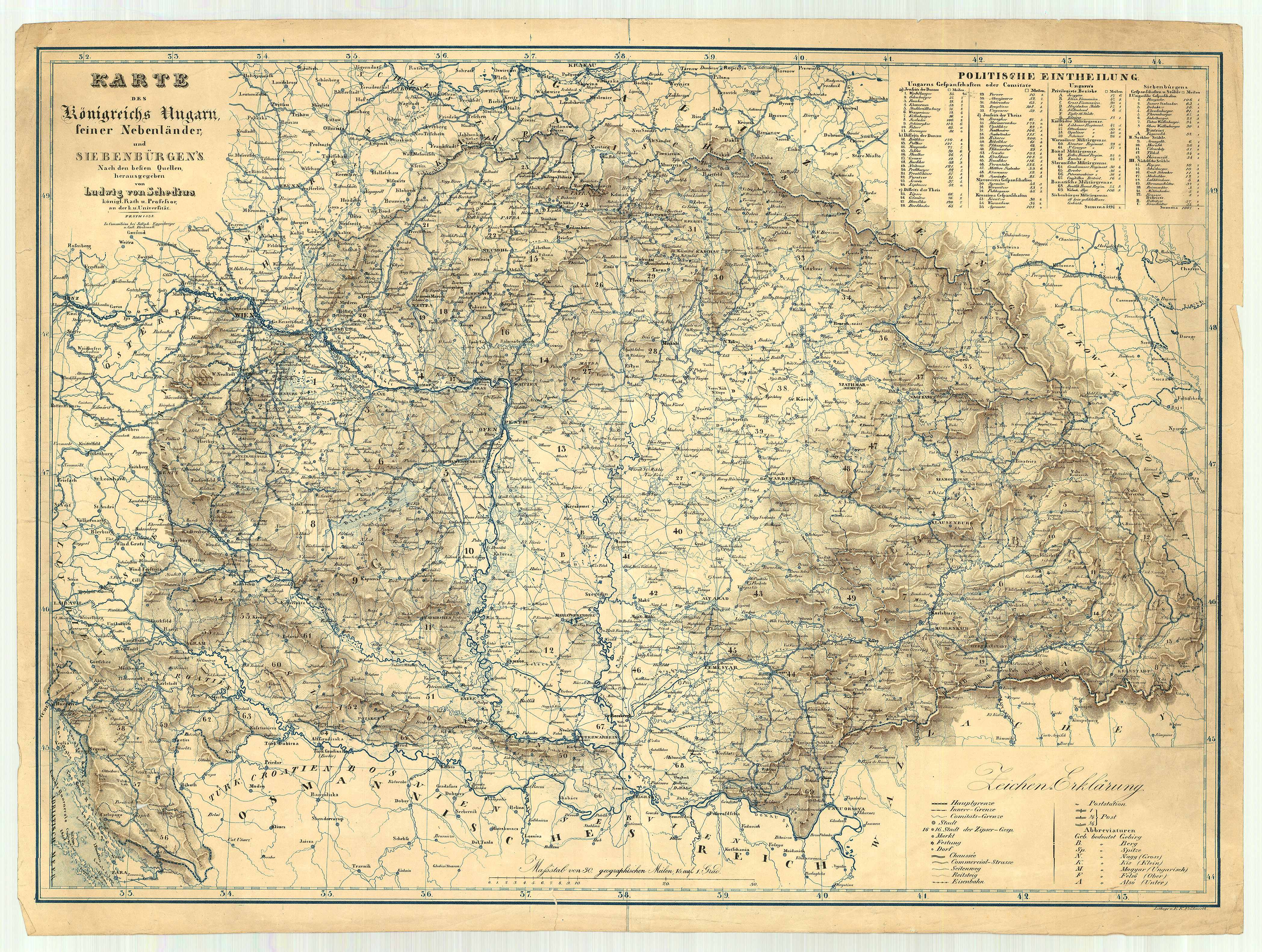
Schedius Lajos 1838-ban kiadott térképe, amely a szabadságharc hadvezetésének országtérképe lett

Kossuth és Görgei 1848 novemberében haditervet dolgozott ki az ország ellenséges támadás idején hatásos védelmét illetően, Görgei javaslatával ellentétben – ami a védelmi erők megerősített állásokba való összpontosítását szorgalmazta – Kossuth azon akarata érvényesült, miszerint az ország minél nagyobb részét meg kell óvni az újoncozás érdekében. Nyugat-Magyarország védelmét ekkor két, egymástól meglehetősen távol elhelyezkedő seregtest látta el, az egyik Görgei Artúr fel-dunai hadserege kb. 28 000 fő és Perczel Mór kb. 10 000 fős serege.

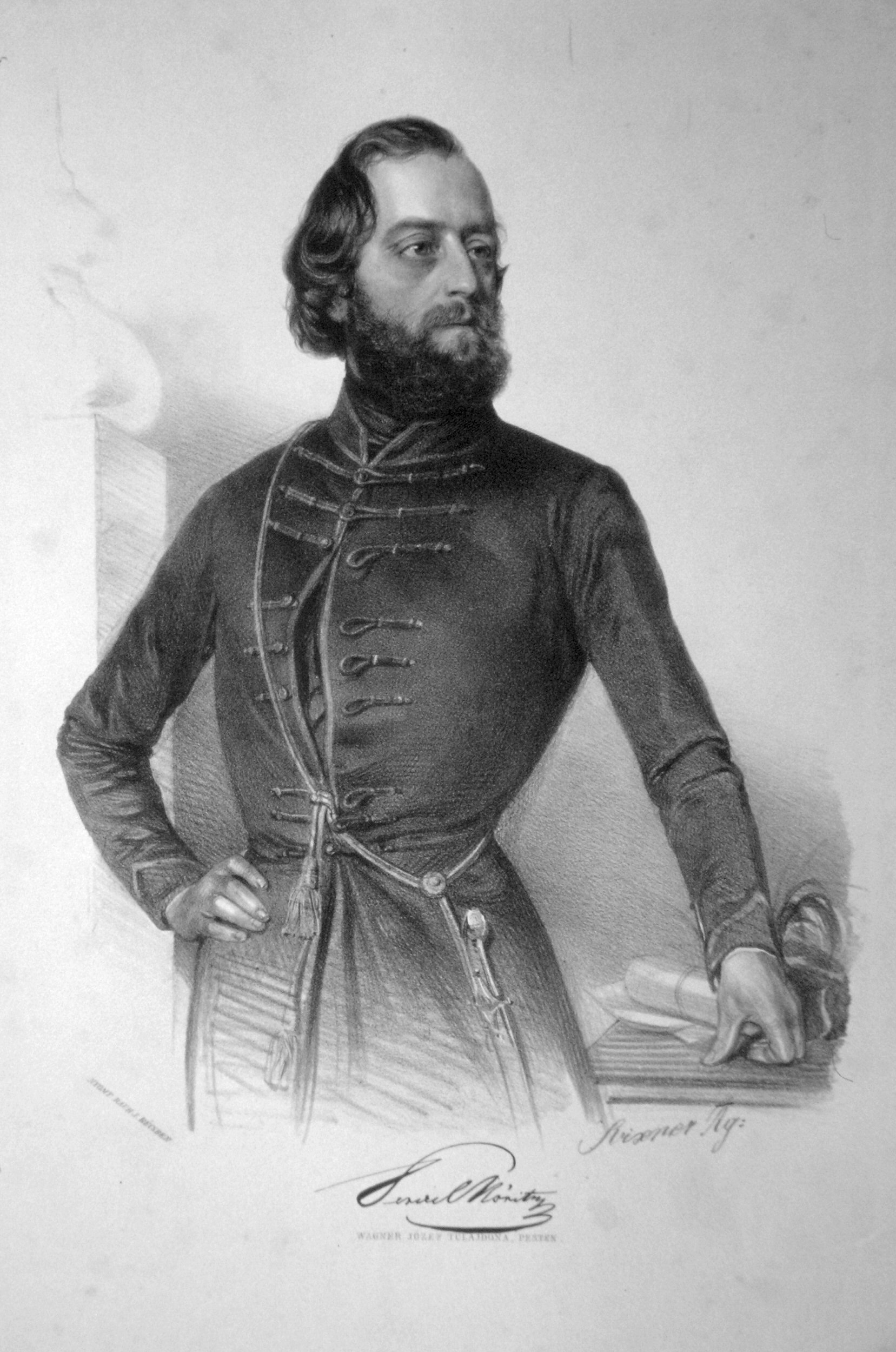
Perczel Mór honvédtábornok

1848 decemberében Ferdinánd császár helyét Ferenc József foglalta el. Magyar koronázott királynak 1849. ápr.14-ig Ferdinándot tekintették a magyarok (a feliratokat hozzá intézték). Ennek a közjogi kettős hatalomnak a megszüntetésére is szolgált az „Olmützi alkotmány”, amelyben Magyarország tartományként a császári birodalom fennhatósága alá került volna. Az európai forradalmak többségét ekkorra már leverték, és Magyarországon is kezdtek megerősödni a forradalom ellenségei.
A császári királyi seregek támadása december elején indult Franz von Schlik altábornagy Galíciából betört a felvidékre, elfoglalta Eperjest, majd december 11-én Budamérnél megverte Pulszky Sándor ezredes csapatait és bevette Kassát. Windischgrätz a főerőkkel (kb. 55 000 emberrel) december közepén lépte át a magyar határt. A Görgei vezette fel-dunai hadsereg dandárjai rövid utóvédharcokat követően Győr felé vonultak vissza, azonban a várost az időjárási viszonyok (a Győr körüli mocsarak és vizek befagytak), továbbá a sáncrendszer kiterjedtsége okán (kb. 80 000 emberrel lehetett volna csak tartani) fel kellett adniuk.

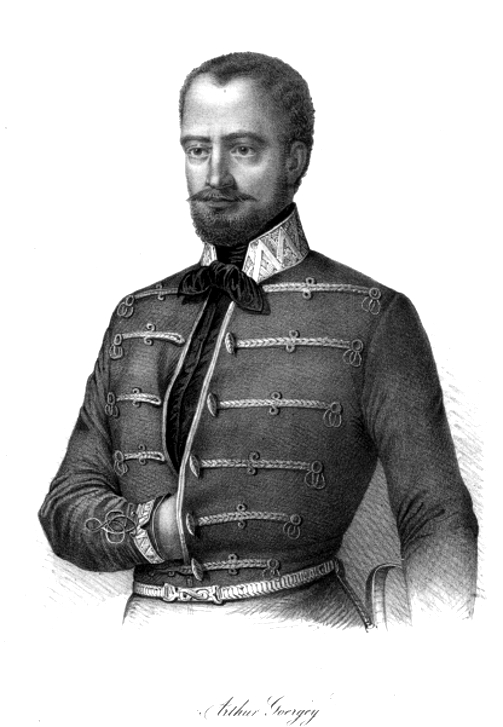
Görgei Artúr honvédtábornok

Kossuth tervei szerint Görgei és Perczel csapatai Buda előtt egyesültek volna, de Perczel Mórnál csatát vesztett, embereinek egyharmada a csatatéren veszett. A vereség után az Országos Honvédelmi Bizottmány a főváros kiürítéséről döntött, a kormányzat Debrecenbe költözött. A haditanács január 2-án a magyar erők tiszántúli összpontosítását határozta el. Az új haditerv szerint feladták a Délvidéket és az ottani csapatokat felhozták a Közép-Tiszához, a Perczel-hadtest Központi mozgó sereg elnevezéssel a Tisza vonalán foglalt helyet, miközben Görgei tábornok fel-dunai hadteste egy északnyugati irányú elterelő hadmozdulatokat hajtott végre. Január végére a magyar csapatok feladták Bácskát és a Bánságot, Kiss Ernő vezette bánsági hadtest is súlyos vereséget szenvedett. Windischgrätz Pest-Buda bevétele után berendezkedett a városban, délen a császári seregek megkezdték előrenyomulásukat Szeged és Arad felé. Görgei elterelő hadműveletei sikeresnek bizonyultak, Windisch-Grätz két hetet vesztegelt, ez elég volt a magyar védelem megszilárdítására. Februárban Kossuth Henryk Dembiński altábornagyot nevezte ki fővezérnek, a február 26–27-i kápolnai csatában a magyar sereg vereséget szenvedett, részben Dembinski hadvezéri alkalmatlansága miatt. Szemere Bertalan közreműködésével ekkor a tisztikar leváltotta őt a fővezéri posztról, majd a Honvédelmi Bizottmány Vetter Antalt nevezte ki a helyére.

### Az országgyűlés Debrecenben
Mivel a schwechati csatavesztés után, az országgyűlés nem tartotta megoldhatónak Pest-Buda védelmét, így a főváros visszafoglalásáig 1849. január elejétől május 31-éig Debrecenben ülésezett az országgyűlés. Miközben folytak a fegyveres harcok, Debrecenben sorsdöntő politikai elhatározás született meg. A magyar országgyűlésnek méltó választ kellett adni az olmützi alkotmányra. Az 1849. április 14-én a debreceni Nagytemplomban ülésező kibővített országgyűlés történelmünkben másodszor mondta ki a Habsburg-ház trónfosztását. Ugyanezen a napon Kossuth Lajost kormányzó elnökké választották. A függetlenségi nyilatkozat lehetőséget adott arra, hogy Magyarországon a törvényes hatalom helyreálljon. Az újra megalakult kormány miniszterelnöke Szemere Bertalan lett.

### A tavaszi hadjárat

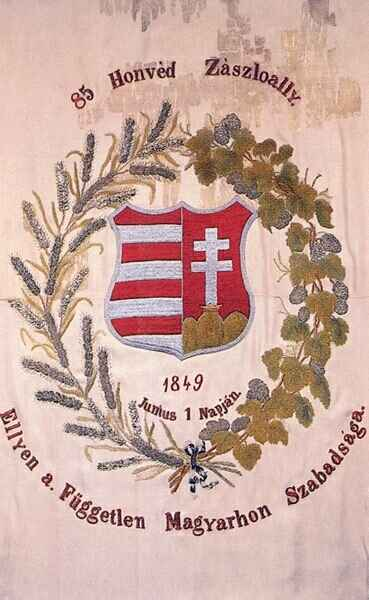
A 85. honvédzászlóalj zászlaja

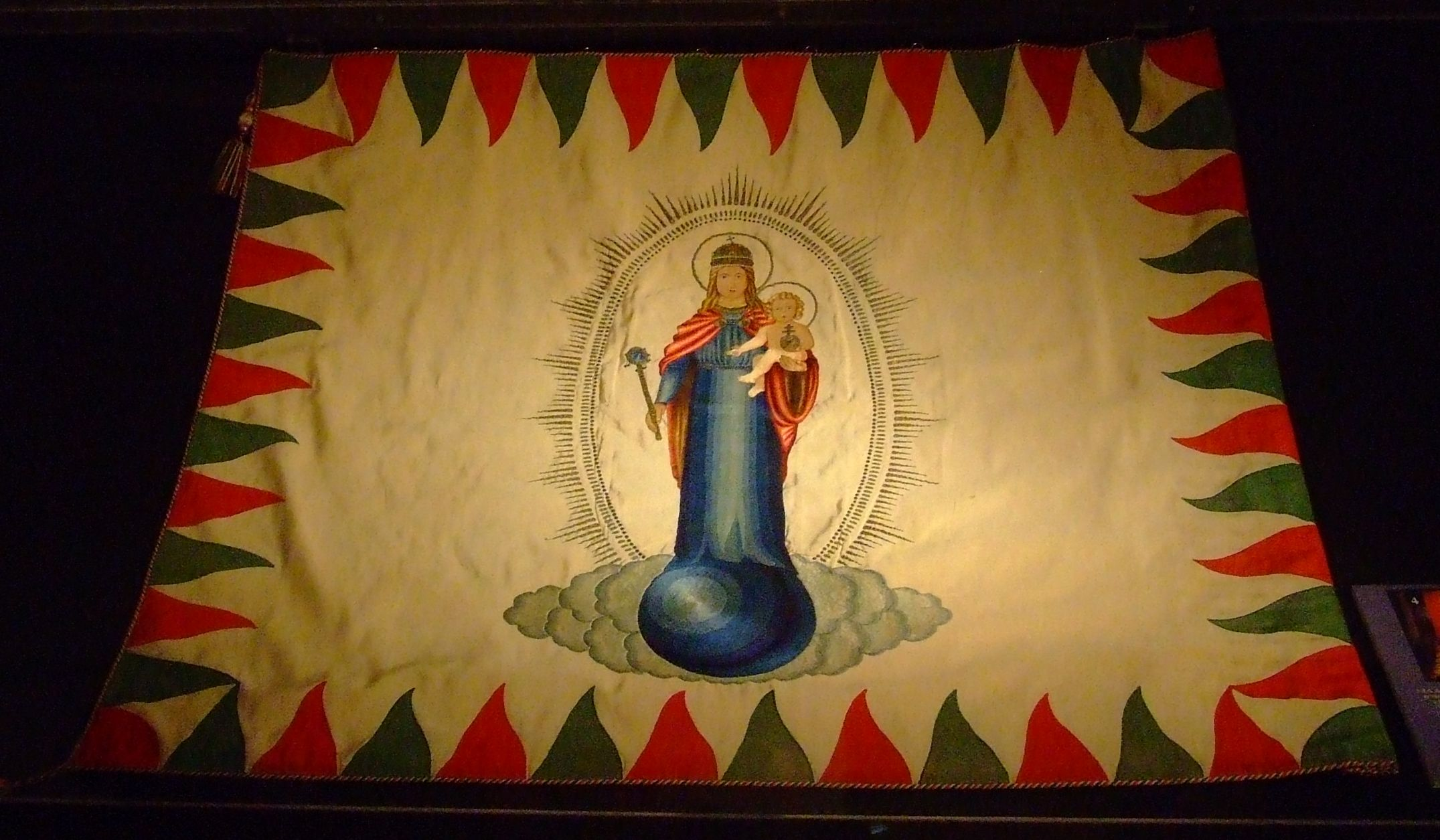
Honvéd farkasfogas magyar hadizászló a szabadságharcból, mely a Szűz Máriát és Kisjézust a királyi jelvényekkel ábrázolja, lábuk alatt a Földgolyóval. A legtöbb honvédzászló hátulján hasonló ábrázolás volt.

A dicsőséges tavaszi hadjárat jelképesen 1849. április 2-ától május 21-ig tartott, melynek során a magyar honvéd seregek óriási, ám nem teljes katonai sikereket értek el. A terv a császári csapatok bekerítése és Komárom felmentése volt.

#### Előzmények
A honvéd seregek tavaszi hadjáratának két fontos előzménye volt: a császári csapatok kiűzése Erdélyből és a magyarországi csapatok összevonása. Erdély felmentése Bem József tábornok nevéhez köthető, aki rövid idő alatt rendet teremtett az erdélyi csapatoknál, majd decemberben megkezdte a harcokat és márciusra ki is űzte Puchner és Urbán csapatait Erdélyből. Erdély felmentésével a tavaszi hadjáratnak csak egy frontra kellett összpontosítania. A csapatösszevonás nehézkesen, de végül sikerült Tiszafüred környékén. A kápolnai csatában (február 26–27.) vesztes főparancsnok, Henryk Dembiński szerepét az elégedetlenség miatt előbb Vetter Antal ideiglenesen kinevezett fővezér (március 1.), majd Görgei Artúr (március 31.) vette át. A rendelkezésére álló I., II., III. és VII. hadtest körülbelül azonos számú gyalogost és lovast foglalt magába, mint Windisch-Grätz serege, azonban a tüzérség csekélyebb számú és fejletlenebb volt, mint a császári csapatoké.

#### Haditerv

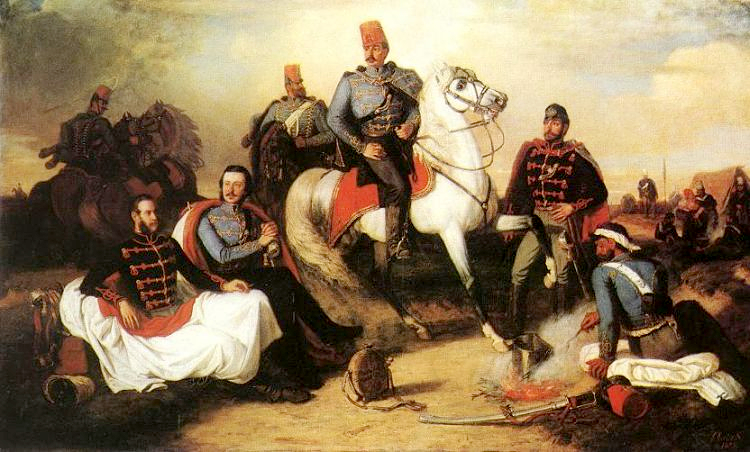
Lotz Károly: Táborozó huszártisztek

Görgei haditerve a császári csapatok bekerítésére irányult, melyet átkaroló hadművelettel kívánt elérni. A bekerítés egy elterelő hadművelet sikerességétől függött, melyet a VII. hadtestnek a fősereg látszatát keltve Hatvan környékén kellett végrehajtania. Eközben az I. II. és III. hadtesteknek kellett a Jászságon át megkerülnie az ellenséges sereget. A terv szerint a négy hadtestnek április 7-én egyesült támadást kellett intéznie a császári csapatok ellen, és siker esetén a főerőket elvágták volna Pesttől. A haditerv azonban kockázatos volt, hiszen amennyiben Windisch-Grätz tudomására jut, hogy a Hatvan környéki csapatok nem a fő sereg, könnyen szétzúzhatja azokat és bekerítheti a magyar csapatokat, illetve Debrecen ellen vonulhat, komolyabb ellenállás nélkül. A tervet elősegítette, hogy Windischgrätz március közepétől nem kapott megbízható jelentést a magyar fősereg hollétéről és mozgásairól, ezért szétszórta csapatait, melyeknek így túl nagy arcvonalon kellett volna harcolniuk az összpontosított magyar sereg ellen. Továbbá egy nagyon rosszul felbecsült csapatlétszám is nehezítette a császáriak dolgát: Beniczky Lajos 4-500 fővel bevette a felvidéki Losonc városát, ám a csapatok létszámát a várost védő Almásy Károly császári ezredes 6000 főre tette. Így Windisch-Grätz tartott egy esetleges északi átkarolástól is.

#### Végrehajtás

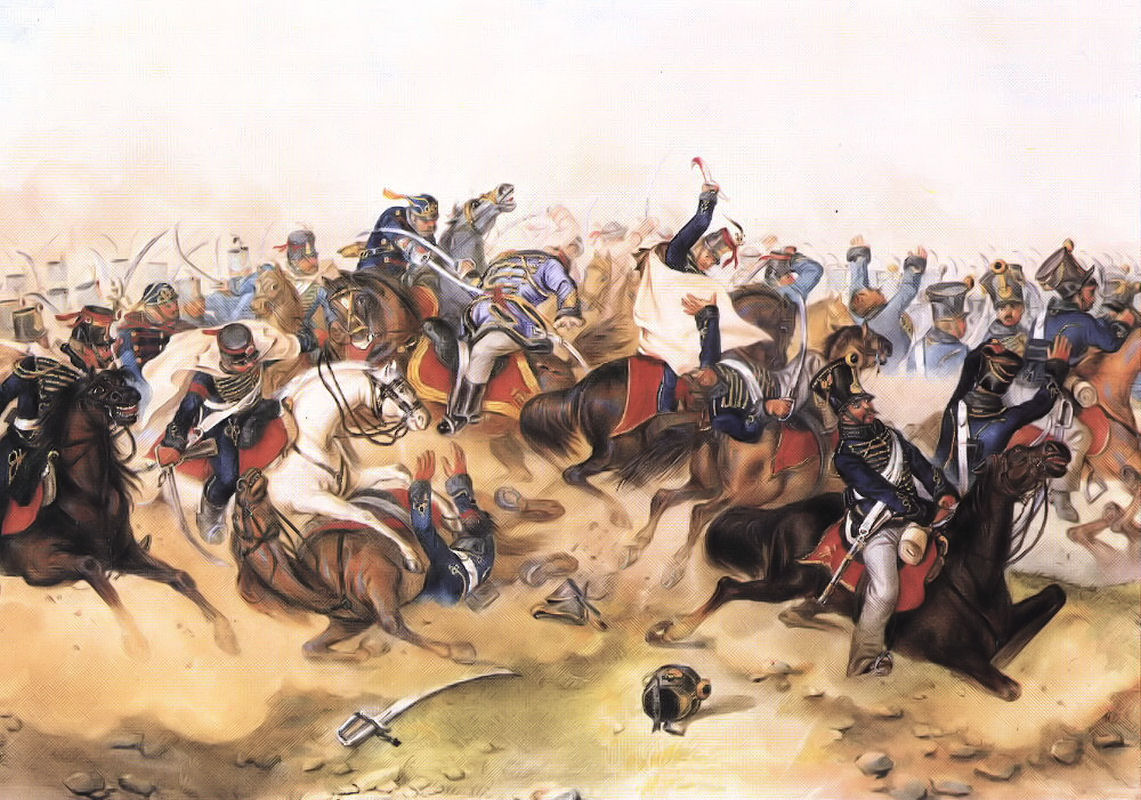
A Tápióbicskei ütközet (Than Mór festménye)

Április 1-jén a felderítésre kiküldött Schlik csapata vívott előörscsatát Hatvannál, majd a másnap ideérkező teljes VII. hadtest Poeltenberg Ernő és Gáspár András vezetésével üldözi el őt innen Hatvan mögé. Schlik nem jutott érdemi információhoz, viszont a magyar csapatok is inkább csak morális sikert értek el. Ezután Gáspár ezredest tábornokká és hadtestparancsnokká nevezik ki.
Közben a másik három hadtest is a tervek szerint haladt és április 4-én az I. hadtest elérte Tápióbicskét. Klapka György azt hitte, a faluban csak az ellenség poggyásza van, ezért a nagy zsákmány reményében úgy döntött, rajtaüt az ellenséges csapatokon. A faluban azonban Daniel Rastic vezérőrnagy vezetésével egy gyalog és egy lovasdandár tartózkodott, melyek ellentámadásukkal kavarodást és nagy veszteséget okoztak Klapka csapatainak, melyek fejvesztve menekültek a Tápió hídjához. A csata menetét Damjanich János III. hadtestének Wysocki hadosztálya fordította meg. A harmadik és kilencedik, Földváry Károly vezetése alatt álló honvédzászlóaljak (a fehértollasok és a vörössipkások) elűzték az ellenséget és megtisztították a falut (a most már újra harcoló Klapkával). Windisch-Grätzet nem tájékoztatták kellőképpen a csatáról, aki így továbbra sem tudta a magyar főerők tartózkodási helyét. Emiatt újabb csapatot küldött Hatvan térségébe április 5-én, amely most már bizonyossá tette számára, hogy a fősereg nem itt tartózkodik.
Azt azonban továbbra sem sikerült megtudnia, hogy a fősereg északról, vagy délről akarja őt átkarolni. Előbbi esetben Komárom felmentése, utóbbiban pedig a Pest felé történő visszavonulás lehetőségének elvágása veszélyeztette őt. Ezért Schlik hadtestét Gödöllőhöz, Jellasicsét Isaszeghez, Wrbnáét pedig Váchoz rendelte, és további három dandárral és egy hadosztállyal megerősítette. Így a császári csapatok minden eshetőségre felkészültek, azonban túl nagy, mintegy 54 km hosszú és 30 km mély arcvonalat vesznek föl, melyet egy nap alatt sem lehetett teljesen összevonni. Görgei április 5-én előrenyomulást rendelt el, melynek értelmében a VII. hadtestnek Aszódot és Bagot kellett elfoglalnia, a III.-nak Kókán át Isaszegre, az I.-nek Isaszegre, balszárnyának Pécelre, míg a II.-nak Dány és Zsámbok térségébe kellett jutnia. Ez jó elhelyezkedést, könnyen összpontosítható és kis (22×22 km-es) arcvonalat eredményezett.

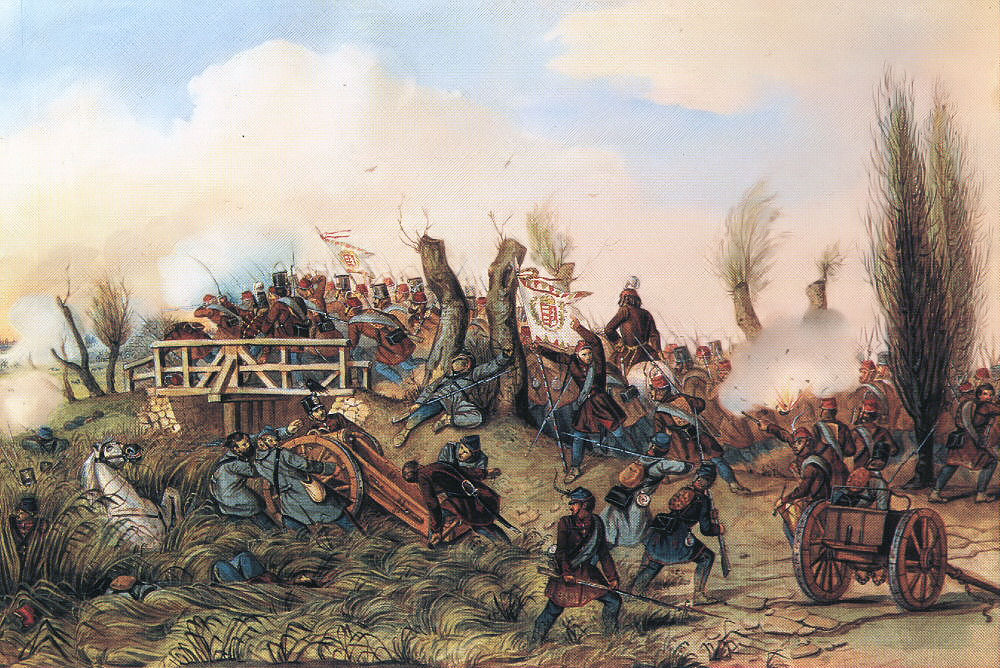
A Tápió hídjának elfoglalása (Than Mór festménye)

Április 6-án a honvéd csapatok a számukra kijelölt helyekre értek. Isaszeg térségében kezdődtek az összecsapások, amelyekben Damjanich, Klapka és Aulich hadtestei vettek részt. A kezdetben támadó Klapka a fellépő túlerő miatt teljesen visszavonult, magára hagyta a segítségére érkezett Damjanichot, aki azonban megtartotta állásait. A támadásba lendülő Damjanich és Aulich jobb szárnyuk biztosítását Gáspár VII. hadtestétől várták, ő azonban nem értesült a fejleményekről, ezért tétlenül várt. Ezt kihasználva Windisch-Grätz tábornagy – Schlik hadosztályával együtt – oldalba támadta Damjanichot, aki súlyos veszteségek árán visszavonulni kényszerült. Ekkor kétségessé vált a csata kimenetele, azonban a csatatérre érkező Görgei 3 óra környékén a közben eloszlott füst miatt átlátta a helyzetet, és rendezte a sorokat: Aulichot előreküldte, Klapkát meggyőzte, hogy visszavonulás helyett támadjon, és hírt kapott arról is, hogy Gáspár is támadásba lendült a jobbszárnyon.

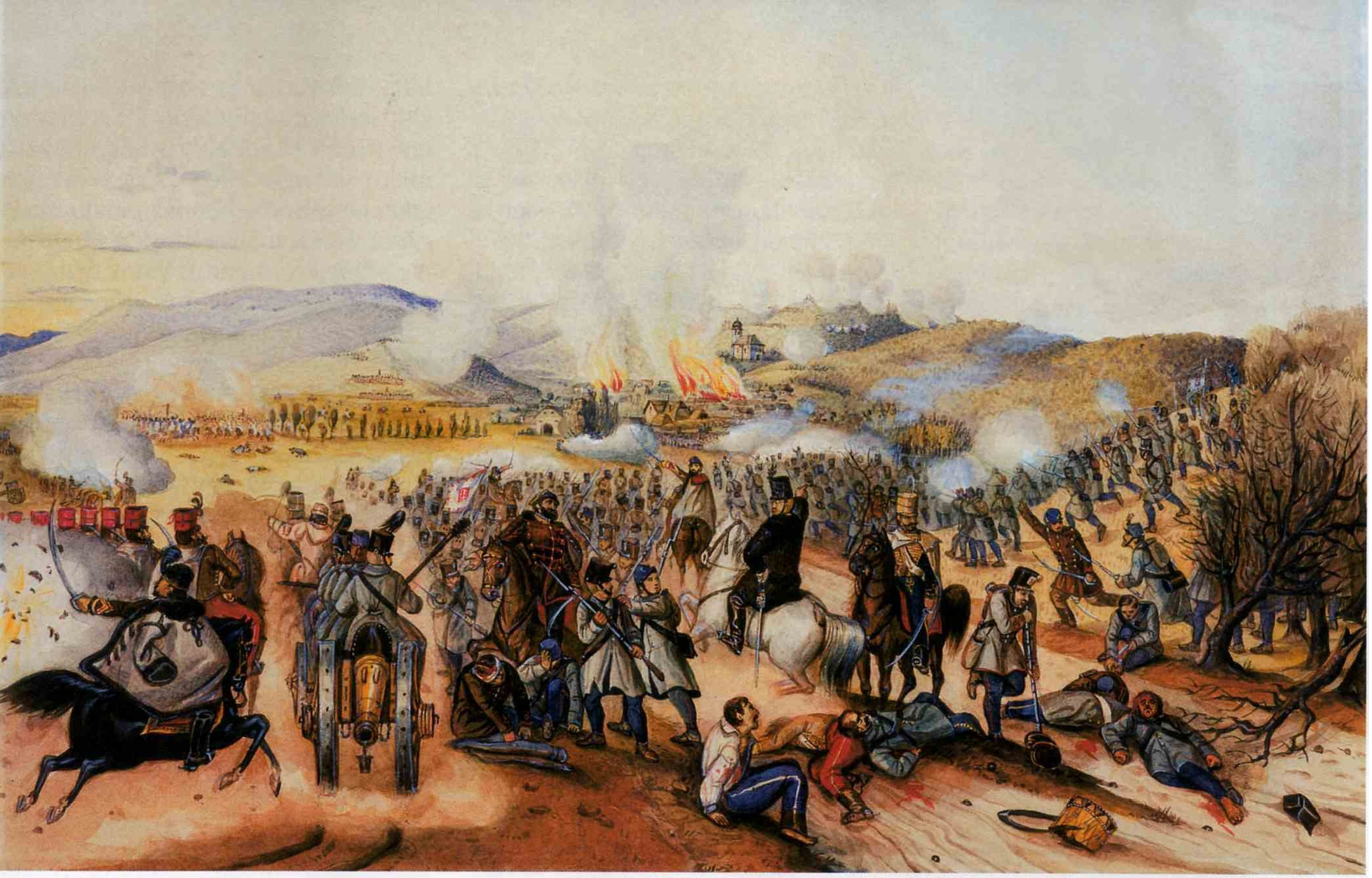
Than Mór: Isaszegi csata

Ekkor úgy látta, hogy a győzelem lehetséges, erről tájékoztatta az egyre reménytelenebb helyzetbe kerülő Damjanichot is, aki ezért 11 óráig kitartott és harcol Schlik hadosztálya ellen, bár eredménytelenül. Közben a balszárnyon 7 óra felé Klapka és Aulich bevették Isaszeget és messzire űzték az ellenséget. Windisch-Grätz 9 óra körül visszavonulást rendelt el, nehogy a balszárnyon elvágják őt Pesttől. Ekkor Klapka és Aulich Damjanich segítségére siettek, aki így késő este végül le tudta győzni Schliket. Így végül is a kétséges kimenetelű isaszegi csata magyar győzelemmel ért véget.

#### Új haditerv

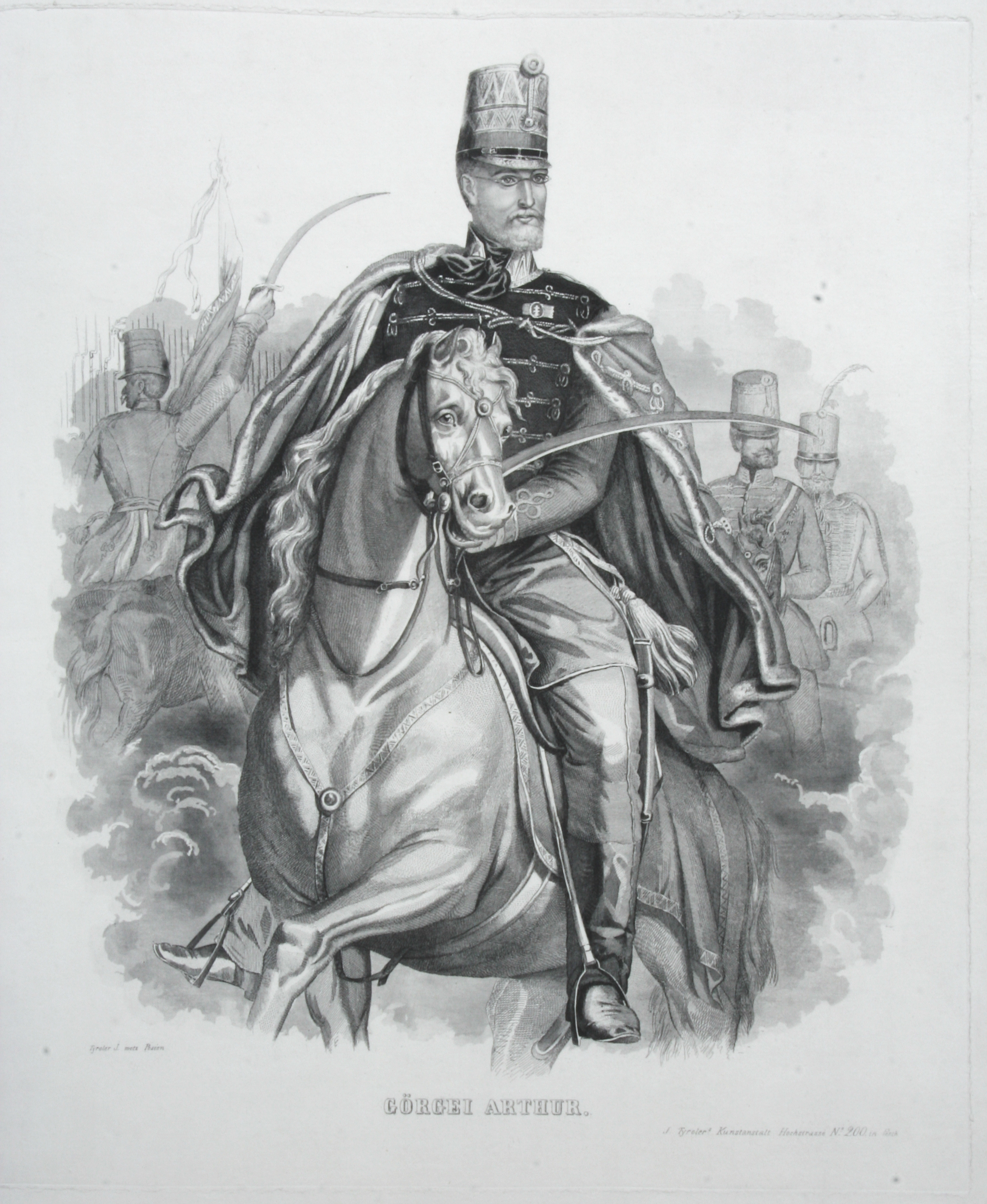
Görgei Artúr a honvédsereg fővezére

Az új haditervet Görgei április 7-én dolgozta ki. Ennek lényege szintén egy átkarolási hadművelet, de ezúttal valóban észak felől, Vácon, Léván át Komárom irányába. A fősereg vonul északra, Pest előterében a II. hadtest és még egy hadosztály marad. A főerők célja Komárom felmentése és ezzel a Pest-Budára összpontosított császári hadak bekerítése.
Közben a pesti seregeknek elterelő támadásokat kell indítaniuk azt a látszatot keltve, hogy Görgei valódi célja Pest bevétele. Komárom felszabadításával, a bekerítés elkerülése végett a császáriak kénytelenek lettek volna feladni a fővárost és Bécs felé menekülni. A terv ismét azt a kockázatot rejtette magában, hogy amennyiben kiderül, hogy Pest előtt csak kisebb csapatok maradtak, azokat a császáriak elsöpörhették volna és így fordított bekerítés áll elő. Azonban elősegíti, hogy a felvidéki hadakat is Pestre összpontosították a császáriak.

#### Győzelem

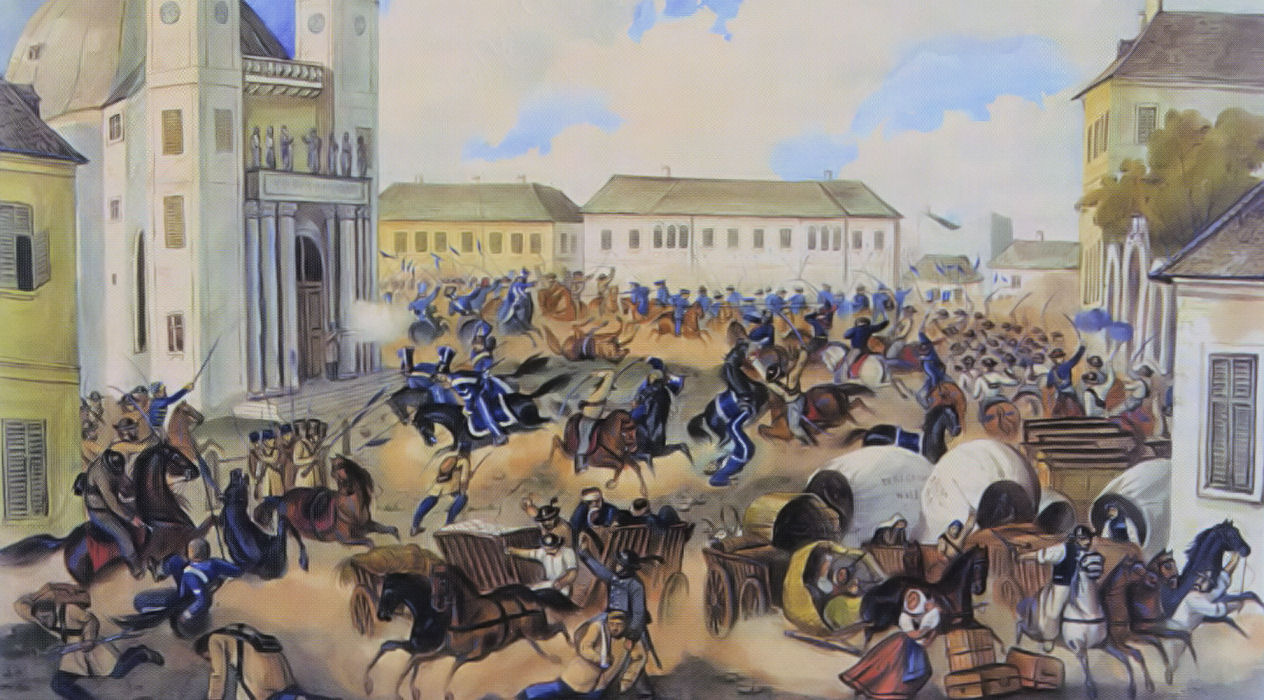
A Váci csata – 1849. július 17. (Than Mór festménye)

Április 10-én újultak ki a harcok, amikor Windisch-Grätz felderítőcsapatokat küld a Pest előtti erők számának meghatározására, azonban ezek nem járnak sikerrel. Szintén 10-én érik el a magyar csapatok Vácot. Damjanich a nagy véráldozat elkerülésére bekerítéssel próbálkozik, azonban az előreküldött dandár a sűrű ködben eltéved. Így csak egy irányból történik támadás, amelyben a várost védő erők parancsnoka, Götz meghal. Földváry Károly és a vörössipkások ismét kitüntetik magukat, így a győzelem nem kérdéses a jóval kisebb létszámú császáriak ellen. A vereség után azonban a császáriaknak nagyjából pontos képük van a magyar főerőkről. Ezután Windisch-Grätzet a fővezéri poszton Welden felváltja, de ő is azt hiszi, hogy a magyar seregek célpontja Buda.

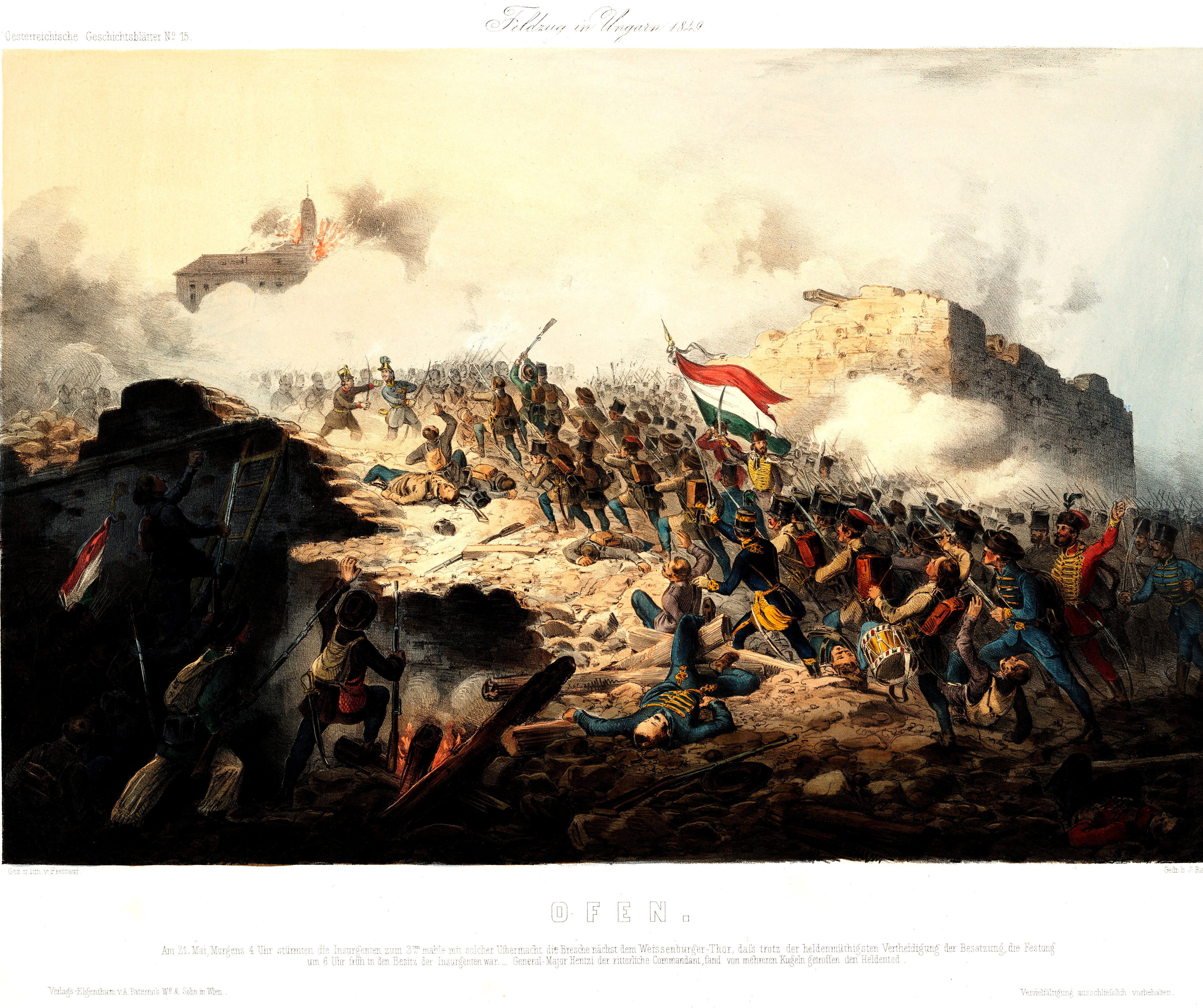
1849. május 21-én a budai vár bevétele koronázta meg a dicsőséges tavaszi hadjáratot

A fősereg ezután a tavaszi hadjárat legszebb győzelmét aratja Nagysallónál április 19-én, és eléri az ostromlott Komáromot. Komárom felmentése ugyan sikerül (komáromi csata, április 22–23.), de a császári vezetés időben észbe kapott, illetve a magyar seregnek az Ipolyon, a Garamon és a Vágon is át kellett kelnie, ami komoly időveszteséggel járt, ezért a bekerítés már elmaradt. A budai vár bevétele koronázta meg a dicsőséges tavaszi hadjáratot, így 1849. május 21. minden szempontból fordulópontnak bizonyult: ezen a napon állapodott meg Ferenc József osztrák császár I. Miklós orosz cárral (200 000 katona magyarországi bevetéséről). Buda ostroma az 1848–49-es forradalom és szabadságharc tavaszi hadjáratának csúcspontja volt, amely a magyar erők győzelmével ért véget. Április 23-án vonult be az első huszár a kiürített pesti utcákra.

### A Szemere-kormány

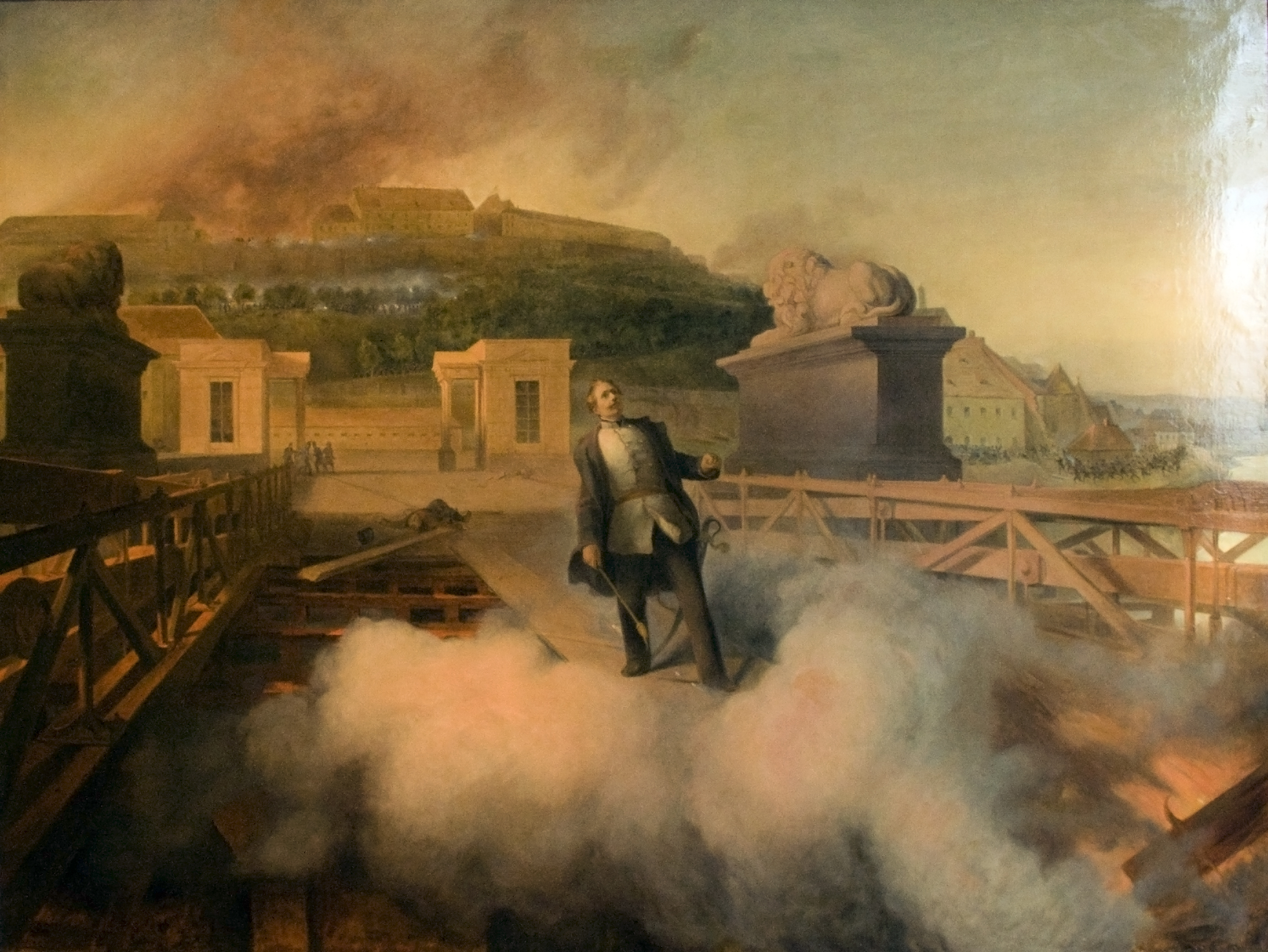
Kísérlet a Lánchíd felrobbantására 1849. május 21-én

- Szemere Bertalan – miniszterelnök és belügyminiszter – Ellenzéki Párt
- Vukovics Sebő – igazságügy-miniszter – Ellenzéki Párt
- Horváth Mihály – vallás- és közoktatásügyi miniszter – pártonkívüli
- Duschek Ferenc – pénzügyminiszter
- Batthyány Kázmér – földmívelés-, ipar-, és kereskedelemügyi miniszter és külügyminiszter – Ellenzéki Párt
- Mészáros Lázár – hadügyminiszter (ideiglenesen)
- Görgei Artúr – hadügyminiszter (1849. május 7. – július 7.)
- Aulich Lajos – hadügyminiszter (1849. július 14. -) – Békepárt
- Csány László – közlekedésügyi miniszter – Ellenzéki Párt

### A nemzetiségek a szabadságharcban
A nemzetiségek közül elsősorban a horvátok, szerbek és románok harcoltak császári oldalon; nemzeti törekvéseik mögött a Határőrvidék katonai erejét tudták kiállítani. A délvidéki szerbeket a Szerb Fejedelemség is támogatta tisztekkel, fegyverekkel, parancsra átküldött önkéntesekkel és pénzzel. A szlovákok próbáltak külön légiókat szervezni, melyhez néhány cseh-morva önkéntest is sikerült toborozni, de mivel ezek képzettsége gyakorlatilag hasznavehetetlen volt, az első és egyben döntő vereség után egyebet nem tudtak tenni, csak a császári sereg számát szaporították.
A németek, szlovákok, zsidók, ruszinok, szlovénok, bunyevácok, bánáti románok többségében magyar oldalon harcoltak. Az összehasonlítás azonban igen nehéz: a magyar hadsereg egyik legkiválóbb tábornoka, Damjanich János aradi vértanú és Vukovics Sebő kormánybiztos szerb származásúak voltak, Knezić Károly pedig horvát. A hazai németségből került ki a honvédsereg több kiváló tábornoka, pl: Lahner György és Aulich Lajos, ugyanakkor a császár pártján marad aradi vár parancsnoka Johann Berger veszprémi, a budai várat haláláig védelmező Heinrich Hentzi pedig debreceni születésű volt. Ezenkívül a magyar nemzetiségűek sem harcoltak mindig magyar oldalon, például a kiváló képességekkel megáldott Benedek Lajos, aki Haynau dandárnokaként szolgált a nyári hadjáratban, vagy Bem nagy ellenfele, az erdélyi császári csapatok főparancsnoka Puchner Antal, de megemlíthetjük a császári sereg egyik legjobb lovassági parancsnokaként működő Ottinger Ferencet is.
A nem magyar nemzetiségű önkéntesekkel kapcsolatban meg kell említeni, hogy a szomszédos országokból, így Ausztriából, az Oszmán Birodalomból és az Orosz Birodalomból is sokan érkeztek harcolni, de még távolabbi országokból érkezett önkéntesekről is van tudomásunk. Vas megyében Kukméron besoroztak egy Christian Schell nevezetű dán férfit is, aki Pölnből érkezett Magyarországra. Érdemes még megemlíteni Charles Frederick Henningsen angol kalandort, aki már más országok és népek forradalmait, s szabadságküzdelmeit is segítette.
A császári hadsereg oldalán nemcsak a nemzetiségek felkelői, hanem az örökös tartományokban sorozott emberek, így csehek, lengyelek, vagy ukránok is részt vettek. Az Itáliából visszatérő, a magyar szabadságharc leverésére érkező császári alakulatok is több ezer, erőszakkal besorozott olasz nemzetiségű katonával felduzzasztott ezredeket és zászlóaljakat vetettek be a magyarok ellen.

## A szabadságharc leverése
Jó szíved és emelkedett szellemed jobban fog vezérelni, mint mindaz, amit mondhatnék neked. Igazságos szigort a vezetőkkel szemben, és kegyelmet a megtévedteknek, ezt látom egyedül megbízható módszernek a nyugodt stabilitás megteremtésére, ez minden, amit mondhatok.

### Az orosz intervenció

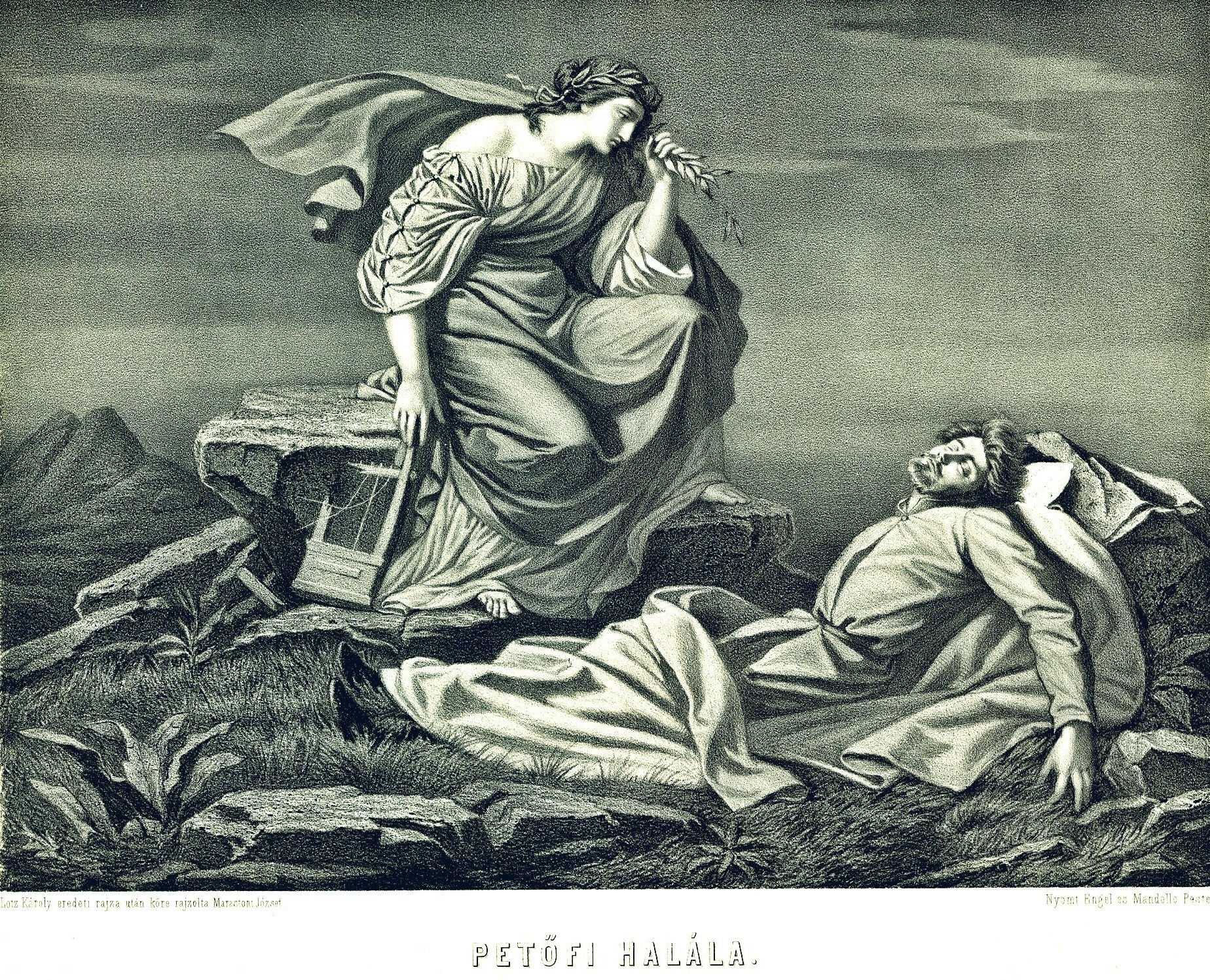
Lotz Károly: Petőfi halála, Marastoni József litográfiája

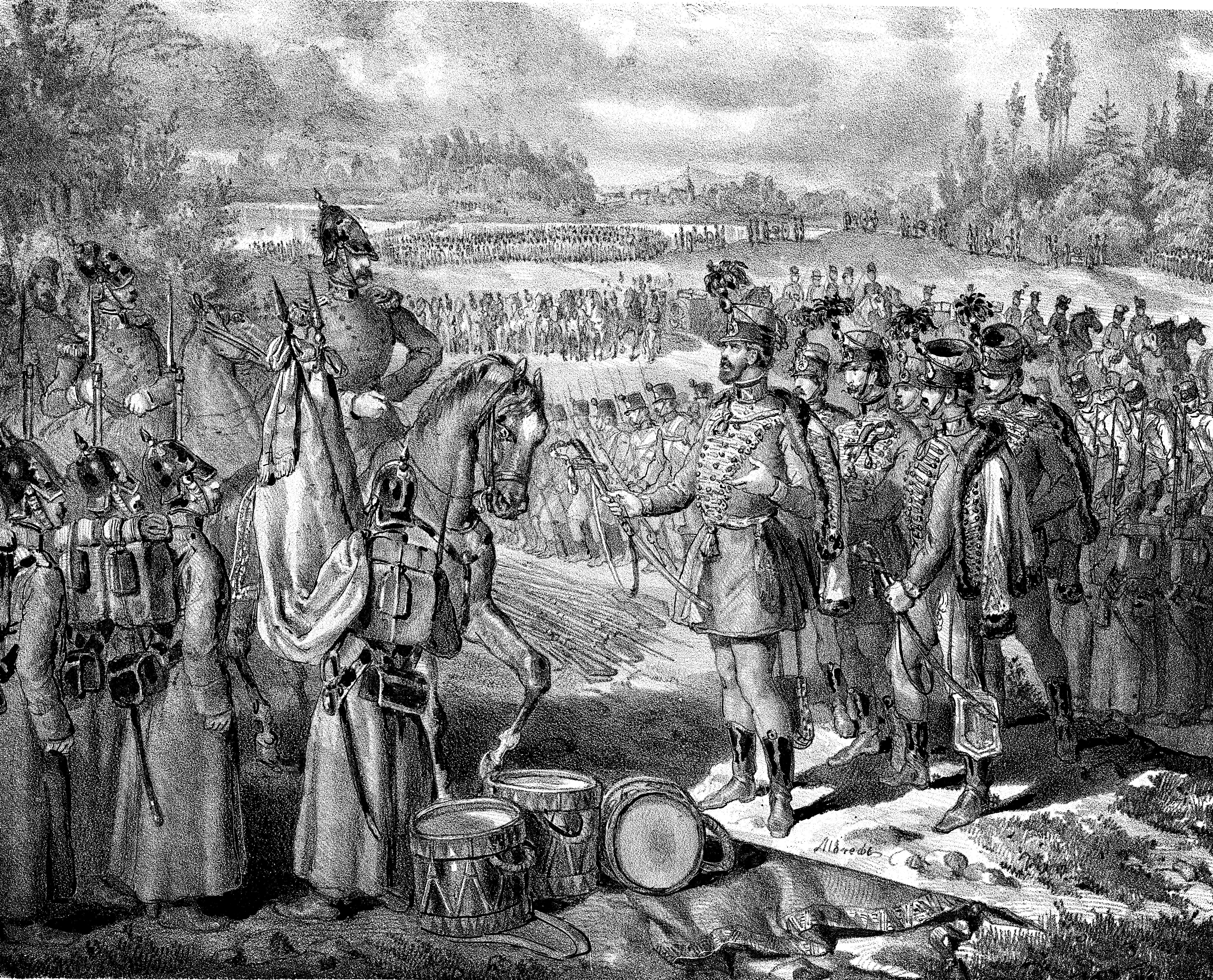
Magyar honvédtiszt átadja a kardját az oroszoknak

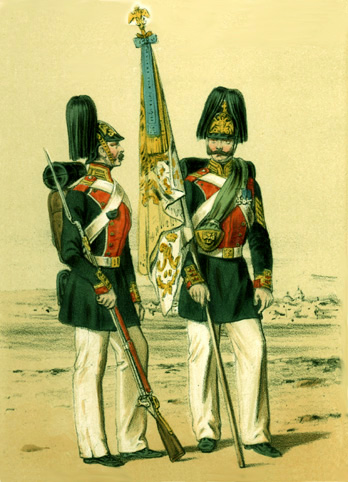
Gyalogosok az 1840-es években az 1688-ban I. Nagy Péter által alapított, 1721-től hivatalosan Császári Orosz Szemjonovszkij-gárdaezrednek nevezett regimentből. Ez az alakulat részt vett az 1849-es magyarországi hadjáratban is.A cári sorgyalogság uniformisa nagyjából ettől csak abban tért el, hogy a bőrsisak csúcsán nincsen lószőrforgó, valamint a zubbony egyszínű fekete volt.

A honvéd sereg tavaszi sikerei ráébresztették az udvart, hogy egyedül már képtelenek úrrá lenni a helyzeten, ezért Ferenc József császár 1849. május 1-jén hivatalos levélben fordult I. Miklós orosz cárhoz, amelyben fegyveres segítséget kér a lázadás elfojtásához. Miklós okulva az Engelhardt és a Szkarjatyin dandárok erdélyi példájából, ezúttal nemcsak segédcsapatokat szándékozott küldeni, hanem egy olyan hadsereget, amelyik önmagában is képes letörni a honvédség ellenállását. Így 1849. június közepén Rüdiger és Paszkevics orosz tábornokok vezetésével több oszlopban közel 200 000 fős orosz hadsereg tört Magyarországra.

### A haditervek
- A két irányból támadó ellenséggel szemben Görgei Artúr azt a tervet terjesztette elő, hogy az erőket Komárom térségében kell összpontosítani, és még az orosz csapatokkal való egyesülés előtt külön kell megverni az osztrákokat. Minden szempontból ez lett volna a megfelelő döntés: a bevehetetlen komáromi erődrendszer, az ekkor még külön operáló Habsburg csapatok elleni sikeres fellépés reménye, illetve a stabil hátország, a környék magyar lakosságának támogatása, mind ezt diktálta.
- Ezzel szemben Dembinszky haditerve egy Arad-Temesvár környéki összpontosítási körlettel számolt, egy itt megvívandó végső csatához. Az elképzelés hibás és gyenge is volt, ugyanis időt adott az osztrák és orosz csapatoknak az egyesülésre, az ország legnagyobb részét már elfoglalhatták jelentősebb csata nélkül (beleértve a fővárost is), a Honvédség több alakulatának hatalmas távolságot kellett megtennie, legvégül, a környék jelentős nemzetiségi lakosságára (döntő többségben román, szerb, illetve német) sem számíthatott a jelentős számbeli hátrányban küzdő magyar hadsereg. Az egyedüli előnye a második verziónak az emigráció lehetősége a közeli Török Birodalom felé.

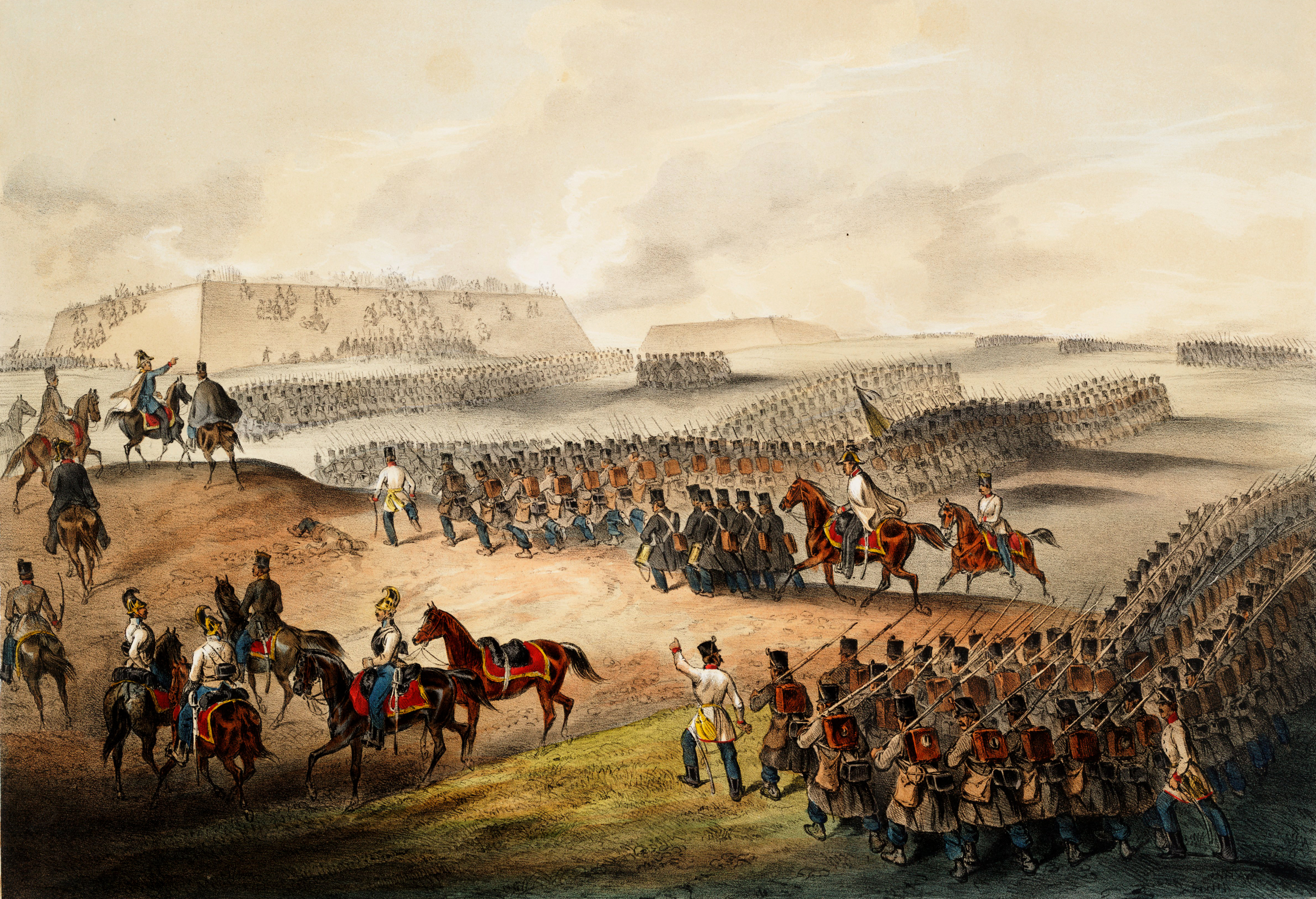
A második komáromi csata a monostori sáncoknál

Kossuth először az első haditervet fogadta el, ám a győri csatavesztés (1849. június 28.) hírére már a második mellett tört lándzsát, talán az emigráció lehetősége miatt. Így Görgei hadtestének nagy távolságot kellett menetelnie, többször hatalmas kerülőkkel tarkítva, csatákkal nehezítve. A Honvédség súlyos harcokat vívott Komárom-Ács térségében, ahol maga Görgei is súlyosan megsebesült, de a bekerítést elkerülte. Perczel vakmerő turai támadása megakasztotta az orosz offenzívát egy időre, de a túlerő, a hibás döntések, valamint Dembinszky ismételt hibái (lényegében harc nélkül feladta Szegedet és a szőregi sáncokat) együttesen oda vezettek, hogy a magyar hadseregek kivérezve, fáradtan, elkésve értek az összpontosítási körzetbe.
1849. július 1-jén Kossuth Lajos a leváltott Görgei helyére Mészáros Lázár honvéd altábornagyot, volt hadügyminisztert nevezte ki a harcoló honvédhadsereg főparancsnokává.
Budapest, 1849. július 1.

Ezennel tudósítom tábornok urat, hogy az ország által reám ruházott hatalomnál fogva mai napon a nemzet nevében Mészáros Lázár* altábornagyot hazánk összes hadseregei fővezérévé a minisztertanács meghallgatásával és hozzájárultával kineveztem; s ezennel a nemzet nevében rendelem és parancsolom, hogy az ő rendeleteinek s intézkedéseinek minden hadtest-, hadosztály-, várparancsnokok s általában az összes hadsereg feltétlenül engedelmeskedni, s őt törvényes fővezéröknek ismerni elengedhetetlen hazafiúi kötelességöknek tartsák. – Senki a haza elleni fellázadás bűne alatt másképp nem cselekendvén.

A nemzet és szabadság nevében elvárom tábornok úrnak annyi hősiességgel és önfeláldozással tanúsított hazaszeretetétől, hogy ezen rendeletnek a parancsnoksága alatti hadseregnél mindenkitől pontos engedelmességet szerezni, s a hazánkat, sőt Európa szabadságát a jelen vészes percekben egyedül megmenthető egyetértést előmozdítani, s a hazánk és a szabadság megmentésében mindekkorig tanúsított hűségével, vitézségével és lojalitásával minden személyes tekintetet félretéve közremunkálni buzgólkodandik.

Miért tábornok urat a haza köszönetéről, az önérzet magasztos jutalmáról s a világ és a história méltánylatáról a nemzet nevében szíves tisztelettel biztosítom
A körrendeletet a következő személyek kapták kézhez: Kiss Ernő altábornagy (országos főhadparancsnok), Klapka György vezérőrnagy (komáromi vár- és seregparancsnok), Józef Wysocki vezérőrnagy (Felső-magyarországi hadsereg), Nagysándor József vezérőrnagy (I. hadtest), Kászonyi József ezredes (II. hadtest), Leiningen-Westerburg Károly gróf vezérőrnagy (III. hadtest), Tóth Ágoston ezredes (IV. hadtest), Vécsey Károly gróf vezérőrnagy (V. hadtest), Poeltenberg Ernő lovag vezérőrnagy (VII. hadtest), Dessewffy Arisztid vezérőrnagy (IX. hadtest), Guyon Richárd vezérőrnagy (Tartalékhadtest), Perczel Mór vezérőrnagy (Tartalékhadtest), Kiss Pál vezérőrnagy (péterváradi várparancsnok), Asserman Ferenc ezredes (komáromi várparancsnok), Bergmann József ezredes (aradi ideiglenes várparancsnok), Kmety György ezredes (15. önálló hadosztály), Horváth János alezredes (különítmény-parancsnok), Beniczky Lajos alezredes (különítmény-parancsnok) és Görgey Ármin őrnagy (különítmény-parancsnok).
Az országgyűlés július 2-án újból Pestre költözött, majd július második felében Szegeden, végül – már csak néhány fő részvételével – augusztus 11-én Aradon tartották.

### Az utolsó napok

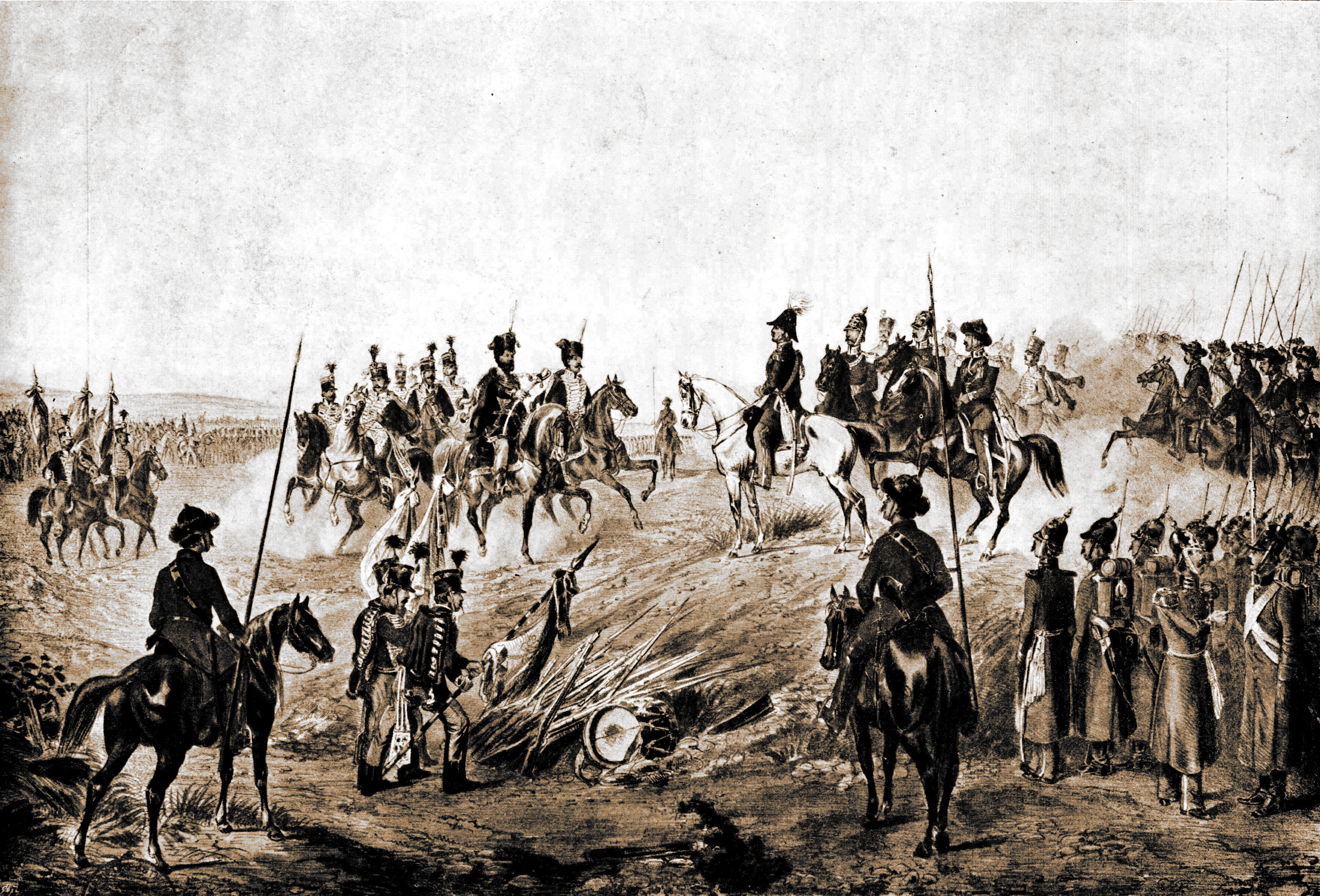
A világosi fegyverletétel (ismeretlen szerző kőnyomata)

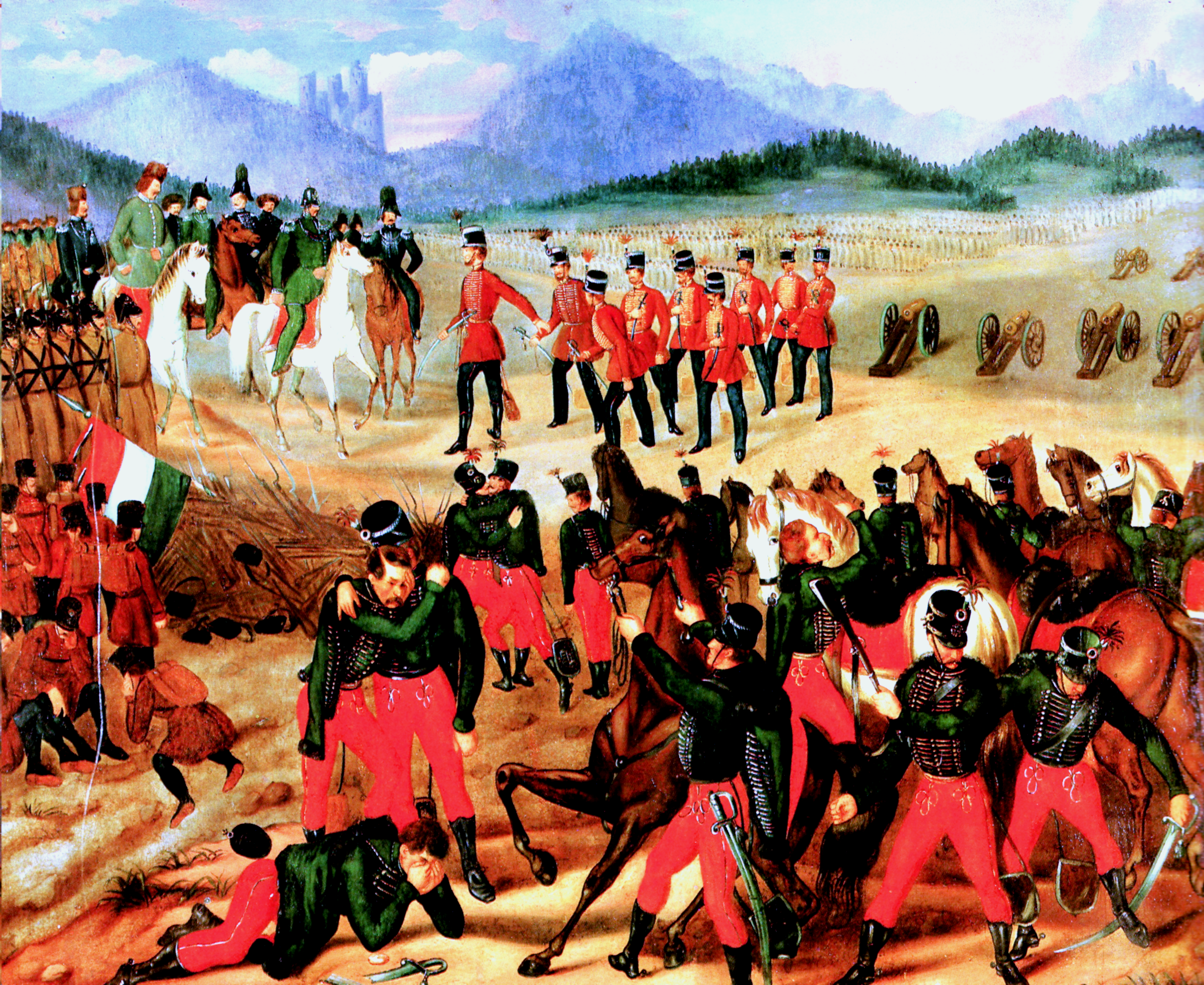
A világosi fegyverletétel (ismeretlen szerző kőnyomata)

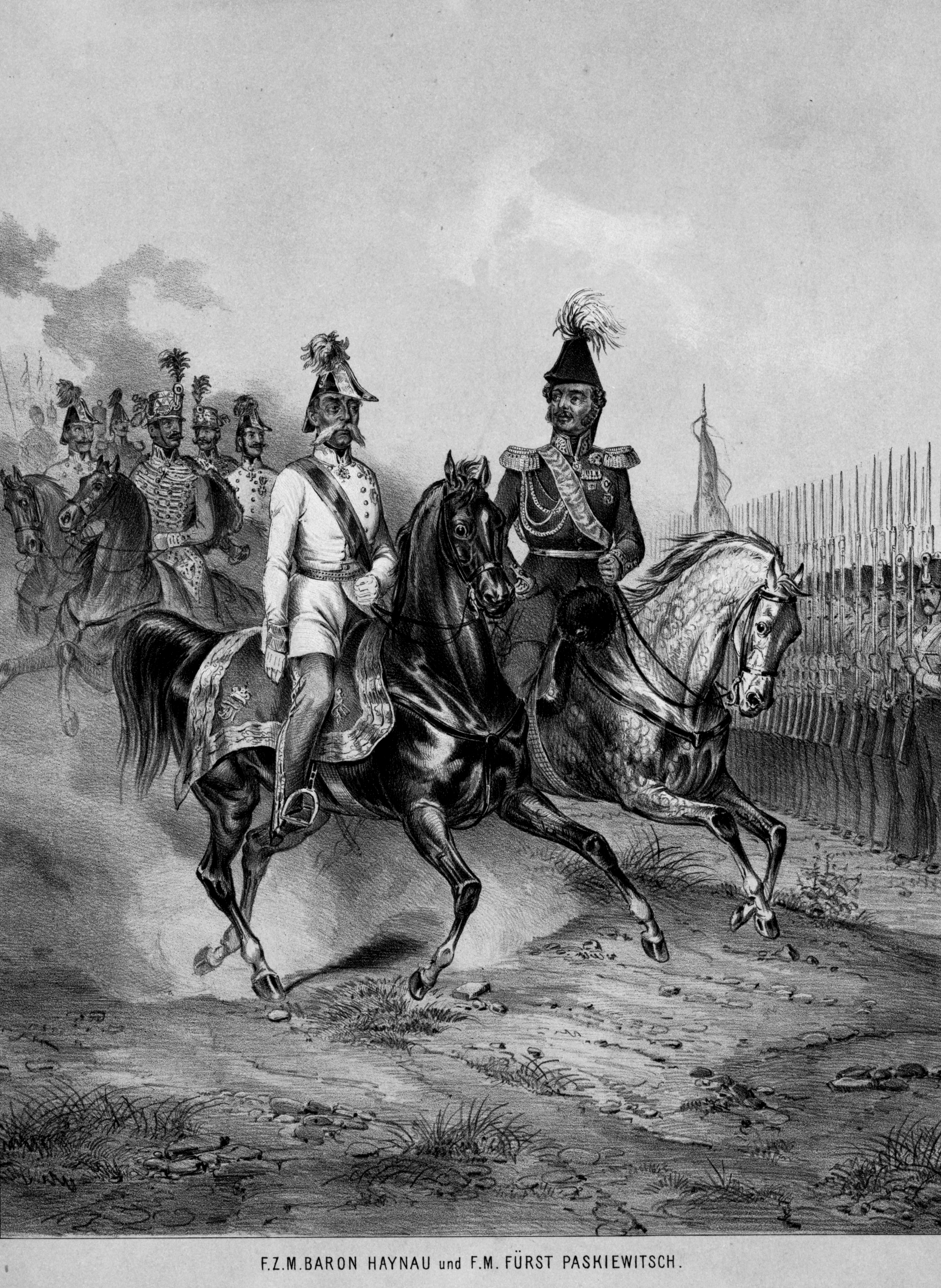
Haynau és Paszkevics a csatatéren

Szeged feladása után Dembinszky nem a kormány új székhelyéül kijelölt Arad, hanem a még császári kézen lévő Temesvár felé vonult vissza. Mivel nem akart már csatát vállalni, ezért a hadtápot már el is küldte Lugos felé, de akkor érkezett a helyszínre a frissiben fővezérré kinevezett Bem, (aki a kemény harcokban erdélyi hadseregének java részét elvesztette) és elfogadta a Haynau kínálta ütközetet. Így került sor a vereséggel végződő temesvári csatára, ahol Dembinszky szerencsétlen döntése (az utánpótlás Lugosra küldése) és Bem elővigyázatlansága (csatát kezdett anélkül, hogy tudná, mi van az utánpótlással) következtében pont a csata tetőpontján hallgatnak el a honvédség ütegei, majd az ezt követő kavarodásban Bem is lebukik a lováról és az előző napok hátrálásaitól demoralizált, vezérét vesztett, lőszer nélkül maradt sereg megfutamodik. A vesztes csatát követően Lugosra hátrált főseregből mindössze egy hadosztály (Kmety) és a gróf Vécsey vezette V.hadtest képes megőrizni harckészségét. A temesvári finálé után a teljes fölbomlásban lévő, tehát a további harcokban használhatatlan főseregen és a Görgei-féle fel-dunai hadseregen kívül csak egy mozgó hadereje maradt a honvédseregnek, ez pedig az Észak-Erdélyben állomásozó, rosszul felfegyverzett újoncokból álló, gyenge Kazinczy-hadosztály. Ilyen feltételek mellett a harc eredményes folytatására semmi remény nem maradt. A Kossuth által diktátori ranggal felruházott Görgei számára egyetlen lehetőség maradt, letenni a fegyvert. Görgei serege ekkor körülbelül 30 000 ember volt, akik közül 5000 fegyvertelen újonc honvéd. Görgei augusztus 11-én haditanácsot tartott tábornokaival és törzstisztjeivel, és a haditanács két szavazat ellenében az oroszok előtti fegyverletételre szánta el magát. A helyzet kilátástalanságát jól jellemzi, hogy a döntéssel szembehelyezkedő két törzstiszt sem a harcok folytatása, hanem a császári csapatok előtti kapituláció mellett érvelt.
Hruljov (németesen: Chrurloff) orosz ezredes seregéből Kotljarovszkij (németesen: Katlaroff) huszárkapitány és gróf Rüdiger tüzér hadnagy már július 21-én felkereste Görgeit Rimaszombatnál azzal az ajánlattal, hogy tegye le a fegyvert. A tiszteknek és a legénységnek teljes szabadságot biztosított ez az ajánlat. Görgei válaszát gróf Batthyány László és egy tiszt vitte meg Churloffnak. Görgei tudatta, hogy egyezség esetén nemcsak a sereget, hanem a lakosságot is biztosítani kívánja. Megüzente Görgei azt is, hogy a magyar nemzet az események mostani állása szerint szívesen látná, ha Szent István koronáját valamelyik orosz nagyherceg viselné. Nemsokára özvegy Bory Miklósné Hellenbach Karolina bárónő is felkereste Görgeit Rüdiger tábornok megbízásából a fegyverletételre vonatkozólag. A tárgyalások meg is kezdődtek.

### Fegyverletétel

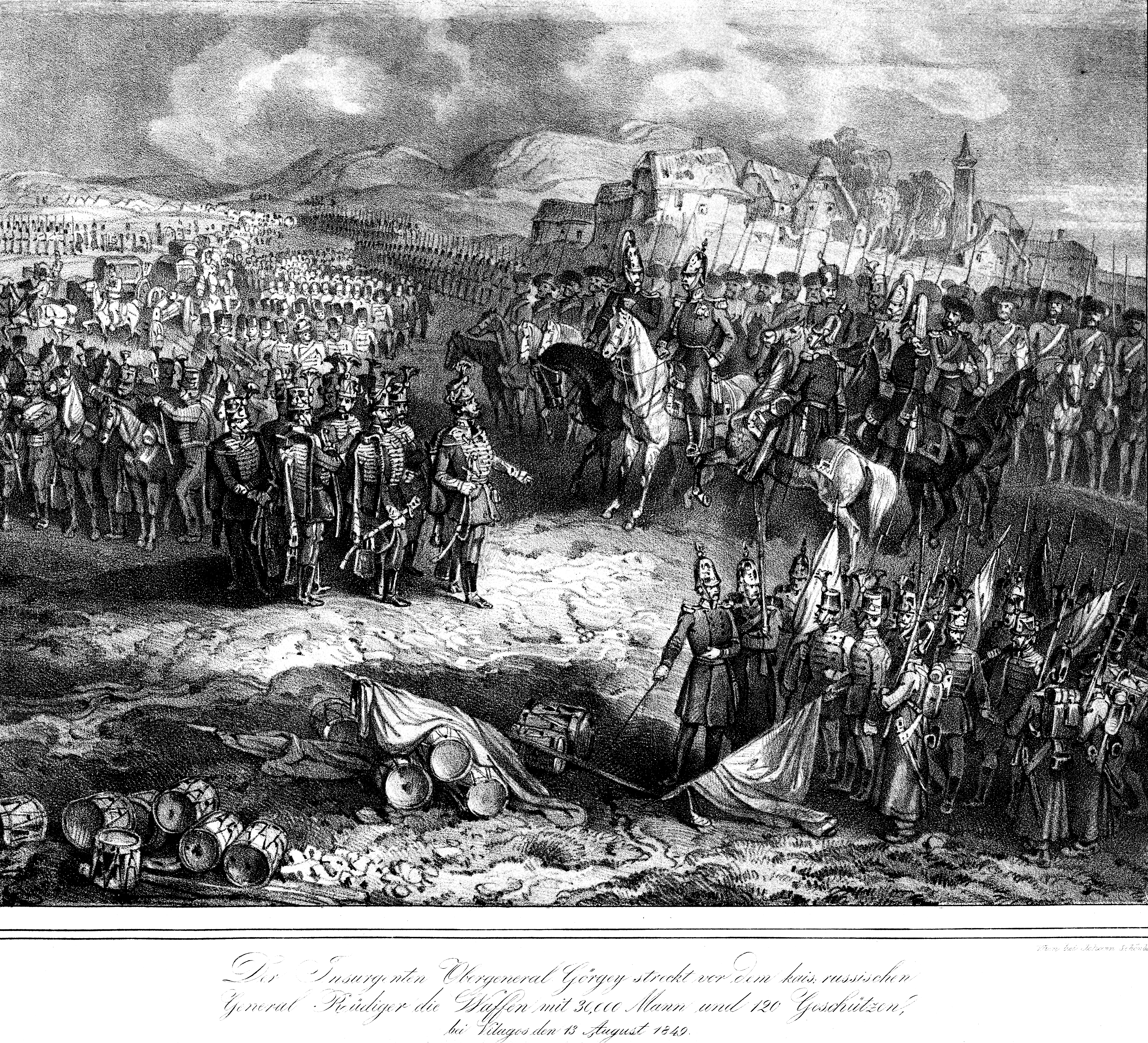
Görgei leteszi a fegyvert Rüdiger előtt a Világos melletti szőlősi síkon

Az utolsó jelentősebb harcképes seregtest, a Görgei Artúr vezette feldunai hadsereg feltétel nélküli fegyverletételére 1849. augusztus 13-án került sor Világosnál, az orosz Fjodor Vasziljevics Rüdiger tábornok csapatai előtt. Ezt a példát követte a többi mozgó seregrész is. Augusztus 18-án Dévánál a felbomlott dél-erdélyi sereg tiszti kerete Beke József ezredes parancsnoksága alatt adta meg magát Lüders csapatainak, másnap Karánsebesnél a Dessewffy Arisztid vezérőrnagy és Lázár Vilmos ezredes vezette IX. és X. hadtestek maradéka kapitulált a császáriak előtt, 20-án az V. hadtest tette le a fegyvert Rüdiger oroszai előtt Borosjenőnél és végül augusztus 24-25-én a Kazinczy hadosztály is megadta magát az oroszoknak Zsibónál.
A honvédség kezén lévő várak szintén sorra kapituláltak. Augusztus 17-én Damjanich átadta Aradot az oroszoknak, 26-án Munkács is megnyitotta kapuit a cári csapatok előtt. Péterváradot szeptember 7-én Kiss Pál vezérőrnagy azzal a feltétellel adta át a császáriaknak, hogy a komáromi védők által kiharcolt kedvezményeket rájuk is kiterjesztik. Hosszas tárgyalásokat követően, a védők büntetlensége fejében október 2-4 között Komárom vára is a császári erők kezére került.

## Megtorlás

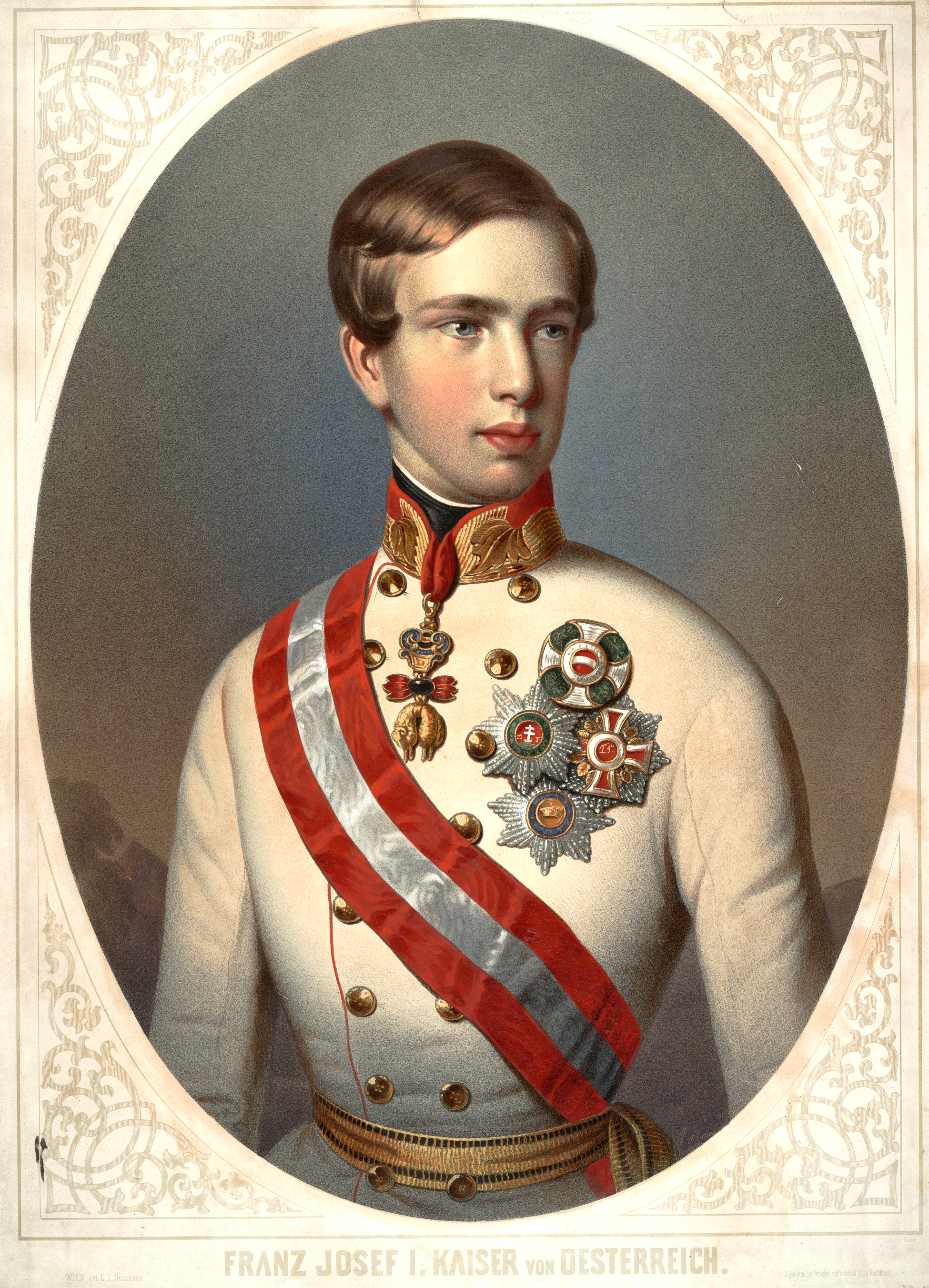
Ferenc József utasítása Haynau táborszernagy számára: „…a legnagyobb szigorúság a kompromittáltakkal szemben. Sok fejnek kell lehullania, mint a kiemelkedő mákfejeknek, ha az ember fölöttük ellovagol.”

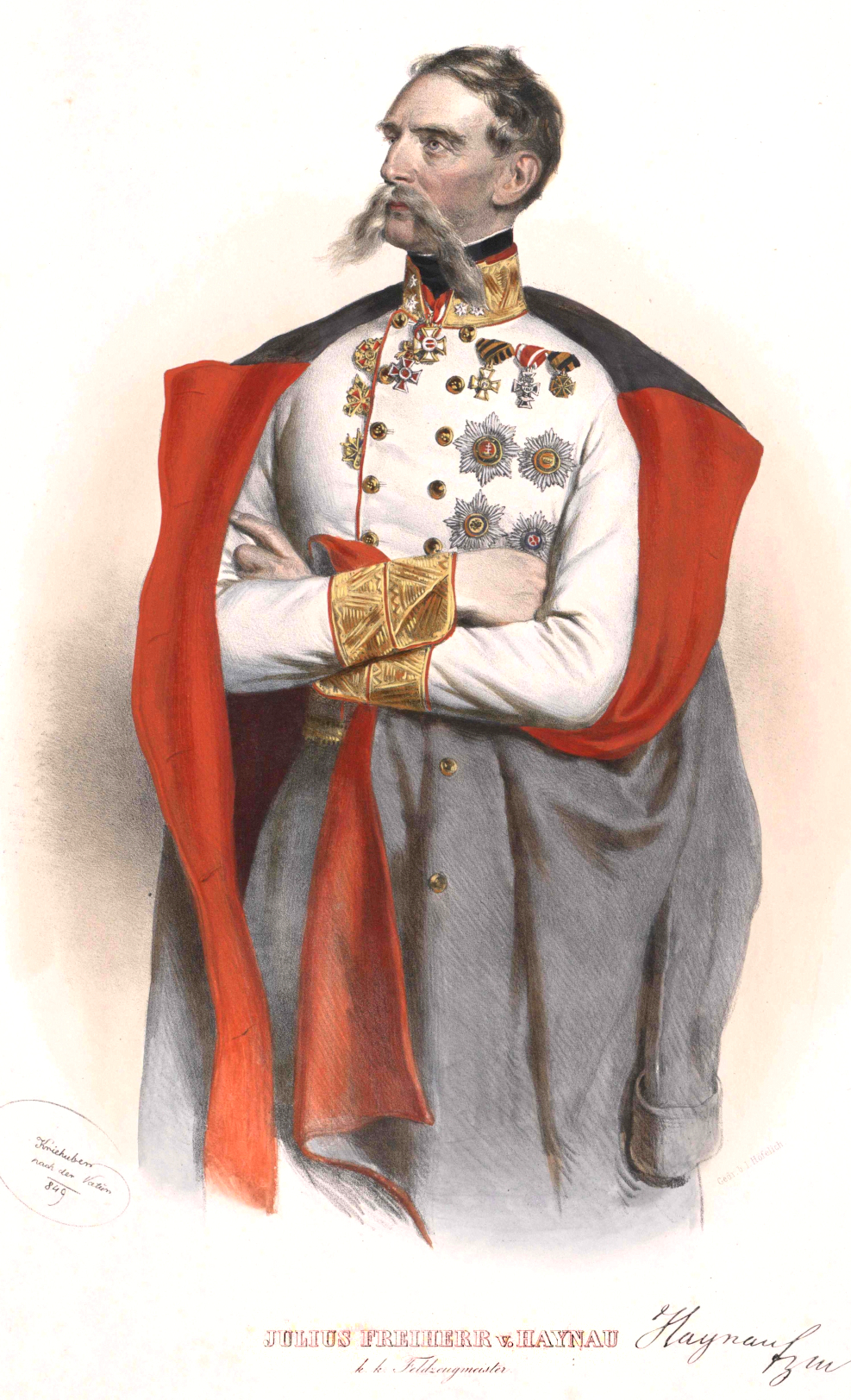
Julius Jacob von Haynau

A szabadságharc alig fejeződött be, a császáriak mindjárt megkezdték a megtorlást. Haynau, a magyarországi osztrák főparancsnok felállította a haditörvényszéket, melyek több száz tisztet és polgári személyt ítéltek halálra és még többet várfogságra. A foglyul ejtett katonák közül a magyarokat, székelyeket, lengyeleket és németeket erőszakkal besorozták az osztrák hadseregbe, a más nemzetiségűeket hazaengedték.
1849. október 6-án Aradon kivégezték a magyar forradalom 12 tábornokát és egy ezredesét, az aradi vértanúkat. Ugyanezen a napon Pesten az Újépületnél sortűzzel kivégezték Batthyány Lajos első magyar miniszterelnököt is. Október 10-én Csány László kormánybiztost, közlekedési minisztert, október 20-án Mieczysław Woroniecki herceget, Peter Giron honvéd alezredest és Karol Gustaw d’Abancourt de Franqueville lengyel nemest, október 24-én pedig Perényi Zsigmondot, a felsőház másodelnökét végezték itt ki.
Az utókor méltatlanul elfelejtkezett a tizennegyedik tábornokról, Lenkey Jánosról. A világosi fegyverletétel után – lengyelországi „dezertálása” miatt – Haynau az egyik legkeresettebb ellenségének tartotta. Kivégzésére a "többiekkel"együtt csak azért nem került sor, mert kalandos életútja végén elvesztette mentális egészségét. Szerafinát, lengyel szerelmét szólongatva halt meg 1850 februárjában a nedves börtönfalak között. Temetése kis híján forradalmi megmozdulást váltott ki. Emlékét ma is márványtábla őrzi. Testvére, Lenkey Károly szintén tábornoki rangban harcolt a magyar szabadság védelmében és nem kevésbé kalandos utat járt be. Petőfi Sándor is megemlékezett Lenkey Jánosról a Lenkei százada című versében.
Október 25-én ölték meg Kazinczy Lajost, Kazinczy Ferenc fiát, akit a népnyelv a tizenötödik aradi vértanúként emlegetett.
A forradalom után a császáriak nem teljesítették a nemzetiségeknek tett ígéreteiket, ők is el kellett szenvedjék a szabadságharc leverése utáni önkényuralmi rendszert. A Bach-korszakban és később is voltak nyílt ellenállási és beavatkozási kísérletek és törekvések (például a Nedeczky–Almásy-összeesküvés, Klapka-légió).
A véres megtorlást és az azt követő lassú konszolidációt követően 1867 májusában törvénybe iktatták a XII. törvénycikket. Ferenc Józsefet királlyá koronázták a Mátyás templomban. A kiegyezés után az Osztrák–Magyar Monarchia keretein belül elkezdődött Magyarország békés polgári fejlődése.

## Irodalom

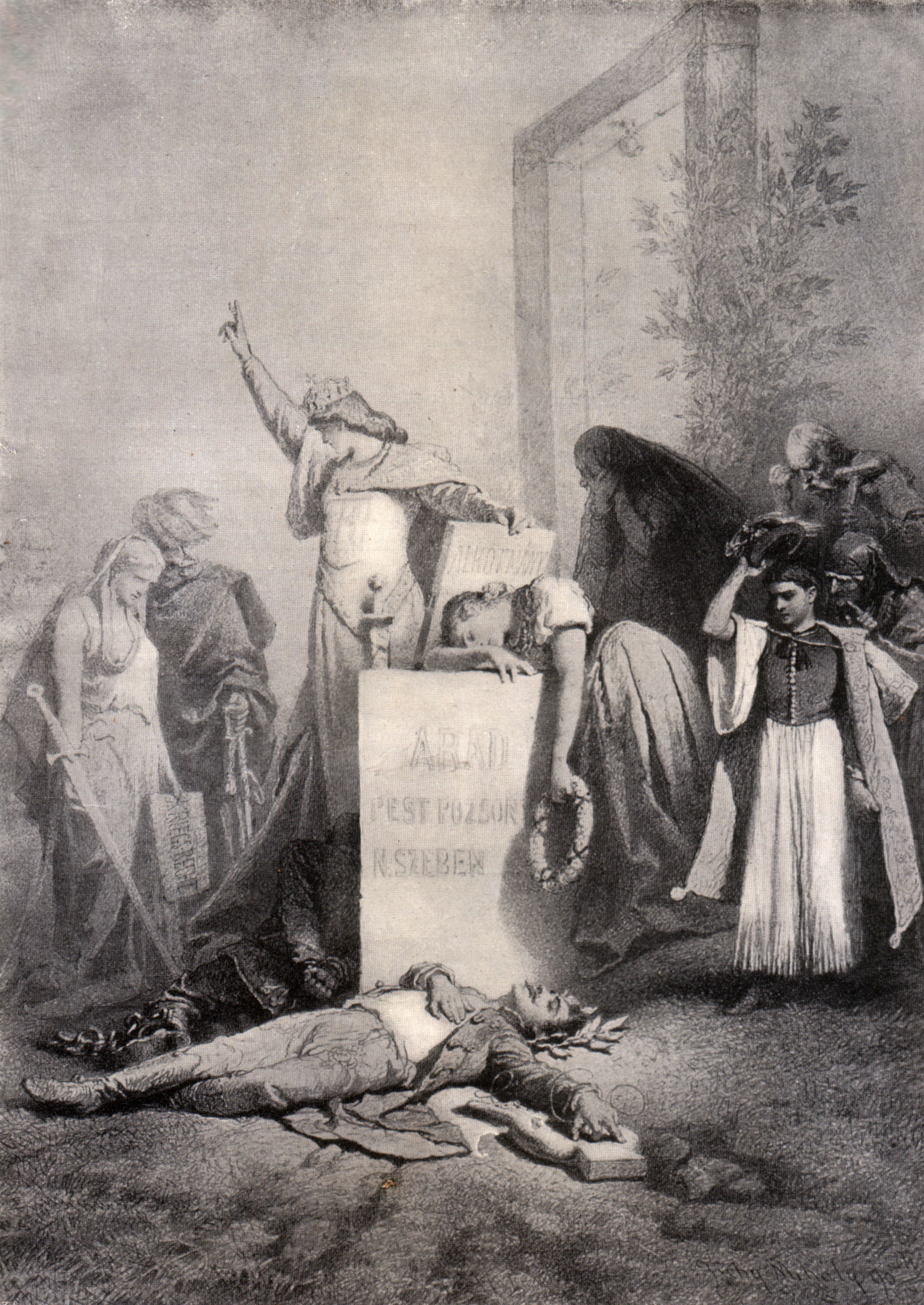
Zichy Mihály: Az elbukott forradalom allegóriája, 1849.

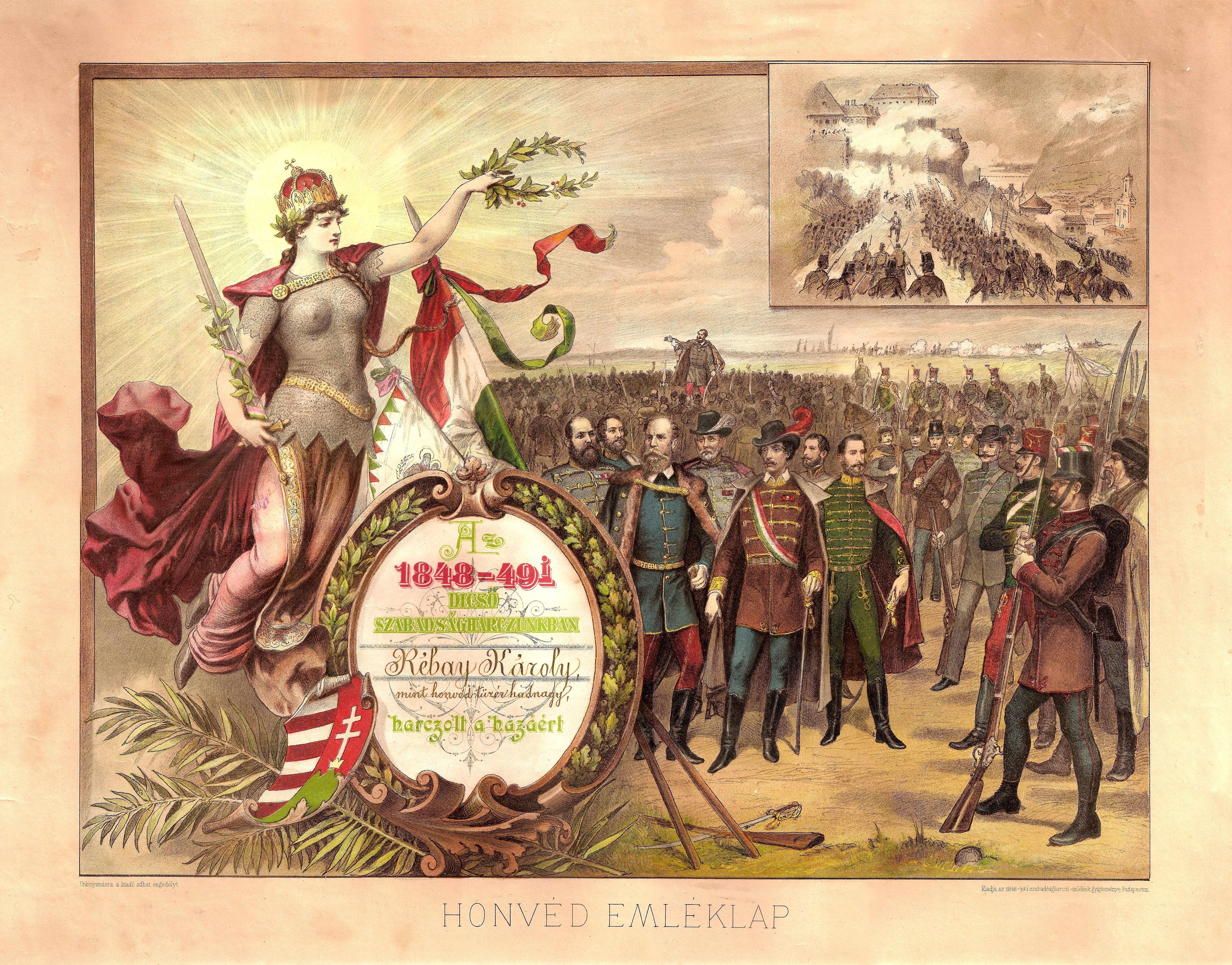
Honvéd Emléklap

### Szépirodalom
- Jókai Mór: A kőszívű ember fiai
- Jókai Mór: A tengerszemű hölgy
- Gárdonyi Géza: A lámpás
- Móricz Zsigmond: A csata napja
- Bereményi Géza: Legendárium
- Darvasi László: Virágzabálók

## Film
- Sára Sándor: 80 huszár, 1978
- Nádasdy Kálmán, Ranódy László, Szemes Mihály: Föltámadott a tenger, 1953
- Várkonyi Zoltán: A kőszívű ember fiai, 1965
- Lóth Balázs: Most vagy soha!, 2024

### Válogatott interjúk
- Buda-Pest az ország szíve, de nem ura – Petőfi a kutyáját sem bízta volna a legnagyszerűbb magyar kormányra (interjú Csorba Lászlóval, Index, 2010. március 15.)
- A forradalom majdnem elmaradt – az Index.hu interjúja Katona Tamás történésszel
- Szabadságharcosok és divatdiktátorok – a márciusi ifjak – Népszabadság-interjú Körmöczi Katalin történésszel
- Mészáros Károly: Kossuth levelezése a magyar szabadságharc karvezéreivel, 1848-1849-ben (MEK)
- Asztali beszélgetések... Jelen vagy múlt idő? – 1848 kultusza Archiválva 2018. szeptember 7-i dátummal a Wayback Machine-ben (videó); Beszélgetőtársak: Csorba László, Hermann Róbert, Kalla Zsuzsa, moderátor: Galambos Ádám